# Репин, Илья Ефимович
Илья́ Ефи́мович Ре́пин (рус. дореф. Илья Ефимовичъ Рѣпинъ; 24 июля [5 августа] 1844, Чугуев, Российская империя — 29 сентября 1930, Куоккала, Финляндия) — русский живописец и рисовальщик, один из самых влиятельных и разноплановых художников времён «великих реформ» и контрреформ, писатель и педагог. Академик (с 1876), профессор (с 1892) и действительный член (с 1893; по новому уставу) Императорской Академии художеств, преподаватель Высшего художественного училища (1893—1907; ректор в 1898—1899). Член Товарищества передвижников (в 1878—1891 и с 1898).
С самого начала творческого пути, с 1870-х годов, стал одной из ключевых фигур реалистической школы. Репину удалось решить задачу отражения в живописном произведении всего разнообразия окружающей жизни. В своём творчестве сумел охватить все стороны современности, затронуть темы, волнующие общественность, живо реагировал на злобу дня. Репинскому художественному языку была свойственна пластичность, он воспринимал различные стилистические направления от испанских и голландских художников XVII века до Александра Ива́нова и современных французских импрессионистов.
Расцвет творчества Репина пришёлся на 1880-е годы. Создал галерею портретов современников, работал как исторический живописец и мастер бытовых сцен. В области исторической живописи его привлекала возможность раскрыть эмоциональную выразительность предложенной ситуации. Стихией художника была современность, и, даже создавая картины на темы легендарного прошлого, он оставался мастером животрепещущего настоящего, сокращая дистанцию между зрителем и героями своих произведений. По мнению идеолога передвижников Владимира Стасова, творчество Репина — «энциклопедия пореформенной России». Последние 30 лет жизни (из них тринадцать — в вынужденной эмиграции) Репин провёл в своём имении Пенаты в петербургском пригороде Куоккале, после революции вошедшем в состав независимой Финляндии. Он продолжал работать, хотя уже не так интенсивно, как прежде. В последние годы он обратился к библейским сюжетам. В Куоккале Репин написал мемуары, ряд его очерков вошёл в книгу воспоминаний «Далёкое близкое».
Как педагог воспитал целую плеяду прославленных художников: Борис Кустодиев, Игорь Грабарь, Иван Куликов, Филипп Малявин, Анна Остроумова-Лебедева, Николай Фешин, Валентин Серов.

## Происхождение. Детство, отрочество, юность

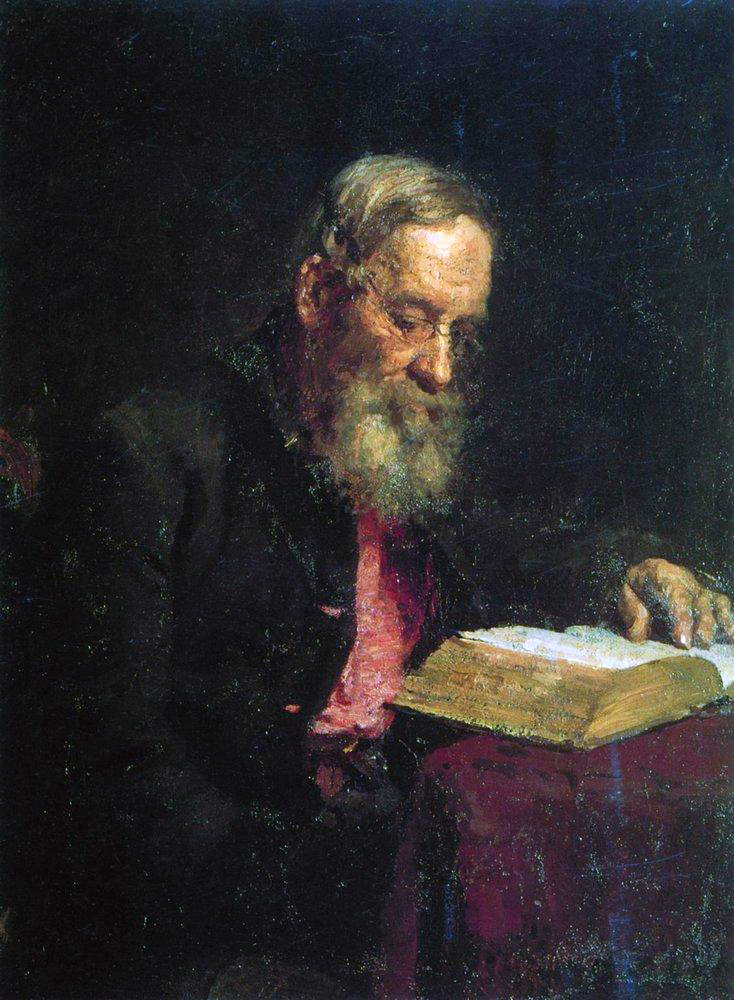
Портрет Ефима Васильевича Репина, отца художника. 1879. Холст, масло. Государственный Русский музей, Санкт-Петербург

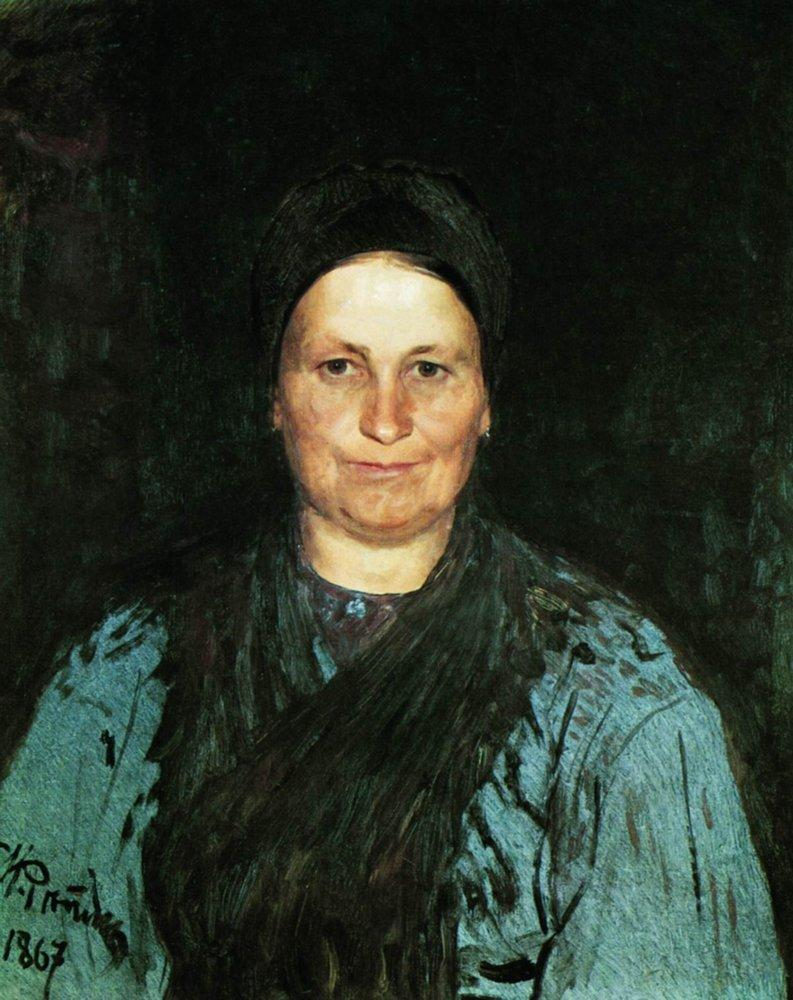
Портрет Татьяны Степановны Репиной, матери художника. 1867. Холст, масло. Национальная галерея, Прага

Илья Ефимович Репин родился в городе Чугуеве Харьковской губернии. Его дед по отцовской линии — неслуживый казак Василий Ефимович Репин — вёл торговлю и владел постоялым двором. Согласно метрическим книгам, он умер в 1830-х годах, после чего все хозяйственные заботы легли на плечи его жены Натальи Титовны Репиной. Отец художника Ефим Васильевич (1804—1894) был в семье старшим из детей. В мемуарных очерках, посвящённых детству, Илья Ефимович упоминал об отце как о «билетном солдате», который вместе с братом ежегодно ездил на Донщину и, преодолевая расстояние в триста вёрст, пригонял оттуда табуны лошадей на продажу. За время службы в Чугуевском уланском полку Ефим Васильевич успел поучаствовать в трёх военных кампаниях, имел награды. Связь с родным городом и Слободской Украиной Илья Репин пытался сохранять до конца жизни, а украинские мотивы занимали важное место в творчестве художника.
Дед художника по материнской линии — Степан Васильевич Бочаров — также много лет отдал военной службе. Его женой стала Пелагея Минаевна, девичью фамилию которой исследователям установить не удалось. В начале 1830-х годов дочь Бочаровых Татьяна Степановна (1811—1880) вышла замуж за Ефима Васильевича. На первых порах Репины жили под одной крышей с родителями мужа; позже, скопив денег на торговле лошадьми, глава семьи сумел поставить просторный дом на берегу Северского Донца. Татьяна Степановна, будучи женщиной грамотной и деятельной, не только занималась образованием детей, читая им вслух произведения Пушкина, Лермонтова, Жуковского, но и организовала небольшую школу, которую посещали и крестьянские ребята, и взрослые. Учебных предметов в ней было немного: чистописание, арифметика и Закон Божий. В семье периодически возникали проблемы с деньгами, и Татьяна Степановна шила на продажу шубы на заячьем меху.
Акварельные краски в дом Репиных впервые принёс двоюродный брат Ильи Ефимовича — Трофим Чаплыгин. Как вспоминал впоследствии сам художник, его жизнь изменилась в тот момент, когда он увидел «оживление» арбуза: чёрно-белая картинка, размещённая в детской азбуке, внезапно обрела яркость и сочность. С этого дня идея преображения мира с помощью красок уже не оставляла мальчика:

Чтобы меня утешить, Трофим оставил мне свои краски, и с этих пор я так впился в красочки, прильнув к столу, что меня едва отрывали для обеда и срамили, что я совсем сделался мокрый, как мышь, от усердия и одурел со своими красочками за эти дни.
В 1855 году родители отдали одиннадцатилетнего Илью на учёбу в школу топографов — эта специальность, связанная со съёмочными и чертёжными работами, считалась в Чугуеве престижной. Однако через два года учебное заведение было упразднено, и Репин устроился в иконописную мастерскую к художнику И. М. Бунакову. Вскоре весть о талантливом ученике Бунакова распространилась далеко за пределами Чугуева; юного мастера стали приглашать приезжавшие в город подрядчики, которым нужны были живописцы и позолотчики. В шестнадцать лет юноша покинул и мастерскую, и родительский дом: ему предложили 25 рублей в месяц за работу в кочевой иконописной артели, которая по мере выполнения заказов перемещалась из города в город.
Летом 1863 года артельщики работали в Воронежской губернии неподалёку от Острогожска — городка, в котором родился художник Иван Крамской. От местных мастеров Репин узнал, что их земляк, уже получивший к тому времени малую золотую медаль за картину «Моисей источает воду из скалы», семь лет назад покинул родные места и уехал учиться в Академию художеств. Рассказы острогожцев послужили стимулом для резких жизненных перемен: осенью, собрав все заработанные за летние месяцы деньги, девятнадцатилетний Репин отправился в Петербург.

## Первый петербургский период (1863—1871)

### Академия художеств
Первый визит в Академию художеств разочаровал Репина: конференц-секретарь Академии Ф. Ф. Львов, ознакомившись с рисунками девятнадцатилетнего юноши, сообщил, что тот не владеет тушёвкой, не умеет создавать штрихи и тени. Неудача огорчила Илью Ефимовича, но не отбила у него желания учиться. Сняв за пять с половиной рублей комнату в мансарде и перейдя на режим жёсткой экономии, он устроился в вечернюю рисовальную школу, где вскоре был признан лучшим учеником. Повторное посещение Академии завершилось успешной сдачей экзамена, однако после вступительных испытаний Репина вновь ожидали сложности: за право присутствовать на занятиях вольнослушатель должен был заплатить 25 рублей. Эту сумму за Репина внёс покровитель — руководитель почтового департамента Фёдор Прянишников, к которому Илья Ефимович обратился за помощью.
За восемь лет, проведённых в стенах Академии, Репин приобрёл немало друзей. В их число входили Василий Поленов, в доме которого начинающему художнику всегда был уготован радушный приём, и Марк Антокольский, прибывший в столицу из Вильны учиться на скульптора и впоследствии писавший: «Мы скоро сблизились, как могут сближаться только одинокие люди на чужбине». В 1869 году состоялось знакомство Репина с художественным критиком Владимиром Стасовым, в течение многих лет входившим в «ближний круг» Репина. Своим непосредственным наставником он считал Крамского: Репин был своим человеком в созданной Иваном Николаевичем художественной артели, показывал ему свои ученические эскизы, прислушивался к советам. После смерти Крамского Репин написал воспоминания, в которых назвал художника своим учителем.

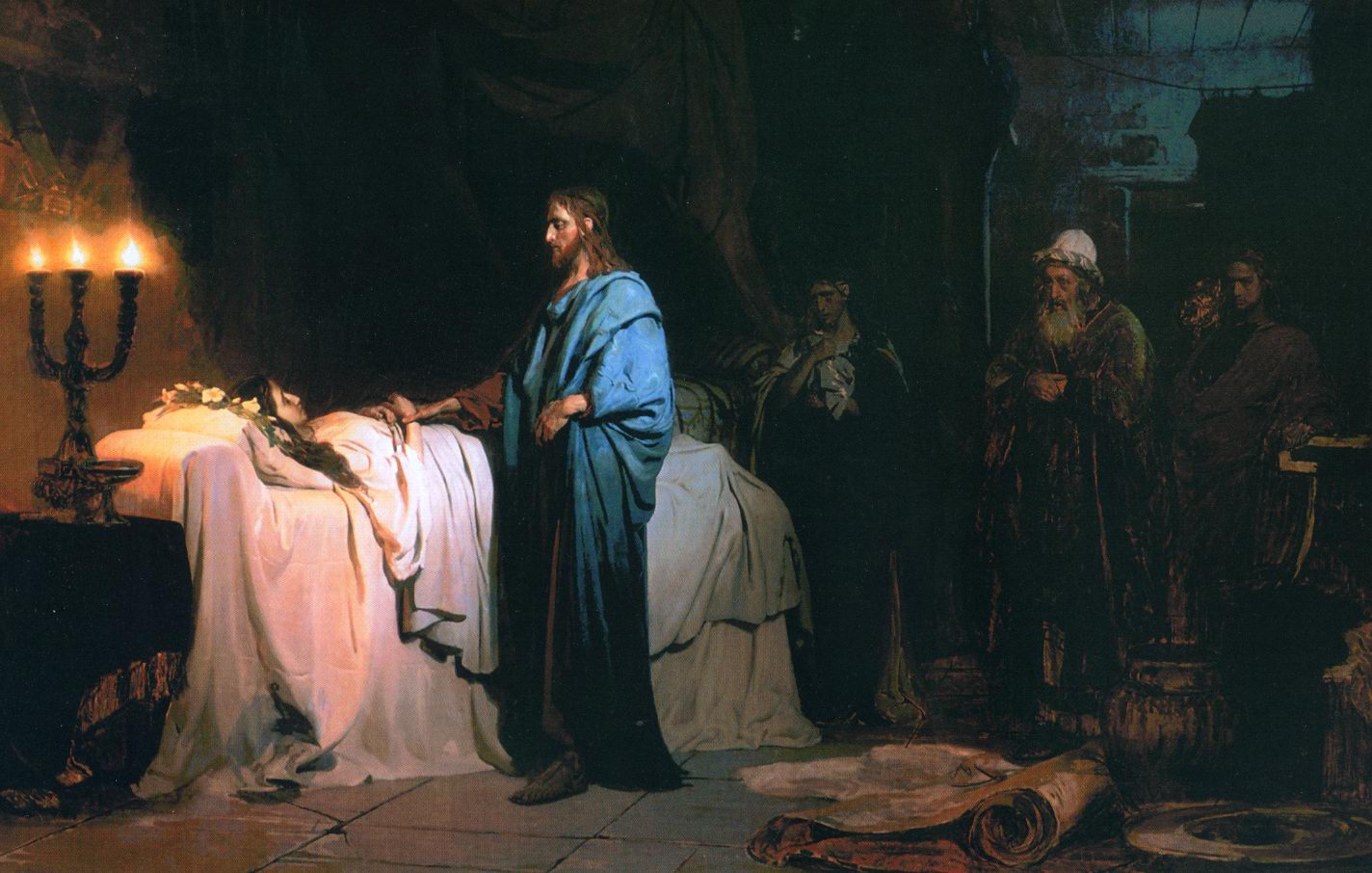
«Воскрешение дочери Иаира». 1871. Холст, масло. Государственный Русский музей, Санкт-Петербург

Годы учёбы принесли Репину несколько наград, включая серебряную медаль за эскиз «Ангел смерти избивает всех перворождённых египтян» (1865), малую золотую медаль за работу «Иов и его друзья» (1869) и большую золотую медаль за картину «Воскрешение дочери Иаира» (1871). Спустя годы, вспоминая историю «Воскрешения…», Репин рассказывал в кругу художников, что подготовка к её написанию осложнялась отсутствием денег. Отчаявшись, воспитанник Академии создал жанровую картину о том, как студент, готовящийся к экзаменам, наблюдает в окно за девушкой из соседней квартиры. Илья Ефимович отнёс свою работу в магазин Тренти, отдал на комиссию и был удивлён, когда вскоре ему вручили немалую сумму: «Такого счастья я, кажется, не испытывал за всю свою жизнь!». Полученных денег хватило на краски и холст, но их приобретение не избавило от творческих мук: сюжет «Дочери Иаира» не складывался. В один из вечеров, возвращаясь от Крамского, Репин попытался представить, как отреагировали бы его близкие, если бы человеку, «облечённому даром исцелителя», удалось вернуть жизнь Усте — его рано умершей сестре. В результате заданный по академической программе евангельский сюжет воплотился в «живую картину жизни»:

Затенённость интерьера в глубине и справа создаёт атмосферу тишины, скорби и вызывает ощущение ожидания… Здесь перед нами начало той лирической темы сна и пробуждения, которая привлекала Репина на протяжении всего его творческого пути. 

### «Бурлаки на Волге»
Сюжет первой из значительных картин Репина был подсказан жизнью. В 1868 году, работая на этюдах, Илья Ефимович увидел на Неве бурлаков. Контраст между праздной, беззаботной публикой, гуляющей на берегу, и людьми, тянущими на лямках плоты, настолько впечатлил ученика Академии, что по возвращении в снимаемую квартиру он начал создавать эскизы с изображением «тягловой живой силы». Полностью погрузиться в новую работу ему не давали академические обязательства, связанные с конкурсом на малую золотую медаль, однако, по признанию художника, ни во время игр с товарищами в городки, ни во время общения со знакомыми барышнями он не мог освободиться от зреющего замысла.
Летом 1870 года Репин вместе с братом и друзьями-живописцами Фёдором Васильевым и Евгением Макаровым отправился на Волгу. Деньги на поездку — двести рублей — получил от богатых покровителей Васильев. Как писал позже Репин, путешествие не ограничивалось созерцанием пейзажей «с альбомчиками» в руках: молодые люди знакомились с местными жителями, порой ночевали в незнакомых избах, сидели вечерами у костра. Волжские пространства поражали молодых художников эпическим размахом; настроение будущего полотна создавали постоянно звучавшая в памяти Ильи Ефимовича «Камаринская» Глинки и взятый им с собой томик гомеровской «Илиады».
В один из дней художник увидел «совершеннейший тип желанного бурлака» — человека по фамилии Канин (на картине он изображён в первой тройке, «с головой, повязанной грязной тряпицей»).

Какое счастье, что Канин не вздумал сходить в баню или подстричься, как бывало с некоторыми моделями, приходившими подстриженными, побритыми до неузнаваемости. Он был извещён заранее и, как все серьёзные люди, позировал серьёзно: умело выносил непривычное положение и легко приспособлялся, без помехи ко мне. — Илья Репин

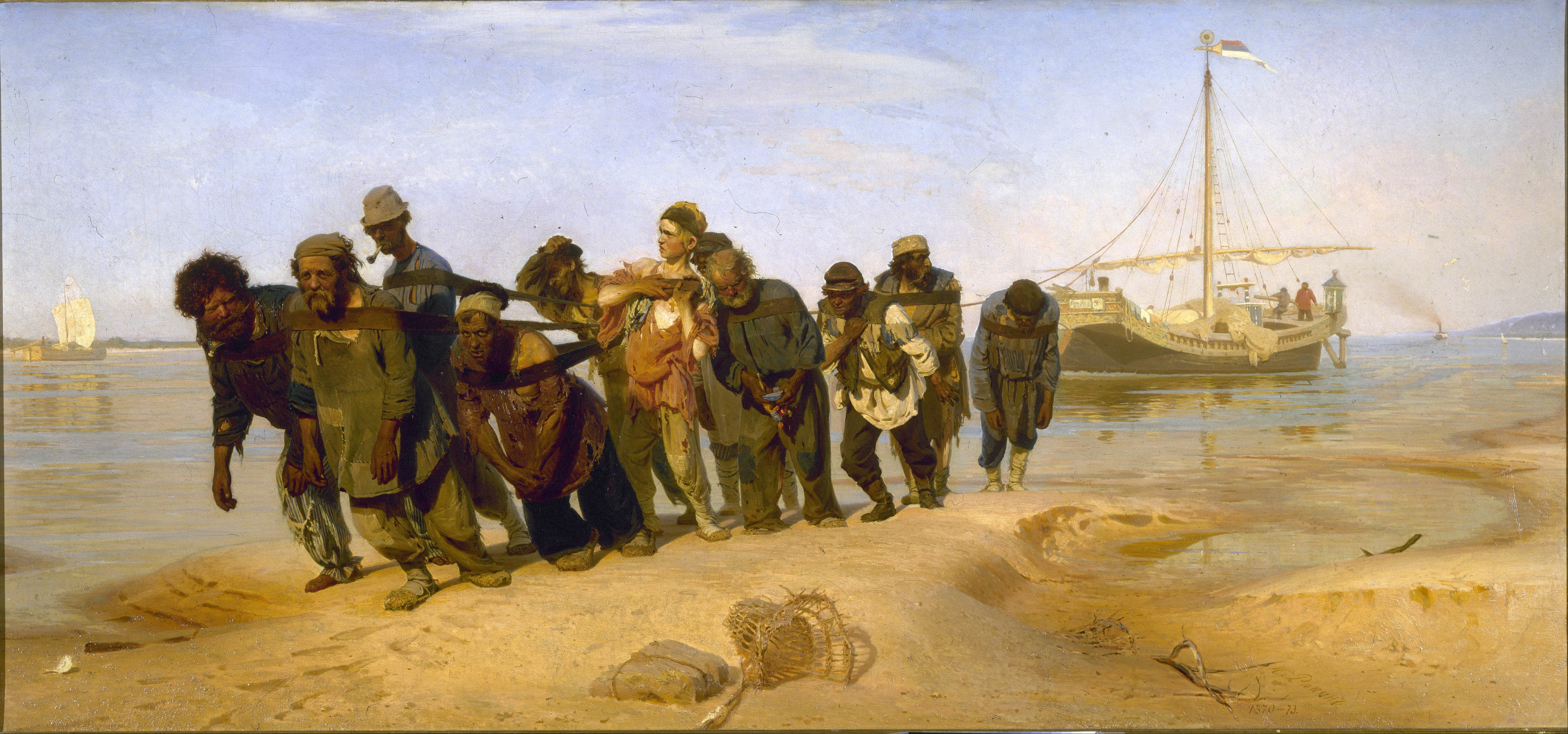
«Бурлаки на Волге». 1870—1873. Холст, масло. Государственный Русский музей, Санкт-Петербург

По словам немецкого историка искусства Норберта Вольфа, картина «Бурлаки на Волге» произвела сенсацию в международном художественном сообществе, потому что её автор «монументализировал жанровую сцену, „низшую“ в академической классификации». Каждый из героев полотна несёт в себе печать индивидуальности; в то же время вся группа персонажей, помещённая в «экзистенциальный и примордиальный» ландшафт, напоминает процессию проклятых из «Божественной комедии» Данте.

### Заказ «Славянского базара»
К 1871 году Репин уже обрёл некоторую известность в столице. На экзамене он получил первую золотую медаль за картину «Воскрешение дочери Иаира», звание художника первой степени и право на шестилетнюю поездку за границу. Слух о талантливом выпускнике Академии дошёл и до Москвы: хозяин гостиницы «Славянский базар» Александр Пороховщиков предложил Илье Ефимовичу написать картину «Собрание русских, польских и чешских композиторов», пообещав за работу 1500 рублей. В зале гостиничного ресторана в ту пору уже были размещены портреты многих деятелей культуры; не хватало лишь «большого декоративного пятна». Художник Константин Маковский, к которому ранее обращался Пороховщиков, считал, что эти деньги не окупят всех трудозатрат, и просил 25 000 рублей. Но для Репина заказ московского предпринимателя стал шансом наконец-то выбраться из многолетней нужды; в своих воспоминаниях он признавался, что «назначенная за картину сумма показалась огромной».
В работу вместе с Репиным включился и Стасов, который, хорошо разбираясь в музыке, собирал материалы в Публичной библиотеке и давал профессиональные советы. Для картины позировали Николай Рубинштейн, Эдуард Направник, Милий Балакирев и Николай Римский-Корсаков; изображения остальных композиторов, в том числе ушедших из жизни, Репин создавал на основе гравюр и фотографий, найденных Стасовым.
В июне 1872 года состоялось открытие «Славянского базара». Представленная публике картина получила много комплиментов, а её автор — массу похвал и поздравлений. Среди тех, кто остался недоволен, был Иван Тургенев: он сказал Репину, что не может «примириться с идеей этой картины»; позже в письме Стасову писатель назвал полотно Репина «холодным винегретом живых и мёртвых — натянутою чушью, которая могла родиться в голове какого-нибудь Хлестакова-Пороховщикова».

## Первая семья

### Жена Вера Алексеевна

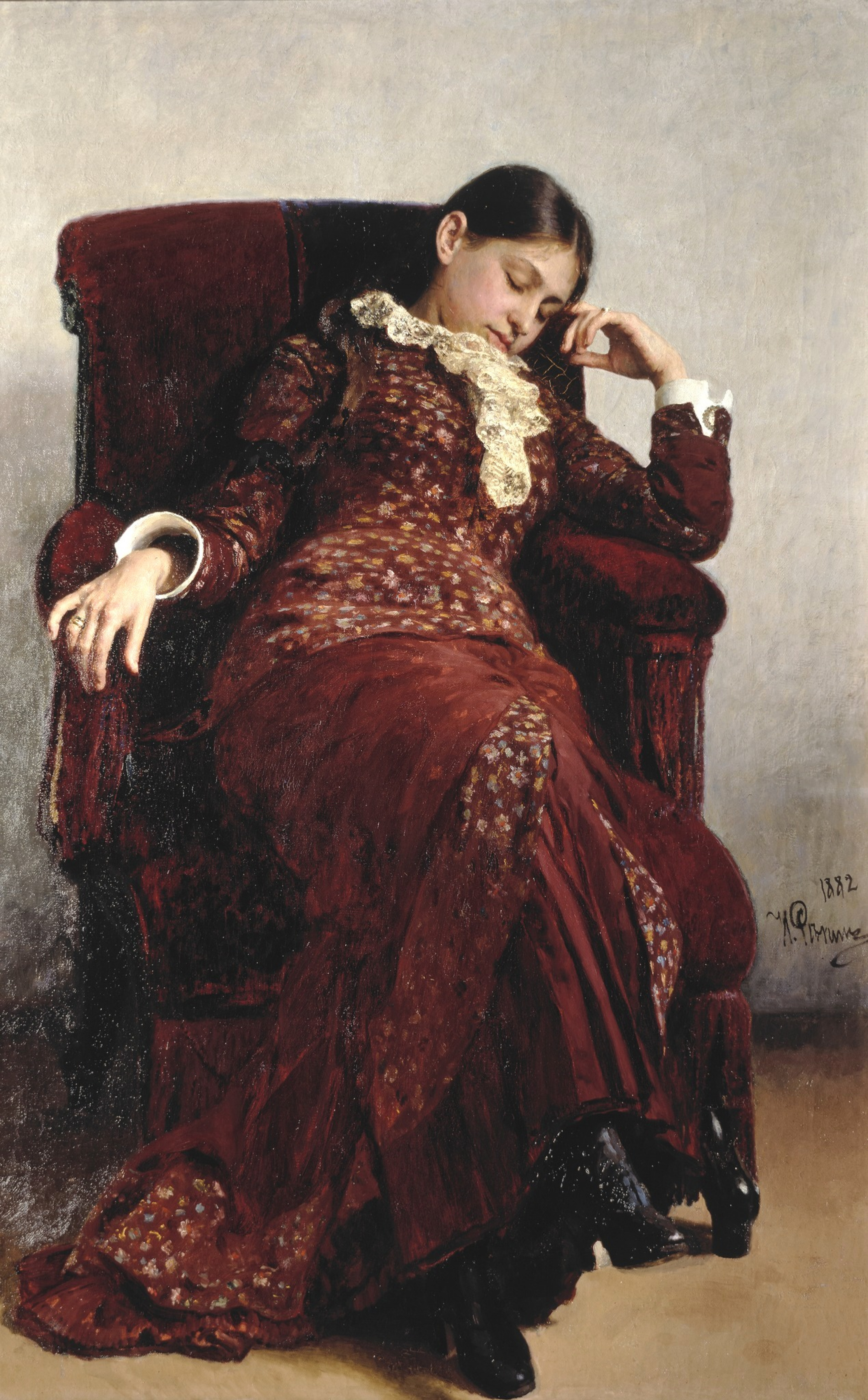
«Отдых». Портрет В. А. Репиной, жены художника. 1882. Холст, масло. Государственная Третьяковская галерея, Москва

Корней Чуковский, друживший с Репиным, считал, что первая семья художника «по своей некультурности проявляла мало интереса к его творчеству». Веру Шевцову, сестру своего товарища по рисовальной школе Александра, Илья Ефимович знал с её юных лет: в доме их отца, академика архитектуры Алексея Ивановича Шевцова, часто собиралась молодёжь. Со временем Вера и Илья стали общаться чаще. Искусствовед Александра Пистунова, рассказывая о портрете юной невесты Репина, написанном в 1869 году, отмечала, что девушка смотрит на художника так, будто ждёт приглашения на танец:

Хороша она была в шестнадцать лет: смоляная тяжёлая коса ниже пояса, светло-карие глаза, детская чёлка над круглым лбом, пряменький нос, изогнутые вверх уголки губ, способность худенькой фигуры как-то уютно примоститься, изогнуться в мягком зелёном кресле.
Илья Ефимович и Вера Алексеевна обвенчались 11 (23) февраля 1872 года. Вместо свадебного путешествия Репин предложил молодой жене деловые поездки — сначала в Москву, на открытие «Славянского базара», а затем на этюды в Нижний Новгород, где художник продолжал искать мотивы и типажи для «Бурлаков…». Поздней осенью того же 1872 года на свет появилась дочь, которую тоже назвали Верой. На крестинах девочки присутствовали Стасов и композитор Модест Мусоргский, который «много импровизировал, пел и играл».
Первый брак Репина длился пятнадцать лет. За эти годы Вера Алексеевна родила четверых детей: помимо старшей, Веры, в семье росли Надежда, Юрий и Татьяна. Супружество, по мнению исследователей, сложно было назвать счастливым: Илья Ефимович тяготел к открытому дому, готов был в любое время принять гостей; его постоянно окружали дамы, желавшие попозировать для новых картин; Вере Алексеевне, сосредоточенной на воспитании детей, салонный образ жизни был в тягость. Разрыв отношений произошёл в 1887 году; при разводе бывшие супруги поделили детей: старшие остались у отца, младшие перешли жить к матери. Семейная драма настолько серьёзно повлияла на художника, что Стасов писал Марку Антокольскому о своём беспокойстве за душевное самочувствие друга:

Репин что-то замолчал со своей выставкой, а летом и осенью он много о ней поговаривал… Какой тут покой, какая радость, какая возможность писать свои картины? Как тут готовить выставку, когда… все неприятности, истории, сущее несчастье?

### Семейные портреты. Судьбы детей

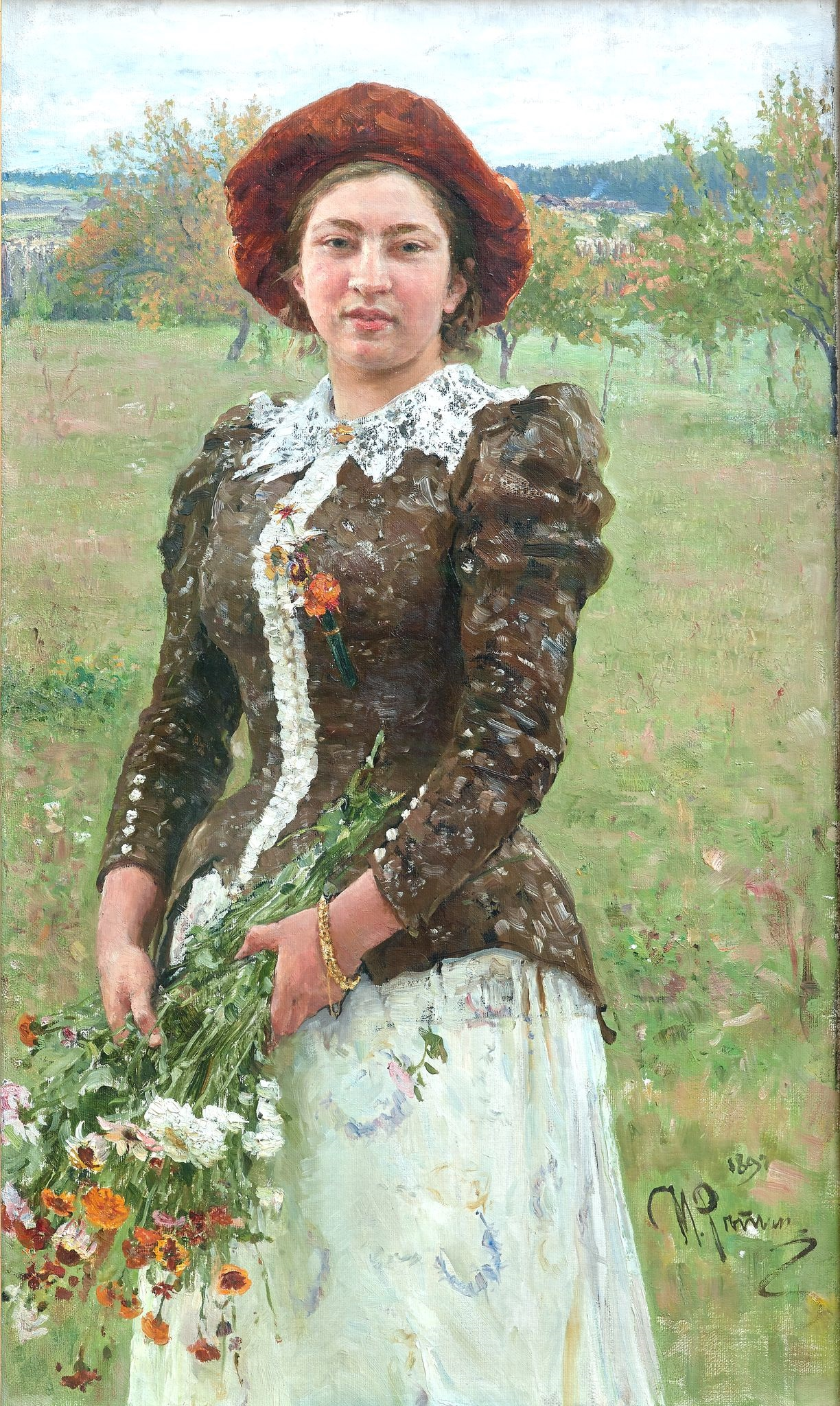
«Осенний букет». Портрет Веры Ильиничны Репиной, дочери художника. 1892. Холст, масло. Государственная Третьяковская галерея, Москва

Как в годы супружества, так и после ухода из семьи Репин писал много портретов своих близких. Так, Илья Ефимович создал несколько портретов Веры Алексеевны, в том числе картину «Отдых» (1882), в которой «не слишком привлекательное, скорее, недоброе», по мнению искусствоведа Алексея Фёдорова-Давыдова, лицо заснувшей женщины смягчается «обаятельной лирикой» художника.
Репин выступал в роли «тонкого, задушевного лирика» и при написании портретов детей. Прежде всего это касается двух его картин — «Стрекоза» (1884) и «Осенний букет» (1892). Героинями обеих работ является старшая дочь Репиных — Вера Ильинична. На первой из них двенадцатилетняя девочка, освещённая солнцем, сидит на перекладине. Искусствоведы предполагают, что художник создавал портрет дочери по памяти; свидетельством тому — некоторое несовпадение фона и фигуры. Зато «Осенний букет», над которым художник работал в имении Здравнёво, писался с натуры. Вера уже превратилась в барышню, осенний букет в руках которой был призван подчеркнуть её «чувство жизни, юности и неги». Там же был создан портрет дочери Нади; про него сам художник рассказывал так: «Она в охотничьем платье, с ружьём через плечо и с героическим выражением».
Судьбы детей Репина сложились по-разному. Вера Ильинична, прослужив некоторое время в Александринском театре, перебралась к отцу в Пенаты. Позже она переехала в Хельсинки, где умерла в 1948 году. В 2019 году аукционный дом Хагельстам передал в дар репинскому музею «Пенаты» семейный архив, выкупленный у родственников Веры Ильиничны.
Надежда, которая была младше Веры на два года, окончила Рождественские женские курсы лекарских помощниц в Петербурге, затем работала в земских больницах. После поездки в зону эпидемии тифа в 1911 году молодая женщина начала страдать душевным недугом. Живя с отцом в Куоккале, Надежда Ильинична почти не покидала своей комнаты. Она ушла из жизни в 1931 году.
Юрий Ильич (1877—1954) пошёл по стопам отца и стал художником. Трагедией его жизни стала история без вести пропавшего сына Дия. После рассекречивания архивов выяснилось, что в 1935 году он был арестован при пересечении границы с СССР и приговорён трибуналом Ленинградского военного округа к расстрелу на основании статей 58-8 и 84 УК РСФСР. Младшая дочь Репина Татьяна (по мужу Язева) по окончании Бестужевских курсов преподавала в здравнёвской школе; после смерти отца она с семьёй уехала во Францию; скончалась в 1957 году.

## Пенсионерская поездка за границу (1873—1876). «Садко»

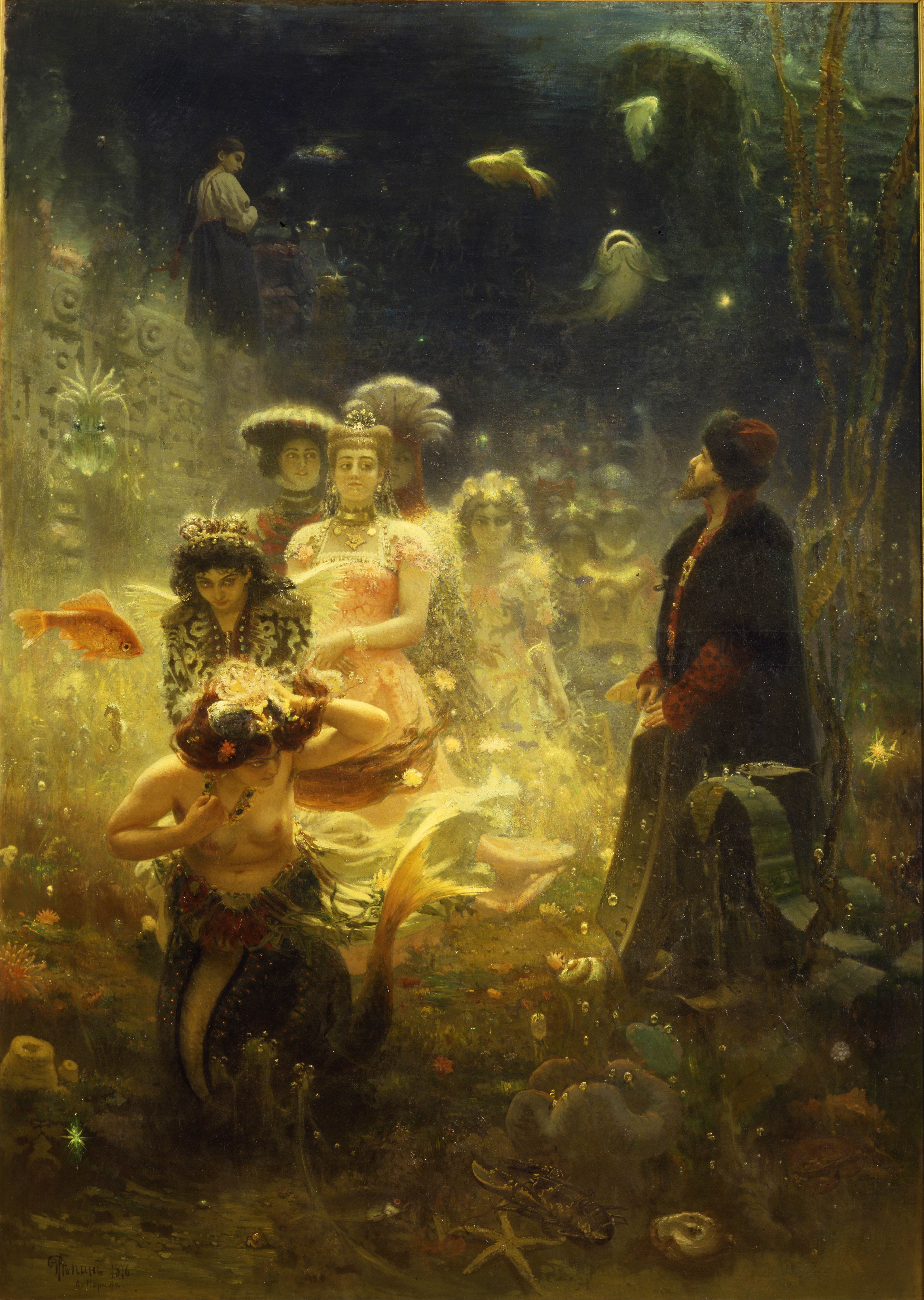
«Садко». 1876. Холст, масло. Государственный Русский музей, Санкт-Петербург

В апреле 1873 года, когда старшая дочь немного подросла, семья Репина, имевшего право на заграничную поездку в качестве пенсионера Академии, отправилась в вояж по Европе. Посетив Вену, Венецию, Флоренцию, Рим и Неаполь, художник приехал в ноябре в Париж и написал И. Н. Крамскому: «я, преодолев трусость, остался в Париже на целый год, взял мастерскую на Rue Véron (фр.), 13 — квартира, а 31 — мастерская». В письмах Стасову он сетовал, что столица Италии его разочаровала («Галерей множество, но… не хватит никакого терпенья докапываться до хороших вещей»), а Рафаэль показался «скучным и устаревшим». Отрывки из этих писем были обнародованы; журнал «Развлечение» (март 1875) откликнулся на них ядовитой карикатурой, на которой Стасов «помогал Репину вылупиться из гнезда». Рисунок сопровождался стихотворением: «…Не правда ли, читатель мой, / Что для судей таких, как Стасов, / И репа лучше ананасов?».
Привыкание к Парижу шло медленно, но к концу поездки художник начал признавать французских импрессионистов, отдельно выделяя Мане, под влиянием которого, как считают исследователи, Репиным была создана картина «Парижское кафе», свидетельствующая об овладении приёмами пленэрной живописи. Тем не менее, по утверждению художника Якова Минченкова, новые формы до конца жизни «ставили его в тупик, а пейзажисты-импрессионисты приводили в раздражение». Те, в свою очередь, упрекали Илью Ефимовича в «непонимании красоты». Своеобразным откликом на их претензии стала написанная Репиным в Париже картина «Садко», герой которой «чувствует себя в некоем подводном царстве». Её создание осложнялось тем, что на поиски заказчика и денег ушло слишком много времени; интерес к придуманному сюжету постепенно растаял, и в одном из писем Стасову раздосадованный художник признался, что «ужасно разочарован картиной „Садко“».
В 1876 году за картину «Садко» Репин получил звание академика. Однако это не спасло художника от критики: так, искусствовед Адриан Прахов написал в рецензии, опубликованной в художественном журнале «Пчела»:

Позвольте, да это не тот ли самый Репин, который написал «Бурлаков»? Что же он должен делать теперь, если ещё учеником он уже производил совершенства? Проникаюсь трепетом и иду… «Ах, смотрите, maman, человек в аквариуме!»… Желаю ему счастливо проснуться…

## Московский период (1877—1882)

### Вступление в Товарищество передвижников
Вернувшись в Россию, Репин в течение года — с октября 1876 по сентябрь 1877-го — жил и работал в родном Чугуеве. Все эти месяцы он вёл переписку с Поленовым, предлагая тому поселиться в Москве. Переезд оказался сложным: Илья Ефимович, как он сам сообщал Стасову, вёз с собой «большой запас художественного добра», который долго стоял нераспакованным из-за свалившей Репина малярии. После выздоровления художник сообщил Крамскому, что решил вступить в Товарищество передвижников. Крамской, будучи одним из главных вдохновителей этого творческого объединения, воспринял инициативу с энтузиазмом:

Знаете ли вы, какое хорошее слово вы написали: «Я ваш». Это слово вливает в моё измученное сердце бодрость и надежду. Вперёд!
Согласно правилам, приём в Товарищество осуществлялся после прохождения кандидатами «экспонентского стажа», однако ради Репина было сделано исключение: его приняли, пренебрегая формальностями, в феврале 1878 года.

### «Царевна Софья»

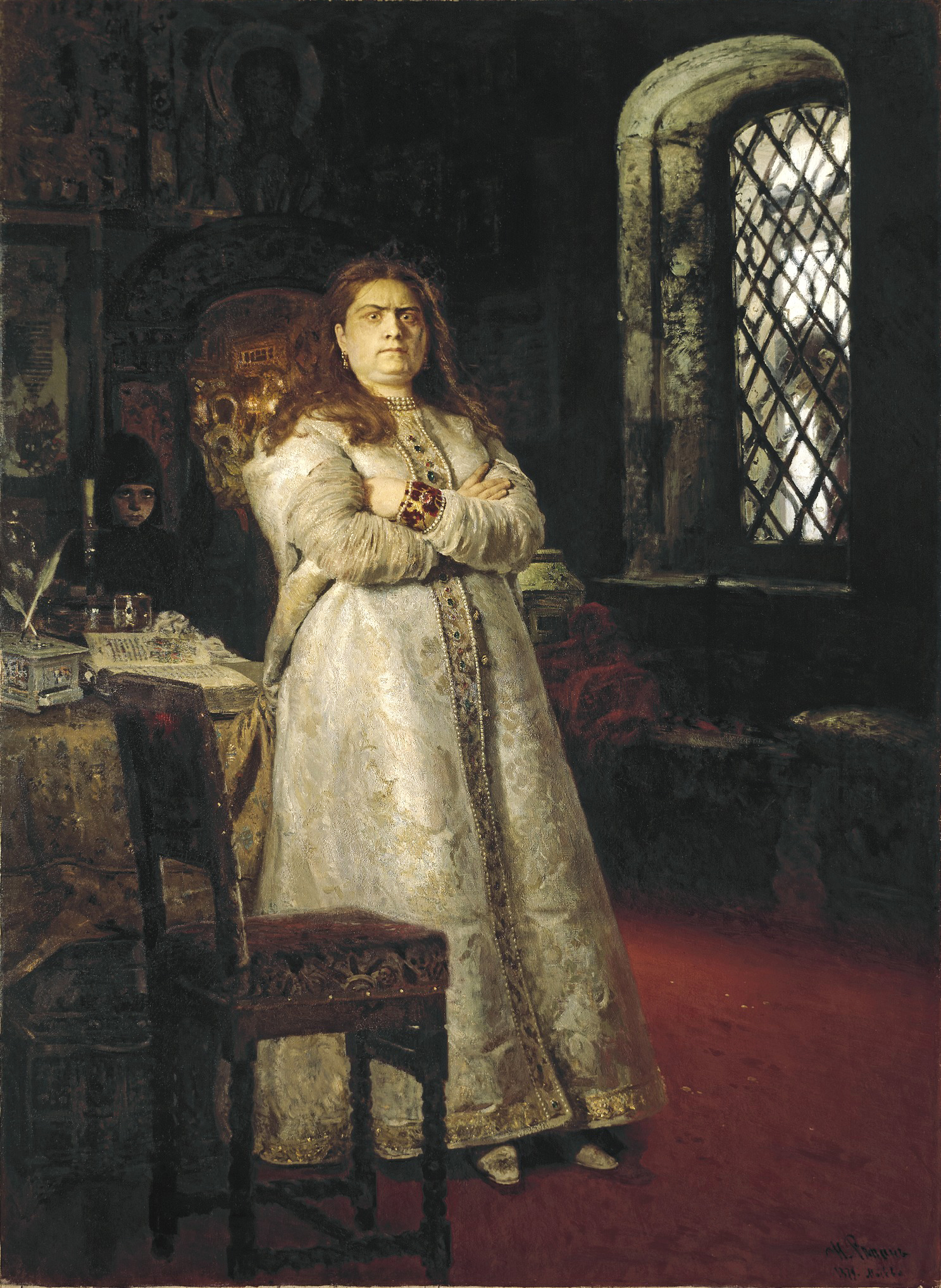
«Царевна Софья Алексеевна через год после заключения её в Новодевичьем монастыре, во время казни стрельцов и пытки всей её прислуги в 1698 году». 1879. Холст, масло. Государственная Третьяковская галерея, Москва

Одной из первых картин, к написанию которой Репин приступил после переезда в Москву, была «Царевна Софья» (полное авторское название — «Правительница царевна Софья Алексеевна через год после заключения её в Новодевичьем монастыре во время казни стрельцов и пытки всей её прислуги в 1698 году»). Исследователи полагают, что для более глубокого погружения в тему художник даже квартиры выбирал себе с учётом расстояния от монастыря: сначала жил в Тёплом переулке, затем — в Большом Трубном переулке.
Работа продолжалась больше года; Илья Ефимович много времени проводил вне мастерской, изучая исторические документы и материалы, которые для него подбирал в Петербурге Стасов. Для детального знакомства с аксессуарами художник посещал музеи и костюмерные мастерские театров, делая там множество зарисовок. Для Софьи Репину позировали мать Валентина Серова Валентина Семёновна, сестра композитора Павла Бларамберга Елена Апрелева и некая портниха. Жена Репина Вера Алексеевна собственноручно шила платье по эскизам, принесённым из Оружейной палаты. По словам искусствоведа В. Н. Москвинова, «с технической стороны „Царевна Софья“ исполнена мастерски»:

Фигура царевны и серебряная парча её платья, и полумрак тесной и душной кельи, и прекрасно переданная борьба тёплого лампадного света с холодным дымчатым светом, струящимся из узкого окна, и фигура испуганной послушницы в глубине…
Несмотря на объём проделанной работы, новая картина Репина, показанная на передвижной выставке в 1879 году, восторга у друзей художника не вызвала. Тот же Стасов, вложивший немало сил в её создание, писал, что для образа Софьи у Ильи Ефимовича «не нашлось нужных элементов», а потому он «вынужден был сочинять „позу“». Разочарован был и Мусоргский, который признался, что увидел на полотне «бабу не толстоватенькую, а всю расплывшуюся до того, что при её огромной величине (по картине) зрителям было мало места». Едва ли не единственным из близких людей, поддержавших Репина, оказался Крамской, назвавший «Софью» исторической картиной.

### Ученик Валентин Серов

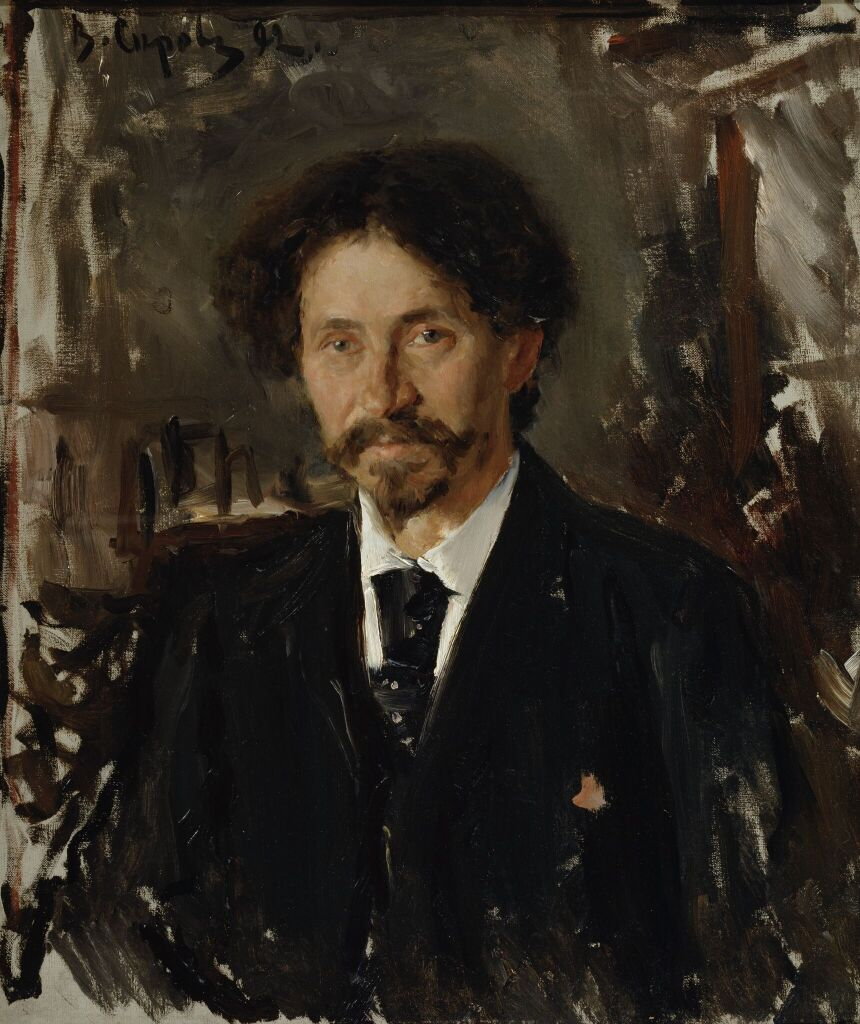
В. А. Серов. Портрет художника И. Е. Репина. 1892. Холст, масло. Государственная Третьяковская галерея, Москва

В Москве к числу домочадцев Репина примкнул юный Валентин Серов. Художник впервые увидел его в 1871 году, когда после смерти Александра Серова пришёл в дом композитора, чтобы поддержать вдову и шестилетнего сына. Позже судьба свела их в Париже: Валентин вместе с матерью-музыкантшей жил на бульваре Клиши и почти ежедневно приходил в мастерскую Ильи Ефимовича.
Когда Валентину исполнилось пятнадцать лет, его мать Валентина Семёновна попросила Репина взять юношу в свою семью. В доме художника тот чувствовал свободно: Серова не выделяли среди других детей, при необходимости он включался в домашние заботы, много часов проводил в мастерской. Репин намётанным глазом определил, что Валентин имеет и усердие, и художественный вкус:

Днём, в часы досуга, он (Серов) переписывал все виды из окон моей квартиры: садики с берёзками и фруктовыми деревьями, построечки к домикам; всё с величайшей любовью и невероятной усидчивостью переписывал мальчик Серов, доводя до полной прелести свои маленькие холсты масляными красками. 
О том, что ученик созрел для дальнейшего роста, Репин понял во время летних этюдов в деревне близ Абрамцева. Работая с Валентином возле монастыря, Илья Ефимович обратил внимание на изображение горбуна, сделанное юным Серовым (впоследствии именно этот типаж был использован для картины «Крестный ход в Курской губернии»). Рисунок, выполненный «с блеском опытного мастера», стал свидетельством того, что Серов готов для поступления в Академию художеств. Вскоре Валентин уехал в Петербург и стал вольнослушателем этого учебного заведения. Репин лично хлопотал о том, чтобы юноша был зачислен на курс профессора Павла Чистякова, которого ценил не только как мастера живописи, но как и тонкого, умного педагога.

### Портрет Тургенева

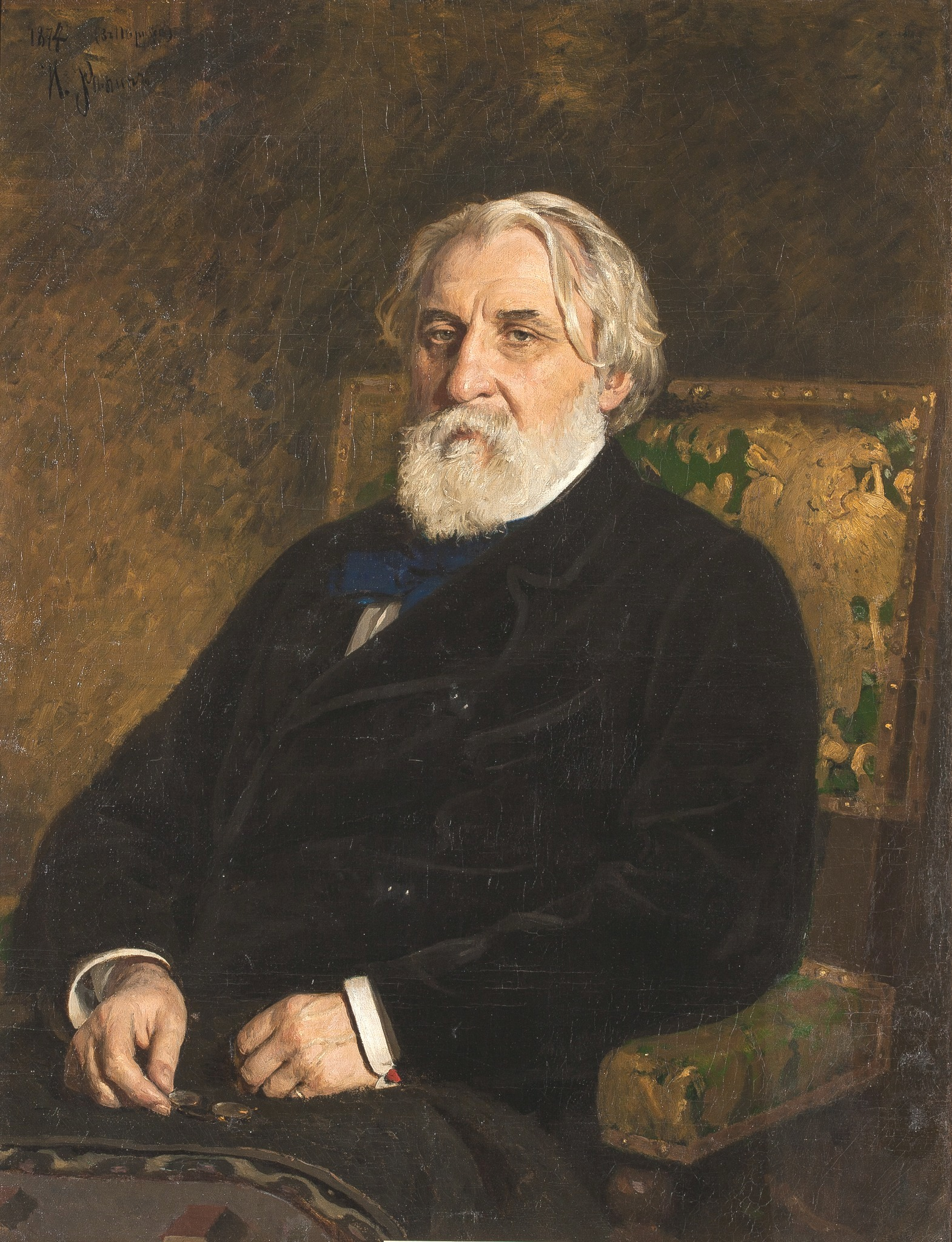
Портрет И. С. Тургенева. 1874. Холст, масло. Государственная Третьяковская галерея, Москва

Работа над портретом Тургенева была настолько тяжёлой, что исследователи называли её «хождением по мукам». Знакомство писателя и художника произошло ещё в Петербурге; позже они встретились в Париже. Заказ Павла Третьякова на написание портрета Ивана Сергеевича Репин воспринял с воодушевлением. Первый сеанс прошёл успешно, однако на следующий день посыльный принёс записку о том, что начатый вариант был забракован Полиной Виардо. Этой оценки хватило для того, чтобы вдохновение ушло; вспоминая о дальнейшей работе, Репин сокрушался: «О, глупость моя, я сгоряча повернул мой удачно схваченный подмалёвок головой вниз и начал с другого поворота… Увы, портрет вышел сух и скучен».
Третьяков, получивший в свою коллекцию портрет Тургенева, не скрывал неудовольствия. Картина с изображением Ивана Сергеевича ушла от него в галерею Кузьмы Солдатёнкова, от него попала к Савве Мамонтову, затем в Румянцевский музей и в 1920-х годах вернулась в Третьяковскую галерею.
В январе 1879 года, когда Тургенев приехал в Москву, Третьяков, так и не оставивший мечту получить хороший портрет писателя, организовал у себя дома встречу Ильи Ефимовича и Ивана Сергеевича. Сеансы возобновились, и к весне картина была готова. Однако её демонстрация на 7-й выставке передвижников не принесла художнику ничего, кроме отрицательных эмоций: рецензенты увидели на голове писателя «взбитое мыло», а созданный образ сравнивали с «каким-то стареньким селадоном». Стасов, признав, что вторая попытка тоже оказалась безуспешной, отметил:

Репина постигла в этом случае общая участь: кто ни писал портрет Тургенева, все потерпели неудачу, ни одному живописцу нашему не удалось передать лицо и фигуру знаменитого русского писателя.

### «Крестный ход в Курской губернии»
Колористическая ценность «Крестного хода» возникает благодаря тому, что гамма приведена к естественному в условиях полуденных летних часов общему, как бы серебристому тону. Его порождает белесоватая окраска словно выгоревшего от зноя неба, насыщенный пылью раскалённый воздух и господствующие в картине пятна коричневато-серых крестьянских одежд.

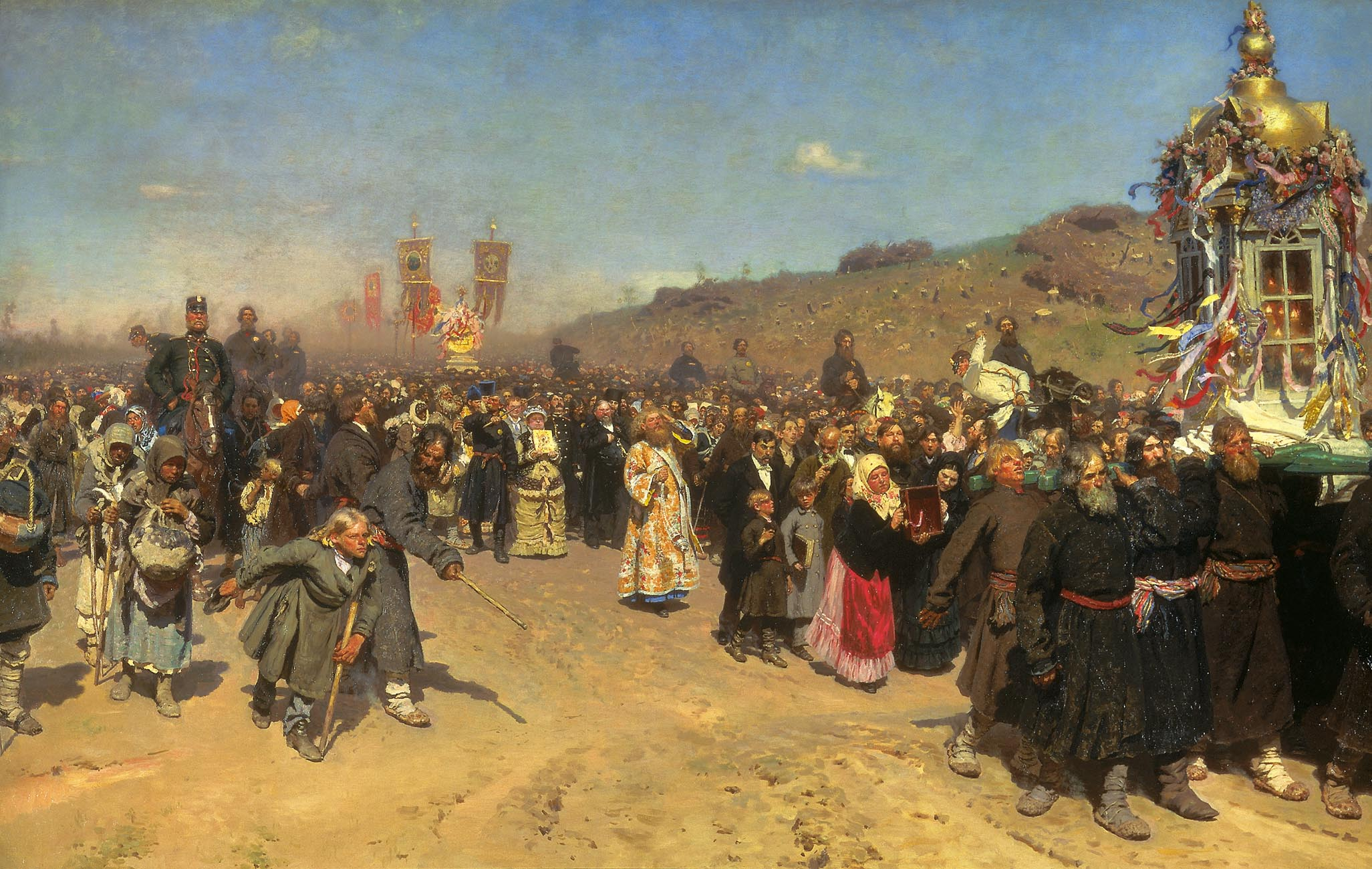
«Крестный ход в Курской губернии». Между 1880 и 1883. Холст, масло. Государственная Третьяковская галерея, Москва

Три года ушло у Репина на создание картины «Крестный ход в Курской губернии», которую первоначально художник называл «Чудотворной иконой». Для сбора материалов он ездил в Курскую губернию, Киев и Чернигов. Сроки окончания работы раз за разом переносились: так, в августе 1881 года Илья Ефимович писал Стасову, что зимой намерен «покончить „Крестный ход“», однако позже сообщал, что до завершения ещё далеко.
«Крестный ход…» представляет собой «многофигурную, хоровую композицию», в основе которой — «напор, сила, мощь, хаотичность». В людском потоке выделяются не менее семидесяти фигур с «ясными характеристиками»; из множества лиц и настроений складывается «целостная картина народной жизни» 1880-х годов. Социальные типажи обозначены не только в тех персонажах, что находятся на переднем плане (горбун и барыня), но и во «второстепенных» образах — таких, как представитель власти, замахнувшийся нагайкой на нарушителя порядка.
«Крестный ход…», как и большинство прежних работ Репина, вызвал неоднозначную реакцию. Если в год окончания полотна обозреватель петербургской газеты «Новое время» увидел в ней «не беспристрастное изображение русской действительности, а только изобличение взглядов художника на жизнь», то уже в 1930-е годы Игорь Грабарь считал, что эта картина «окончательно установила за Репиным репутацию первого художника России».

### Репин и Толстой

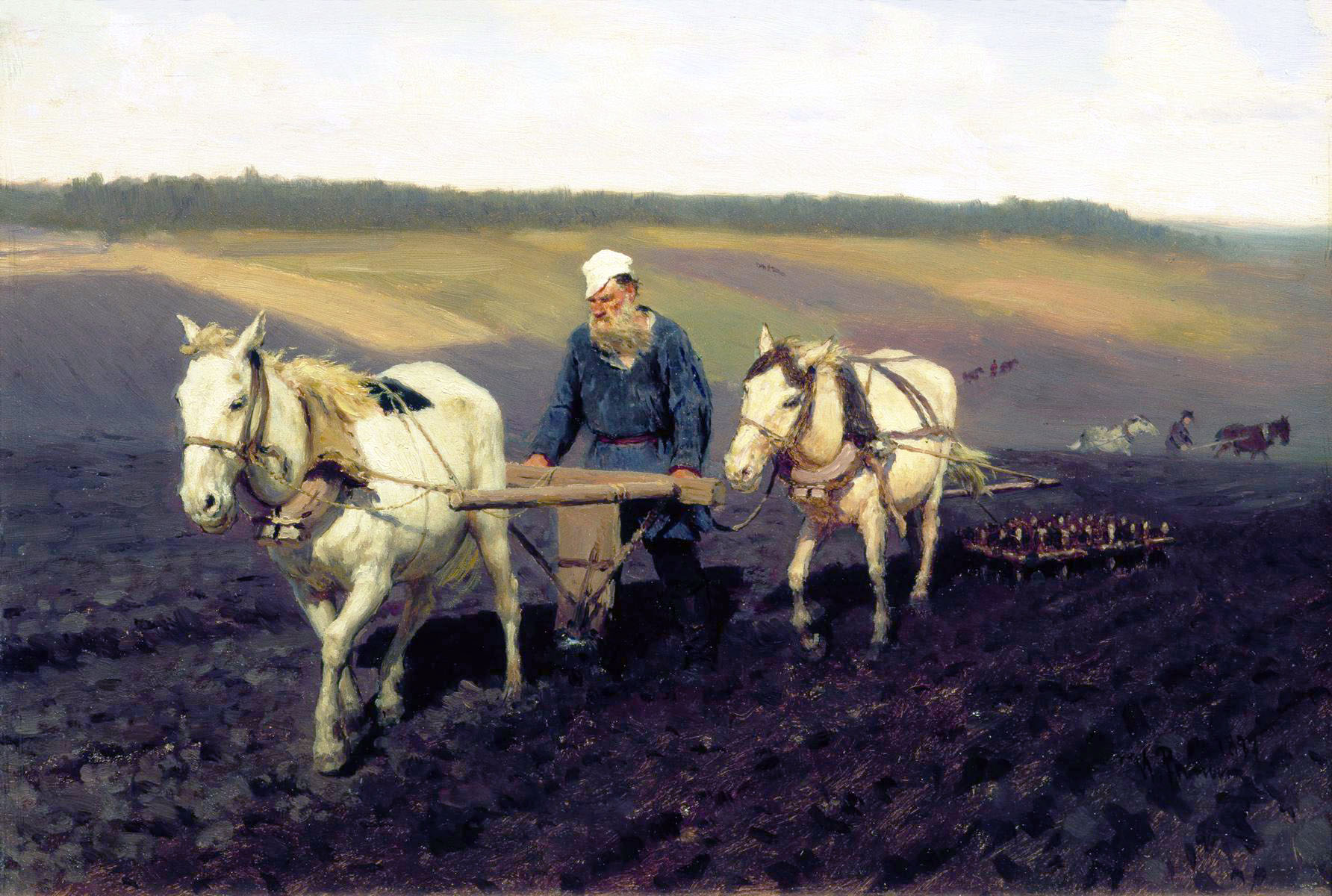
«Пахарь. Лев Толстой на пашне». 1887. Картон, масло. Государственная Третьяковская галерея, Москва

Инициатором знакомства Льва Толстого и Репина был Стасов, который начиная с 1870-х неустанно рассказывал писателю о появлении в русском искусстве «нового светила». Их встреча произошла в октябре 1880 года, когда в доме баронессы Симолин (Большой Трубный переулок, № 9), где проживал Репин, внезапно появился Лев Николаевич. Об этом художник подробно написал Стасову, отметив, что писатель «на портрет Крамского очень похож»:

Я был так ошеломлён его посещением неожиданным и так же неожиданным уходом (хотя он пробыл около двух часов, но мне показалось не более четверти часа), что я по рассеянности забыл даже спросить, где он остановился, надолго ли здесь, куда едет… Напишите мне, пожалуйста, его адрес, где можно найти.
Знакомство было продолжено через год, когда Лев Николаевич, прибыв в Москву, остановился у Волконских. Как вспоминал впоследствии художник, вечерами, закончив работу, он нередко отправлялся на встречи с Толстым, стараясь приурочить их ко времени его вечерних прогулок. Писатель мог без устали преодолевать большие расстояния; иногда собеседники, увлёкшись разговором, «забирались так далеко», что для обратной дороги приходилось нанимать конный экипаж. В 1882 году Толстой участвовал в московской переписи населения. Ему достался участок в районе Смоленского рынка, включавший так называемую «Ржановскую крепость», заселённую городской беднотой. По мнению исследователей, Репин мог сопровождать писателя во время этих обходов; подтверждением тому являются рисунки «Уличная сценка», «Л. Н. Толстой и счётчики на переписи» и некоторые другие.
За время двадцатилетнего знакомства со Львом Николаевичем Репин, бывавший и в его московской квартире, и в Ясной Поляне, создал несколько портретов Толстого (самые известные — «Л. Н. Толстой за письменным столом» (1887), «Л. Н. Толстой в кресле с книгой в руках» (1887), «Л. Н. Толстой в Яснополянском кабинете под сводами» (1891)), а также десятки зарисовок и набросков; многие из них остались в разрозненных альбомах. Картина «Л. Н. Толстой на пашне», как вспоминал сам художник, появилась в тот день, когда Лев Николаевич вызвался вспахать поле одной вдовы. Репин, находившийся в тот день в Ясной Поляне, «получил позволение ему сопутствовать». Толстой работал без отдыха в течение шести часов; Илья Ефимович с альбомом в руках фиксировал движения и «проверял контуры и отношения величины фигур».
В сентябрьском номере издания «Новости и биржевая газета» за 1887 год появилась статья Стасова о том, что Толстой, изображённый Репиным, напоминает ему загорелых бурлаков: «То же выражение силы, преданности своему делу, тот же беспредельно национальный тип и склад». Особое внимание критик уделил лошадкам — по его мнению, каждая из них обладает своим характером: одна кротко «исправляет свою службу», другая демонстрирует живость и непокорность.
В 1901 году Репин написал портрет «босоногого» Толстого. Писатель, редко ходивший босиком, был недоволен тем, что художник изобразил его без обуви. Он говорил: «Кажется, Репин никогда не видал меня босиком. Недостаёт только, чтобы меня изобразили без панталон».

### Портрет Мусоргского

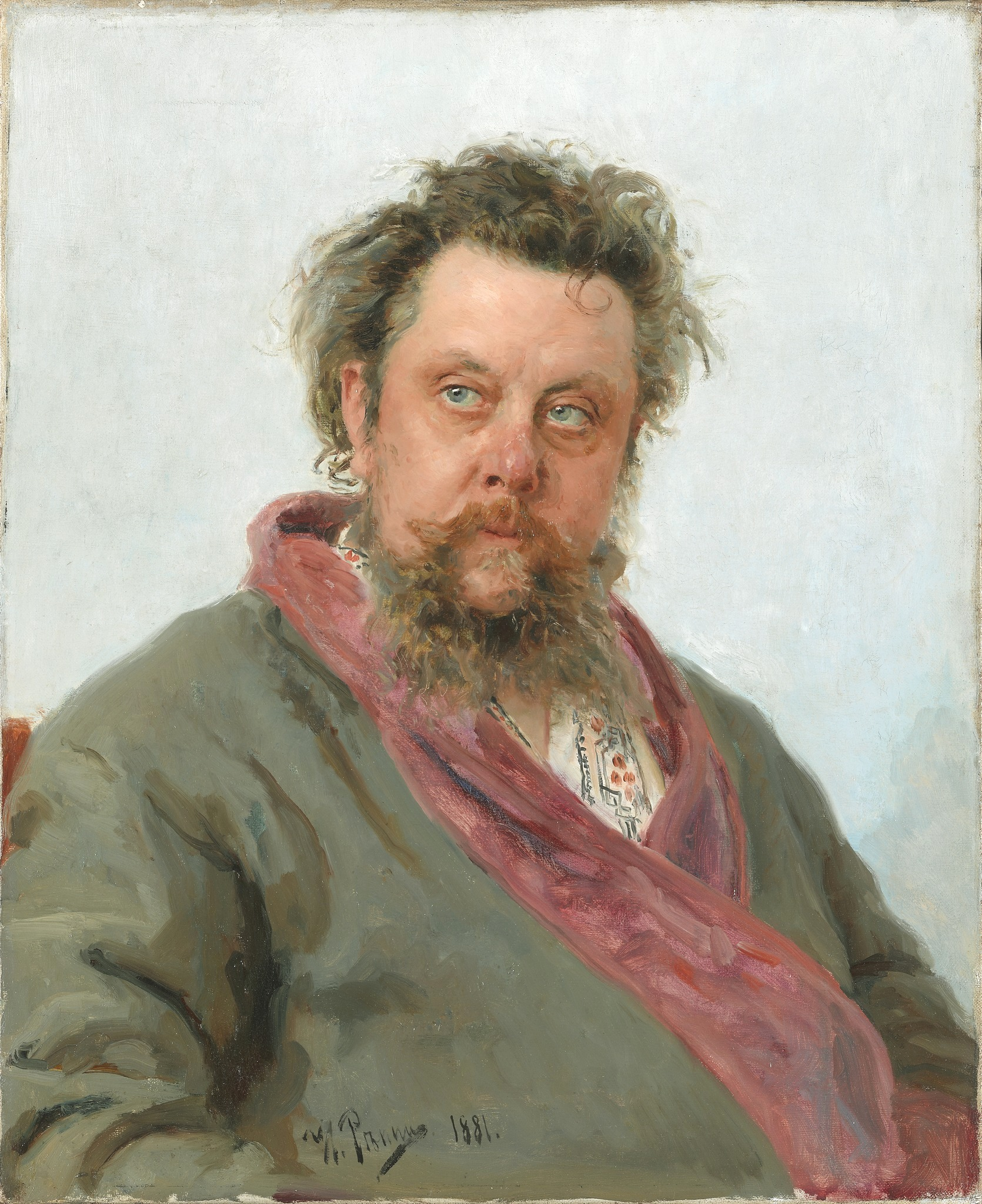
Портрет композитора Модеста Петровича Мусоргского. 1881. Холст, масло. Государственная Третьяковская галерея, Москва

С Мусоргским Репина на протяжении многих лет связывали особо тёплые отношения. Композитор старался не пропускать выставок Ильи Ефимовича; тот, в свою очередь, бывал на премьерах его музыкальных произведений. Как вспоминал композитор Борис Асафьев, порой ему доводилось сопровождать работу Репина игрой на рояле — художник любил слушать «Хованщину». Весной 1881 года Стасов сообщил Репину из Петербурга, что Модест Петрович находится в Николаевском военном госпитале в крайне тяжёлом состоянии: «Как жаль эту гениальную силу, так глупо с собой распорядившуюся физически».
Художник немедленно выехал в столицу, чтобы навестить заболевшего товарища. В госпитальной палате Репин в течение четырёх дней — со 2 по 5 марта — писал портрет Мусоргского. Мольберта для поездки в Петербург Илья Ефимович не взял, поэтому работа велась возле стола, за которым сидел композитор. По мнению исследователей, художник не пытался скрыть «человеческих слабостей» композитора, но даже в больничном одеянии, с пристальным и в то же время отрешённым взглядом, Мусоргский выглядит человеком «красивым и духовно великим». На зрителей портрет композитора, скончавшегося через несколько дней после визита Репина, произвёл большое впечатление. По словам Крамского, художник использовал в работе «какие-то неслыханные приёмы, отроду никем не опробованные, — сам он „я“ и никто больше»:

Посмотрите на эти глаза: они глядят, как живые, они задумались, в них нарисовалась вся внутренняя, душевная работа той минуты, — а много ли на свете портретов с подобным выражением!

### Репин и Третьяков

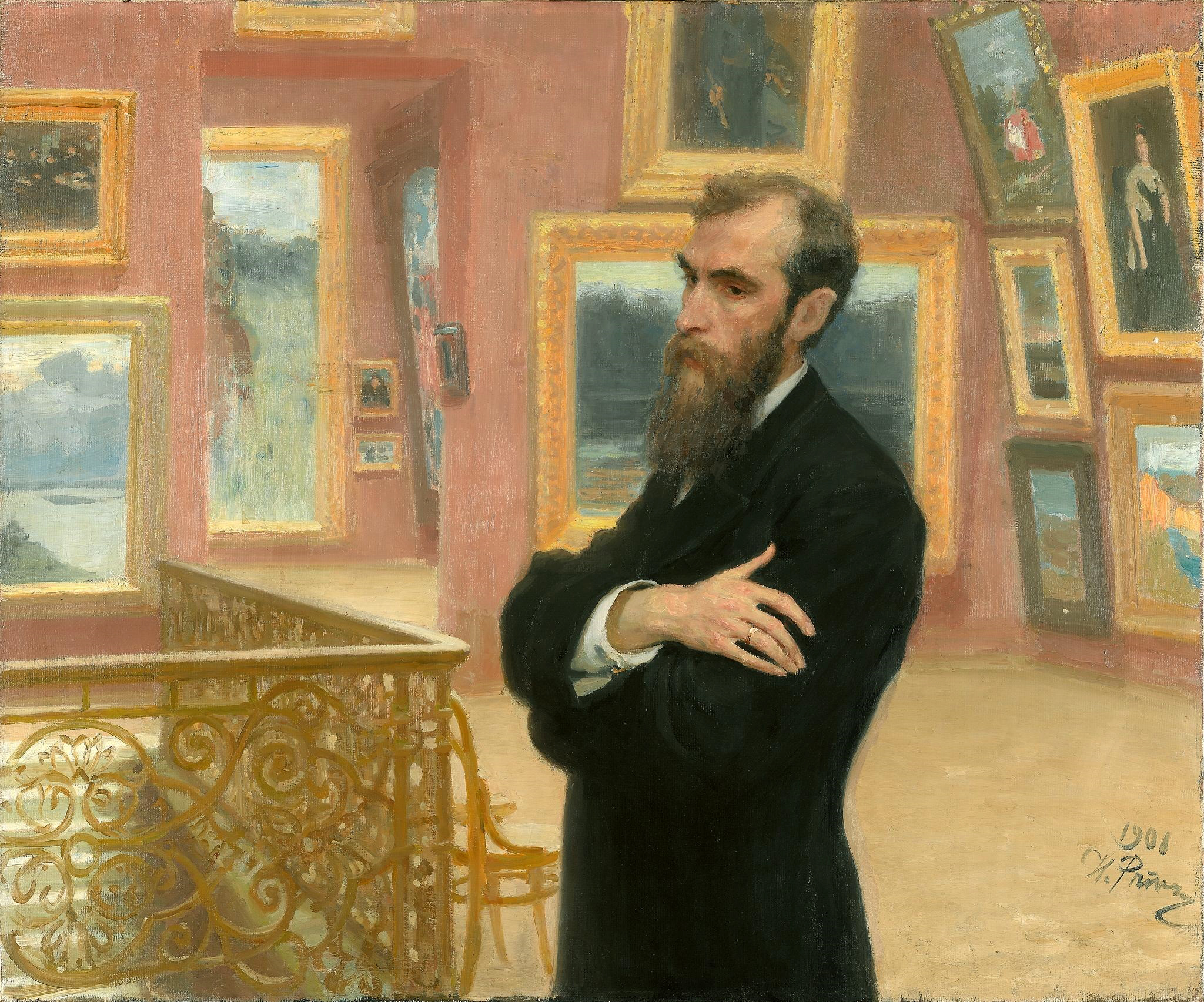
Портрет Павла Михайловича Третьякова, основателя Галереи. 1901. Холст, масло. Государственная Третьяковская галерея, Москва

С меценатом и основателем Третьяковской галереи Павлом Третьяковым Репин познакомился ещё во время работы над «Бурлаками». В 1872 году, прослышав об интересном материале, привезённом выпускником Академии художеств с Волги, Третьяков прибыл в петербургскую мастерскую Ильи Ефимовича и, представившись, долго и сосредоточенно изучал развешанные вдоль стен этюды. Его внимание привлекли две работы — портреты сторожа и продавца; назначенную Репиным цену предприниматель снизил вдвое и ушёл, пообещав прислать за этюдами посыльного.
В Москве деловые отношения, сложившиеся между Репиным и Третьяковым, постепенно переросли в дружеские. Меценат бывал дома у Ильи Ефимовича; при невозможности встретиться они обменивались письмами или короткими записками: «Если у Вас найдётся свободный часок, заверните ко мне посмотреть портрет Аксакова. Репин», «Очень был бы Вам благодарен, если бы и сегодня Вы навестили меня. Третьяков». Взаимная симпатия не мешала им полемизировать по самым разным вопросам. Так, Третьяков считал, что на полотне «Крестный ход» забавную мещанку, несущую киот, следовало заменить симпатичной барышней. Недоумение вызвала у Павла Михайловича и тема картины «Пахарь»; Репин в ответ объяснил, что не может согласиться со мнением, будто изображение Толстого во время работы на пашне сродни рекламе.
Порой Третьяков подсказывал художнику идеи для будущих произведений; так, именно он предложил Илье Ефимовичу написать портрет тяжело больного и жившего затворником писателя Алексея Писемского — в итоге галерею пополнило «из ряда вон выходящее художественное произведение». В то же время рекомендацию Третьякова выбрать в качестве «модели» критика и издателя Михаила Каткова художник отверг категорически; в письме Павлу Михайловичу он запальчиво пояснил, что негоже ставить «портрет ретрограда» в один ряд с Толстым, Некрасовым, Достоевским и бросать тень на «деятельность столь драгоценного музея».
Репин долгое время вынашивал мечту написать портрет самого Третьякова, однако меценат наотрез отказывался позировать. Тем не менее зимой 1882 года совместная работа началась; она продолжалась вплоть до отъезда Ильи Ефимовича из Москвы и была завершена уже в Петербурге. Зная, что у родных Павла Михайловича были замечания к его портрету, Репин уже после смерти мецената создал второй вариант картины. Прибыв в декабре 1898 года на похороны Третьякова, Илья Ефимович написал:

Вот свалился дуб могучий, развесистый, под ветвями его широкими сколько жило и благоденствовало хороших русских художников… А вот как настанет временное оскудение, мелочь, тогда поймут ушедшую вдаль эпоху и удивятся её грандиозности, оценят и искусство, и собирателя. 

## Второй петербургский период (1882—1900)
Накануне переезда в столицу Репин признавался в одном из писем, что Москва начинает утомлять его. Наступившее пресыщение вкупе с настойчивыми уговорами Стасова и Крамского привели к тому, что осенью 1882 года 38-летний художник вернулся в город своей молодости. С собой он привёз немалый багаж, основу которого составляли наброски к начатым работам — «Запорожцы», «Арест пропагандиста», «Перед исповедью» (в советском искусствознании картина именовалась «Отказ от исповеди»), «Иван Грозный», а также сотни рисунков и этюдов на самые разные темы.

### «Иван Грозный и сын его Иван 16 ноября 1581 года»

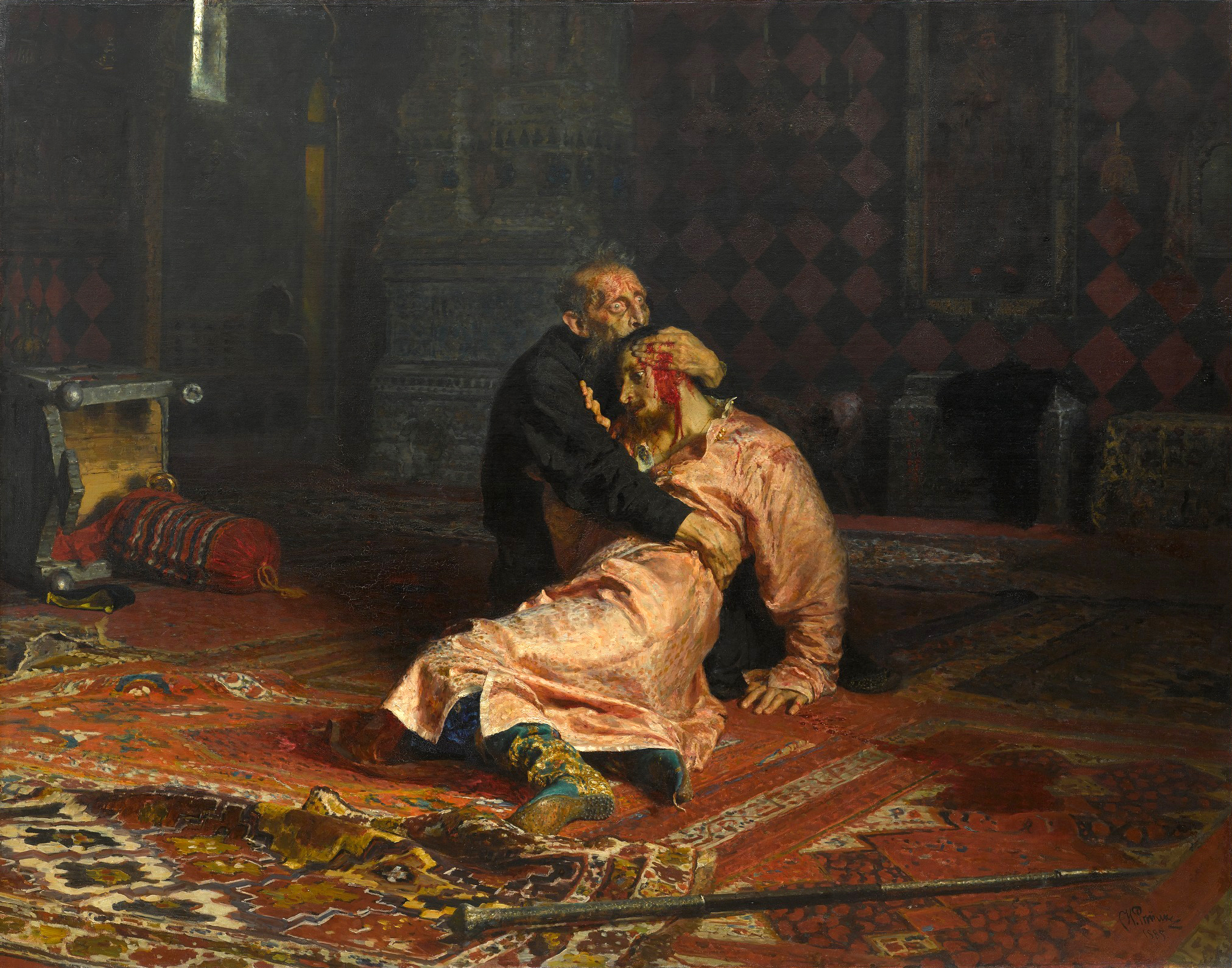
«Иван Грозный и сын его Иван 16 ноября 1581 года». Холст, масло. Государственная Третьяковская галерея, Москва

Рождению исторического полотна, созданного «по мотивам» одного из сюжетов «Истории государства Российского», предшествовало посещение Репиным концерта Римского-Корсакова. Как писал позже сам художник, «его музыкальная трилогия — любовь, власть и месть» показалась настолько впечатляющей, что захотелось и «в живописи изобразить что-нибудь подобное по силе его музыки».
Работа началась с выбора натуры. Репин искал нужные лица везде — всматривался в прохожих на улицах, обращался к знакомым. Образ Ивана Грозного, по мнению Ильи Ефимовича, в чём-то совпадал с типажом живописца Григория Мясоедова, который, наряду со случайным человеком, встреченным на рынке, согласился позировать для новой картины. Прообразами царевича стали несколько человек, в том числе пейзажист Владимир Менк и писатель Всеволод Гаршин. Отвечая на вопросы о том, почему при написании профиля царевича выбор пал именно на Всеволода Михайловича, Репин отмечал:

В лице Гаршина меня поразила обречённость: у него было лицо человека, обречённого погибнуть. Это было то, что мне нужно для моего царевича.
Картина была завершена в 1885 году и показана на 13-й выставке передвижников. Трактовка исторического сюжета вызвала недовольство Александра III: император «высочайше повелеть соизволил картину Репина „Иван Грозный и сын его Иван“ не допускать до выставок и вообще не дозволять распространения её публике». В защиту полотна выступили многие деятели культуры; благодаря их хлопотам, а также стараниям художника Алексея Боголюбова запрет был снят.

### «Не ждали»

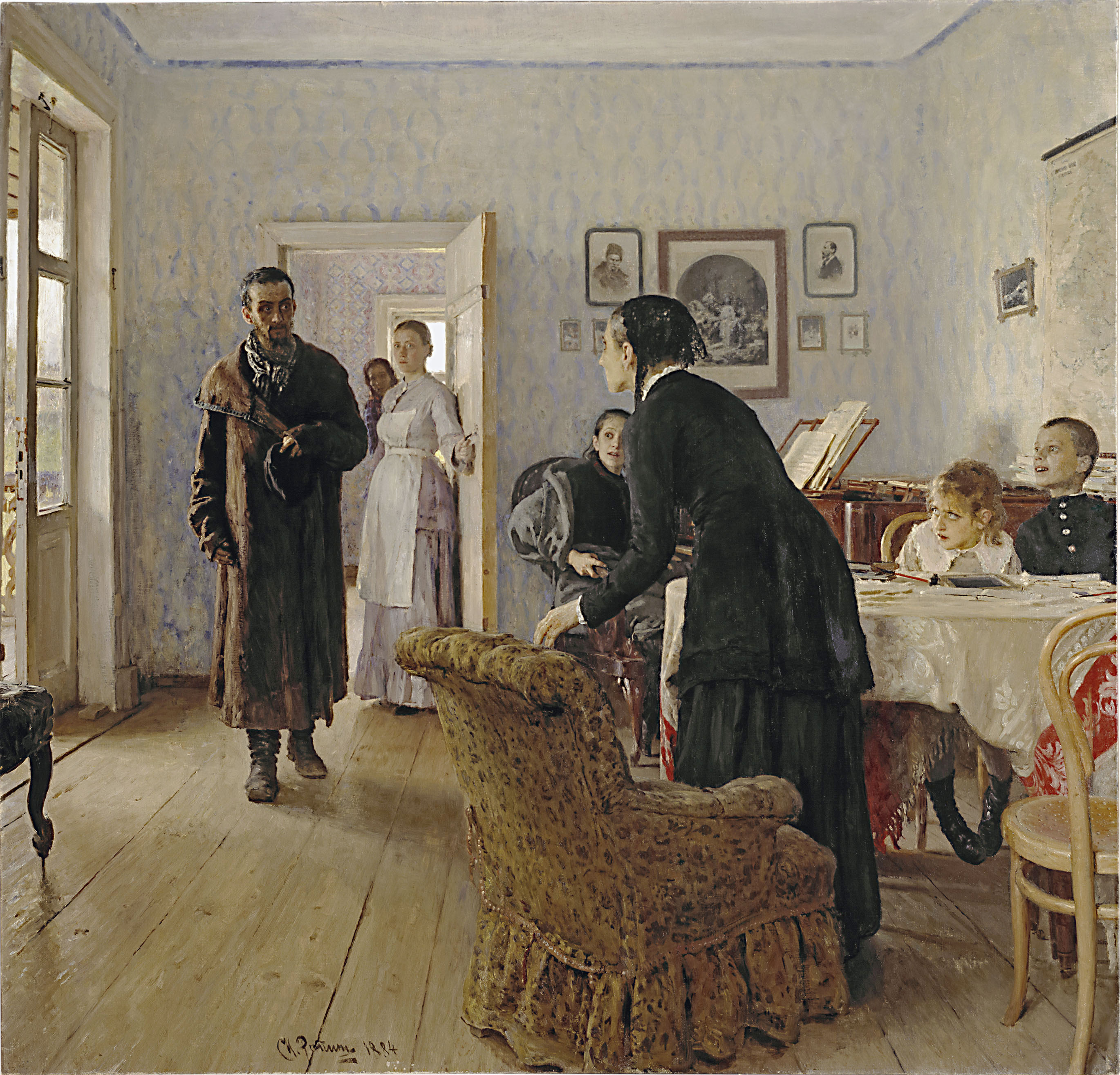
«Не ждали». Между 1884 и 1888. Холст, масло. Государственная Третьяковская галерея, Москва

История произведения «Не ждали», над которым Репин работал в 1883—1888 годах, началась с небольшой картины. На ней была изображена молодая курсистка появляющаяся в комнате после длительной отлучки. Позже, развивая тему, художник заменил героиню мужчиной — «блудным сыном», который, входя в дом, приостанавливается и вопрошающе глядит на пожилую женщину — свою мать.
Сюжет изначально был построен только на «психологических характеристиках» персонажей, однако в первых вариантах, «не доверяя себе», Илья Ефимович включал в действие ещё двух персонажей — «какого-то старика» и отца героя. Позже, поняв, что реакция матери, жены, детей и стоящей в дверях горничной воспроизведена точно, Репин решил обойтись без дополнительных «разъясняющих фигур».
Интерьер квартиры украшен репродукциями, которые имеют значение для оценки политических настроений в семье и символики картины. Это портреты писателей-демократов Николая Некрасова и Тараса Шевченко, изображения императора Александра II, убитого народовольцами, на смертном одре, а также Христос на Голгофе — символ сострадания и искупления, связываемый интеллигентами-революционерами со своей миссией.
Квартирой для картины стала одна из комнат дачного домика в селе Мартышкино близ Петербурга, где семья Репина жила летом 1883 года. Дом был многолюдный, поэтому для «Не ждали» позировали все находившиеся там родственники и гости, включая тёщу художника и дочь брата Стасова. По словам биографа Репина Софьи Пророковой, художнику долгое время не удавалось зафиксировать то выражение лица, которое бывает у близких людей в момент внезапной и долгожданной встречи, поэтому голову героя художник переписывал многократно. Даже когда картина пополнила коллекцию галереи, Илья Ефимович втайне от Павла Третьякова пробрался в зал и работал до тех пор, пока не добился того эмоционального движения, которое долго искал, — моментального «перехода от радости к изумлению».

### Репин и Гаршин

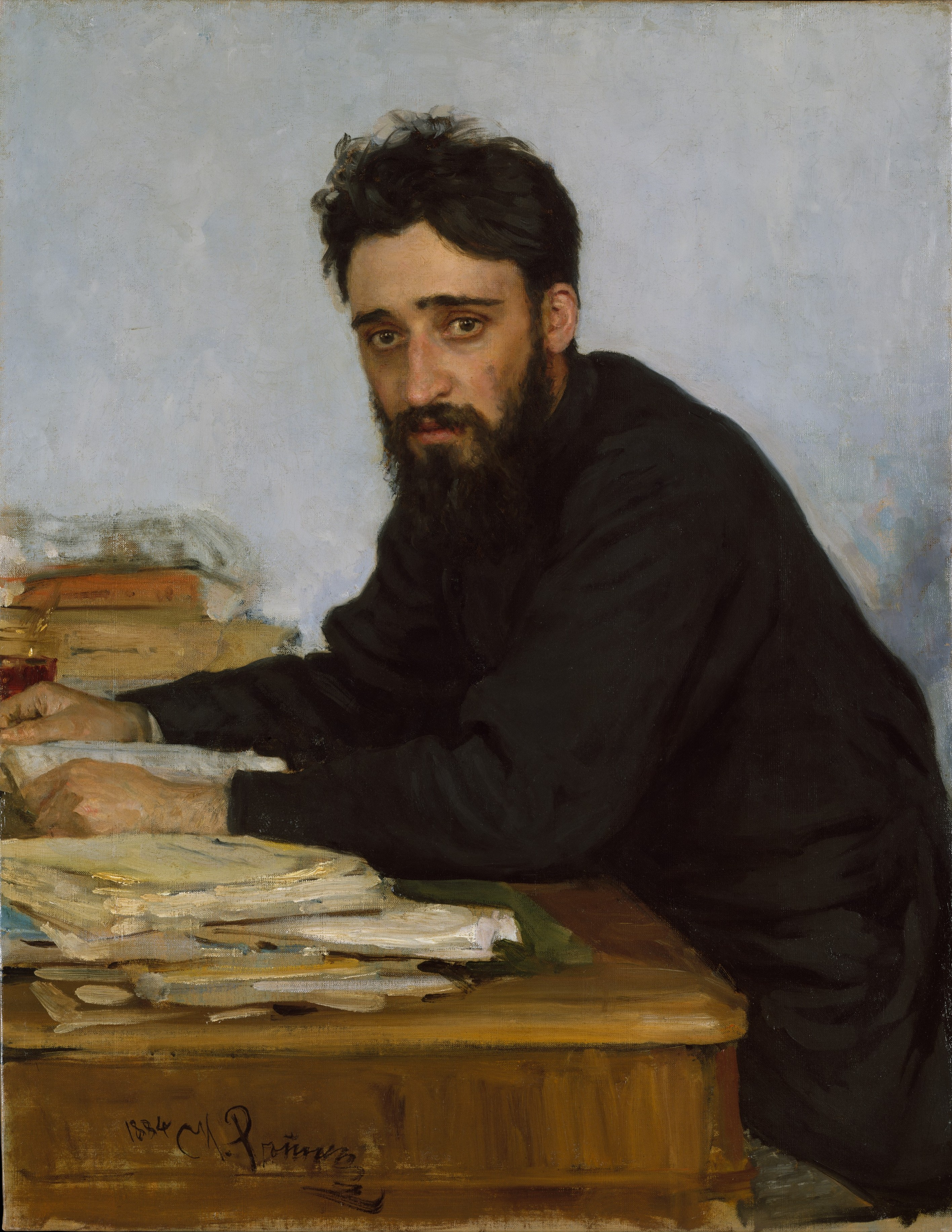
Портрет В. М. Гаршина. 1884. Холст, масло. Метрополитен-музей, Нью-Йорк

Знакомство Репина и Всеволода Гаршина произошло в зале Павловой на Троицкой улице, куда писатель пришёл в сопровождении студентов и курсисток. Как признался позже художник, желание написать портрет литератора возникло у него уже при первой встрече — Илью Ефимовича поразили «гаршинские глаза, полные серьёзной стыдливости». Сеансы проходили в мастерской Репина, и появление Всеволода Михайловича всякий раз удивляло художника: тот входил бесшумно, излучая «тихий восторг, словно бесплотный ангел». Гаршин также отзывался о художнике с симпатией. В письме своему товарищу В. М. Латкину он рассказывал, что Илья Ефимович при всей его «видимой мягкости и даже нежности» — человек с сильным характером. Письмо завершалось сообщением о том, что работа над портретом близится к завершению.
Портрет Гаршина, приобретённый промышленником и коллекционером Иваном Терещенко, был представлен на 15-й передвижной выставке в Петербурге (1887) и вызвал неоднозначную реакцию рецензентов: одни считали, что «Репин написал Гаршина сумасшедшим», другие утверждали, что не видели «прекрасней глаз его и светлого чела». В середине XX века советские искусствоведы считали эту работу утраченной: так, Илья Зильберштейн писал, что следы картины затерялись в Киеве в начале 1920-х годов. Тем не менее портрет Гаршина не пропал: в настоящее время он находится в США в Метрополитен-музее.

### «Запорожцы пишут письмо турецкому султану»
Первый эскиз «Запорожцев» появился в 1878 году в Абрамцеве. Созревающий замысел был отделён от готовой картины, представленной миру на персональной выставке Репина (1891), двенадцатью годами работы. По воспоминаниям старшей дочери художника Веры Ильиничны, долгое время вся семья жила только запорожцами: Илья Ефимович ежевечерне читал вслух стихи и рассказы о Сечи, дети знали наизусть всех героев, играли в Тараса Бульбу, Остапа и Андрия, лепили из глины их фигуры и могли в любой момент процитировать кусок текста из письма казаков султану.

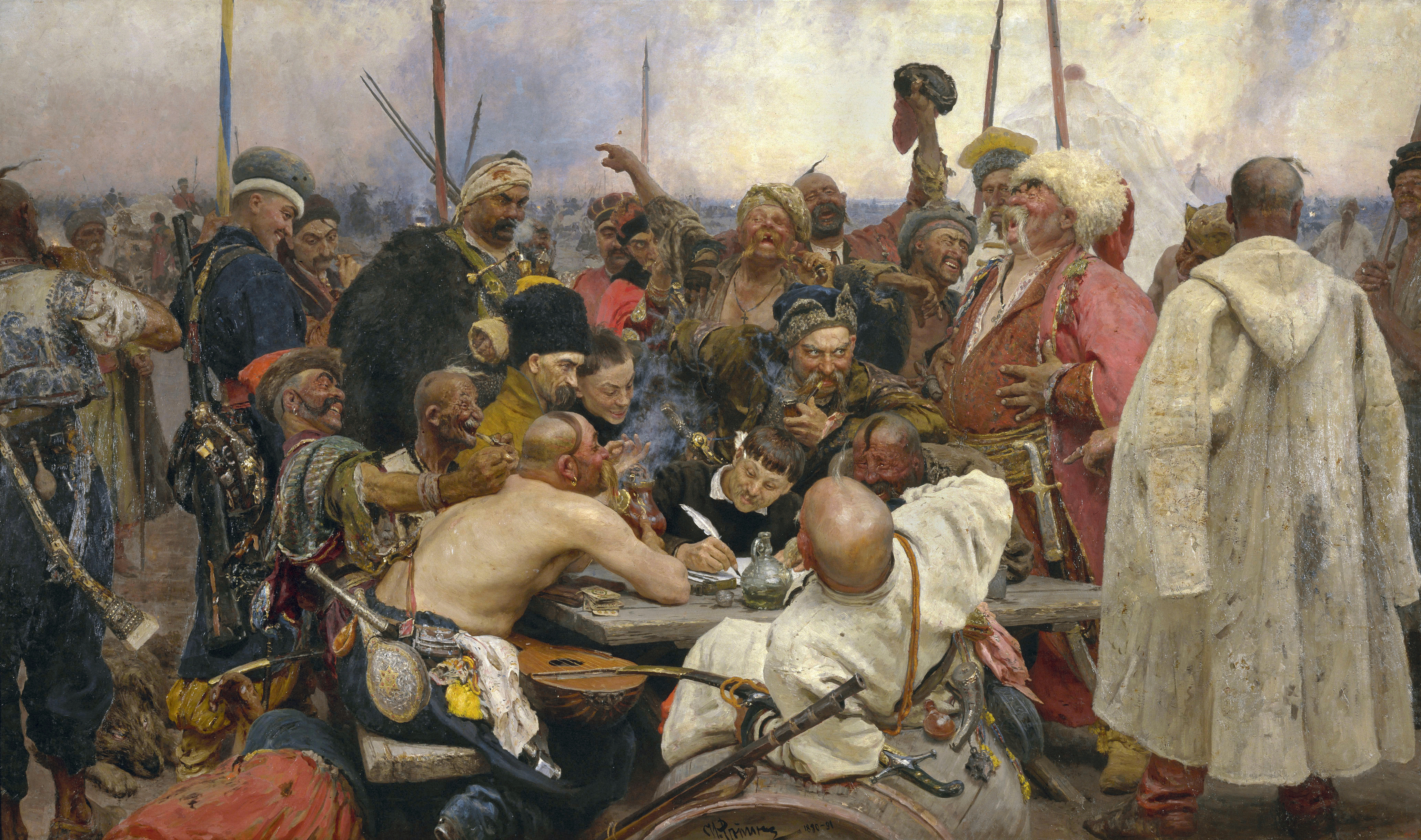
«Запорожцы пишут письмо турецкому султану». Между 1878 и 1891. Холст, масло. Государственный Русский музей, Санкт-Петербург

Летом 1880 года Репин вместе с учеником Валентином Серовым выехал в Малороссию; через восемь лет он совершил второе путешествие вместе с сыном Юрием. Работая на этюдах, художник рисовал всё, что может пригодиться для полотна: хаты, утварь, костюмы, оружие. Своё состояние одержимости художник называл «творческим запоем», а будущих персонажей картины — «весёлым народом».
Черты запорожцев Илья Ефимович отыскивал во всех знакомых. Как вспоминал писатель Мамин-Сибиряк, зайдя в мастерскую к Репину, он был вынужден в течение нескольких часов позировать для «Запорожцев»: художнику приглянулись его веко для одного из героев и глаза — для другого. Для создания образа писаря Репин пригласил историка Дмитрия Яворницкого, атамана Серко согласился воплотить генерал Драгомиров. Прообразами других персонажей стали земляк Ильи Ефимовича — музыковед Александр Рубец (хохочущий казак), коллекционер Василий Тарновский (человек в шапке), одесский художник Николай Кузнецов, сын Варвары Икскуль-Гильденбандт (молодой улыбающийся запорожец) и другие.

### Репин и «Мир искусства»

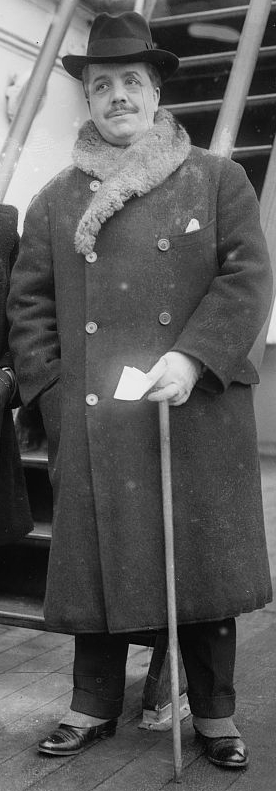
Сергей Павлович Дягилев

Сближение Репина с объединением «Мир искусства» произошло после знакомства с Александром Бенуа. В 1894—1895 годах художники ходили друг к другу в гости, обсуждали планы по созданию нового объединения живописцев. В ноябре 1898 года, отвечая на вопрос, умирает ли декадентство, Репин отметил, что нет:

Всякое новое направление в искусстве имеет в своей сути нечто вечное и своими лучшими произведениями вносит в сферу искусства освежающие мотивы. Все роды искусства имеют своих поклонников, своих потребителей. Борьба против них, по-моему, и не законна и бесполезна. <…> Декадентство, по-моему, находится ещё только в зачаточном состоянии, по крайней мере у нас, в России, и нельзя не пожелать ему развиваться.
Затем Илья Ефимович включился в выставочный проект Бенуа и Дягилева — 18 января 1899 года открылась Первая международная выставка журнала «Мир искусства», где среди 350 работ художников из Франции, Англии, Германии, Финляндии и России экспонировались и произведения Репина. В начале января Репин согласился войти в редколлегию журнала. Это сотрудничество казалось многообещающим: Илью Ефимовича покорял «боевой задор» Дягилева; тот, в свою очередь, понимал, насколько повысится авторитет его издания, если в редакционном списке будет фигурировать имя Репина. В журнале сотрудничали ученики Репина В. А. Серов, И. Э. Грабарь, А. П. Остроумова-Лебедева. О Международной выставке, организованной «Миром искусства», Репин отзывался восторженно («Есть вещи интересные своей художественностью, а есть — своей наглостью!»).
Однако в середине января 1899 года настроения художника изменились. Идеологическая платформа «Мира искусства» подразумевала противостояние Академии художеств и отживающему передвижничеству. Эпитеты «школа безвкусицы» и «ползучий эмпиризм» в адрес академистов чередовались с обвинениями поздних передвижников в показной тенденциозности («направленство» — «оплеуха Аполлону», по словам А. Н. Бенуа), в измельчании тем передвижников-бытописателей 1890-х годов Г. Мясоедова, Вл. Маковского, Н. Богданова-Бельского, подделывавшихся под народность и изображавших лишь «лапти и лохмотья».

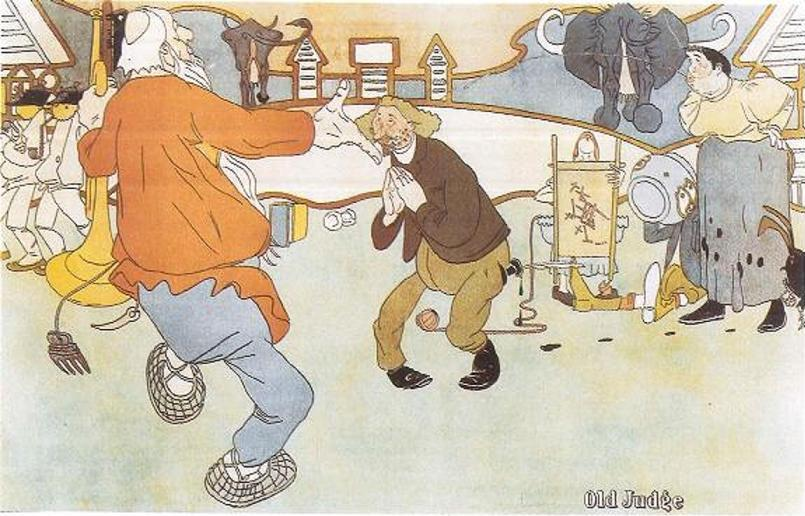
П. Е. Щербов. Радость безмерная. (В. В. Стасов, И. Е. Репин, М. В. Нестеров, С. П. Дягилев и другие) «Шут» (1900, № 4)

Стало известно о том, что Репин отправил Дягилеву письмо, в котором отказывался от сотрудничества с «Миром искусства». Стасов, с которым Репин поссорился около шести лет назад, был, по его собственному признанию, весьма рад разрыву того с «декадентами». Случайно встретившись с Философовым, редактором литературного отдела «Мира искусства», Стасов настаивал на публикации письма Репина на страницах журнала. Прошло несколько месяцев, но письмо так и не было опубликовано. Видимо, Репин дал понять Дягилеву, что всё-таки обнародует своё письмо, и тогда, 22 марта, Дягилев встретился с художником для обсуждения этого вопроса. Попытка погасить конфликт провалилась: в апреле 1899 года в 15-м номере «Нивы» послание Репина «По адресу „Мира искусства“», датированное 30-м марта, было опубликовано. Поводом для окончательного разрыва отношений стала заметка в рубрике «Художественная хроника» («Мир искусства», 1899, № 8), анонимный автор которой весьма язвительно отозвался о представителях академической школы живописи и предложил изъять часть их полотен из Музея Александра III. Подобное пренебрежение возмутило Репина; он выступил в защиту своих коллег Владимира Маковского, Григория Мясоедова и других:

Все, кому близки интересы искусства, удивлены претензией на ту роль, которую желает играть этот художественный журнал. К Академии художеств он относится свысока. Вышучивая её деятельность, музею Александра III он предписывает как подчинённому убрать из зала то, что редакции не нравится. Вкусы русской публики он берёт под свою опеку…
Репин защищал от нападок мирискуссников не только передвижников, но и художников-академистов К. Д. Флавицкого, И. К. Айвазовского, Ф. А. Моллера, оценивая направление «Мира искусства» в целом как декадентское. В пылу полемики он обрушился с критикой на Огюста Родена, Аксели Галлен-Каллела, Клода Моне, назвав их бойцами за невежество и противопоставив им всем творчество польского «колосса» — художника-академиста Яна Матейко, чьё значение оспаривал в «Мире искусства» Игорь Грабарь.
Репин объявлял о том, что он прекращает сотрудничество с журналом. Дягилев ответил в № 10 «Мира искусства», перепечатав его письмо в своей статье «Письмо по адресу И. Репина». Он использовал недавние высказывания художника (в том числе статью Репина «В защиту новой Академии художеств» в октябрьском номере «Книжек Недели» 1897 года), чтобы указать на его противоречивые взгляды в вопросах искусства.

…он [Репин] с одушевлением восклицал: «Какой журнал. Как превосходно! Как всё тут ново, свежо талантливо и оригинально». Что же после этого значат все его отречения (печатные) от декадентства и декадентов? Всё враньё и притворство или полное понижение и бессознательность?
Непоследовательность суждений Репина об искусстве отмечали многие современники. А. Остроумова-Лебедева, вначале преклонявшаяся перед ним, «как перед каким-то божеством», впоследствии разочаровалась в Репине и «выучилась отделять в нём гениального художника от человека». В. Серова очень ранили неосторожные слова Репина. В. Переплётчиков в своём дневнике писал: «это складная душа, может сложиться в какую угодно форму». Тем не менее А. Бенуа нравилась изменчивость Репина, по его мнению, она показывала, что несмотря на свой возраст, художник не потерял интереса к искусству, «что он всё ещё полон жизни; он продолжал говорить и писать обо всех и всём с прежней юной непосредственностью и абсолютной искренностью».
В ходе дальнейшей полемики между «Миром искусства» и Репиным каждая из сторон использовала для обмена претензиями различные площадки, включая газету «Россия» и «Новости и биржевую газету». Подтверждением того, что возврат к прежним отношениям невозможен, стала реакция «Мира искусства» на выступление Репина в Академии художеств (декабрь 1899). Оно было приурочено к столетнему юбилею Карла Брюллова, одобрительно принято залом, однако в дягилевском издании расценено «как лишённое мысли, полное курьёзов и нелепостей». В то же время Дягилев, утверждавший, что «взгляды Репина теперь не имеют значения», продолжал высоко ставить его как художника.

### Педагогическая деятельность (1894—1907)
Из наставлений И. Е. Репина
- Смотрите больше, рисуйте дольше, пишите проще.
- Выражение дороже всего.
- Ничего лишнего.
- Ищите встречи больших плоскостей.
- Чувство меры! Чувство меры!
- Надо, чтобы тело было тело, вода так вода.
- Как вышло — так и стоп[156].

В 1894 году Репин, уже получивший к тому времени звание профессора живописи, вернулся в Академию художеств в качестве руководителя живописной мастерской. Судьба этого учебного заведения начала волновать Илью Ефимовича задолго до того, как в его мастерскую пришли первые ученики. Так, ещё в 1877 году Репин, находясь в родном Чугуеве, писал другу Поленову, что зрелые художники, способные принести пользу Академии, должны «войти в неё, хотя бы для этого пришлось перенести неприятности».
Отзывы о педагогических методах Ильи Ефимовича были разноречивыми. Критик Виктор Буренин считал, что «Репин уверил самого себя и хочет уверить других, что Академия действительно возродилась с того момента, как ею овладел он с компанией». Ученик художника Игорь Грабарь отзывался о своём мастере парадоксально: «Репин был плохим педагогом, но великим учителем». По словам художника Якова Минченкова, как профессор Академии Илья Ефимович «был притягательной силой для молодёжи» — не случайно в его мастерскую пытались попасть воспитанники многих художественных школ России. Помня о том, что ученичество — это для многих молодых людей сложный «финансовый период», руководитель мастерской устраивал своих питомцев в издательства в качестве иллюстраторов, давал им рекомендации для участия в оплачиваемых художественных проектах. В разные годы в мастерской Репина занимались такие художники, как Филипп Малявин, Дмитрий Кардовский, Борис Кустодиев, Анна Остроумова-Лебедева, Иегошуа Шлуглейт, Дмитрий Щербиновский, Иван Билибин, Николай Фешин и другие.
Репин дважды подавал прошения об отставке. Первый раз — в 1905 году, когда у него возникли разногласия с Серовым и Поленовым. Валентин Серов, наблюдавший из окна Академии за событиями 9 января, увидел столкновение толпы с войсками; по утверждению Ильи Ефимовича, с той поры «его милый характер круто переменился». Вместе с Поленовым Серов подготовил письмо, адресованное совету Академии, в котором напомнил, что «лицо, имеющее высшее руководительство над этими войсками, стоит во главе Академии художеств». Когда составители письма обратились к Репину с предложением поставить под текстом свою подпись, тот отказался, заметив, что великий князь не мог предвидеть, как развернутся события. В январе «по желанию учеников» Академию временно закрыли; Репин отреагировал на происходящее вопросом: «Что можем мы „в годину бедствий и позора!?“» В сентябре он уехал в Италию, а по возвращении написал прошение об отставке с мотивировкой: «Вследствие неопределённого положения В[ысшего] Х[удожественного] У[чилища] в настоящем и возможных перемен в будущем». В декабре прошение было удовлетворено, но уже в апреле 1906 года Репин по просьбе коллег вернулся обратно.
Окончательное расставание с Академией произошло в 1907 году. По данным исследователей, несмотря на активную деятельность репинской мастерской, между художниками и его питомцами постепенно нарастало отчуждение. Так, ученик Репина Гавриил Горелов утверждал, что накануне отставки в академической чайной, где любили собираться мастер и его воспитанники, произошёл неприятный диалог между Ильёй Ефимовичем и Константином Лепиловым, выразившим недовольство тем, что многие начинающие живописцы, придя в Академию, разочаровываются в своём выборе. Другой упрёк прозвучал от Николая Верхотурова, заметившего, что иные профессора живут в огромных квартирах, тогда как у их питомцев порой не хватает денег даже на обед. После этой беседы Репин написал второе прошение, сдал квартиру, полученную от Академии, и уехал к Толстому в Ясную Поляну. В заявлении на имя президента Академии Илья Ефимович указал, что побудительной причиной, заставляющей его отказаться от должности руководителя мастерской, является «малое время, остающееся для собственных работ». Часть учеников отправилась следом, однако их попытки вернуть мастера оказались безуспешными.

## Царские заказы

### «Приём волостных старшин Александром III во дворе Петровского дворца в Москве»
В 1884 году Репин получил первый «государственный заказ»: ему поступило предложение написать картину «Приём волостных старшин Александром III во дворе Петровского дворца в Москве» (второе название — «Речь Александра III к волостным старшинам»). Несмотря на то, что слово «заказ» несколько тяготило художника, поставленная перед ним задача показалась интересной — в письме Павлу Третьякову он сообщал: «Эта новая тема довольно богата, и мне она нравится, особенно с пластической стороны». Для создания фона художник специально ездил в Москву, чтобы во дворе Петровского дворца подготовить этюды с обязательным присутствием солнца, свет которого служил важнейшим элементом композиции. Часть работы проходила на даче в Белогорке; отсюда Репин периодически выезжал в Петергоф и Александрию, чтобы сделать зарисовки царской одежды.
Картина, работа над которой была завершена в 1886 году, находилась в первом зале второго этажа Большого Кремлёвского дворца. После революции её сняли и убрали в хранилище, а на освободившееся место повесили полотно художника Исаака Бродского «Выступление В. И. Ленина на II конгрессе Коминтерна».

### «Юбилейное заседание Государственного совета»

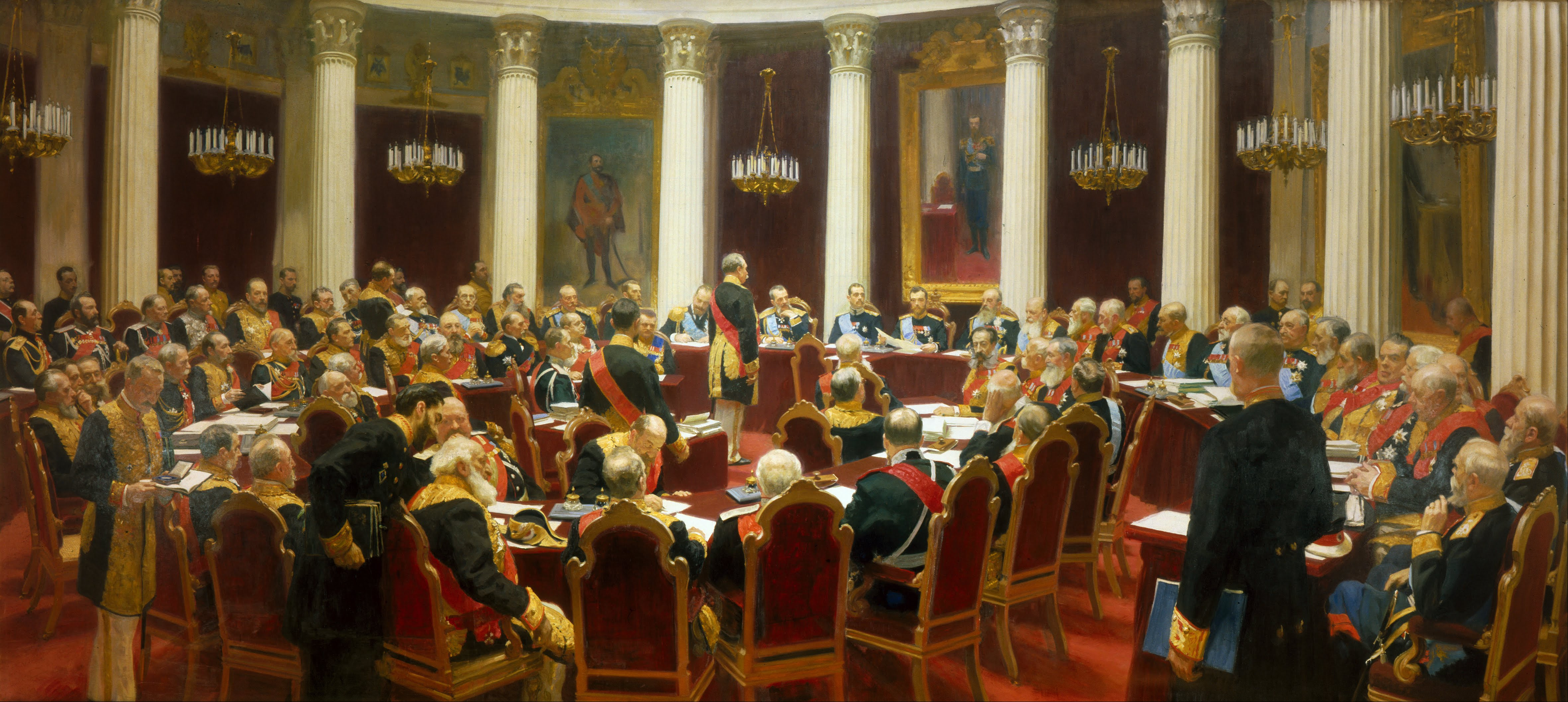
«Торжественное заседание Государственного совета 7 мая 1901 года в день столетнего юбилея со дня его учреждения». 1903. Холст, масло. Государственный Русский музей, Санкт-Петербург

Другим «царским заказом» стала картина «Юбилейное заседание Государственного совета», посвящённая столетию госсовета (1901—1903). К работе над этим полотном художник подключил двух учеников из своей мастерской — Бориса Кустодиева и Ивана Куликова; питомцы Академии художеств присутствовали на всех сеансах, готовили холсты, при необходимости делали эскизы.
Срочность заказа и стремительность его выполнения не позволили Репину долго шлифовать картину: на каждый из шестидесяти портретов художнику выделялось не более трёх-четырёх сеансов. В иных случаях (как при работе с Константином Победоносцевым и некоторыми другими «моделями») Илья Ефимович ограничился одним сеансом. Многие сановники, особенно те, кому приходилось «позировать затылком», не скрывали недовольства, и их раздражение тоже приходилось учитывать. Именно «бешеная гонка», по мнению Игоря Грабаря, позволила создать яркую портретную галерею, привёдшую коллег Репина в «восторженное изумление»:

Вынужденный работать быстро, так быстро, как никогда раньше, он (Репин) постепенно выработал особую манеру односеансного письма. По существу это — потрясающие наброски кистью, почти мимолётные впечатления, но в то же время они и последний синтез многолетних пристальных наблюдений. 
Картина «Юбилейное заседание Государственного совета», по мнению советских исследователей 1960-х годов, не вошла в число репинских шедевров и стала последним из его «грандиозных полотен»; тем не менее эта работа продемонстрировала зрителям возможности «зрелого таланта» художника. До 1917 года полотно находилось в Мариинском дворце; часть этюдов были приобретены Музеем Александра III. Десять тысяч рублей, полученные от музея за эскизы, художник направил на нужды флота. Картина находится в постоянной экспозиции Государственного Русского музея.

## Женские образы

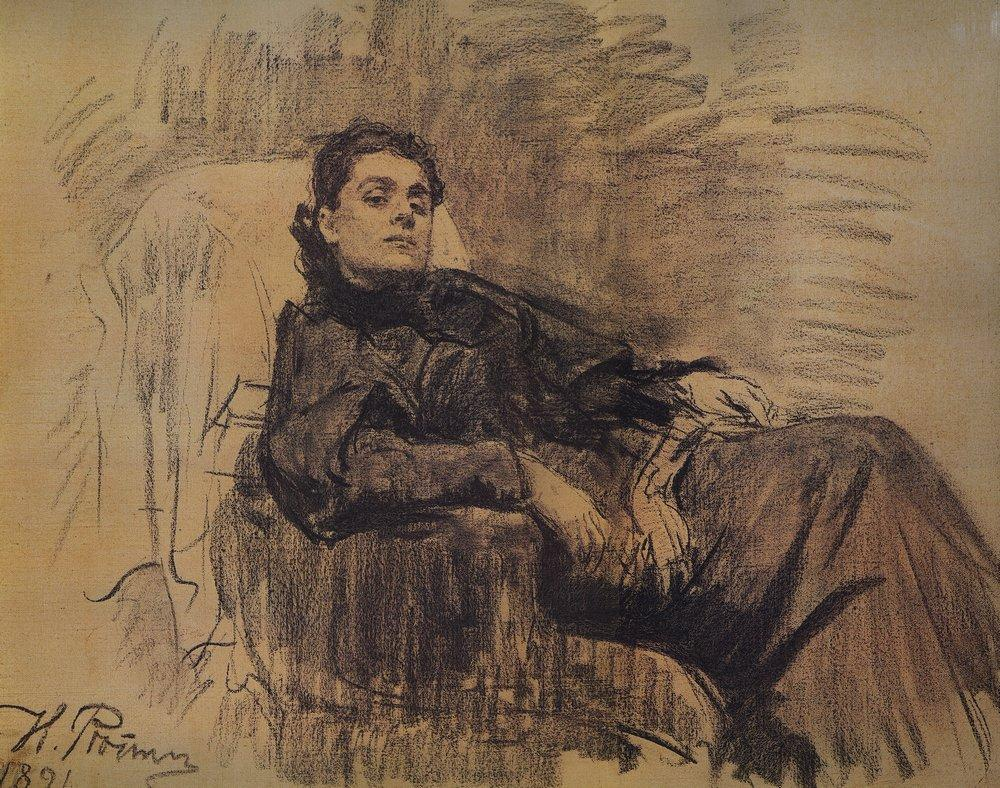
Портрет актрисы Элеоноры Дузе. 1891. Холст, уголь. Государственная Третьяковская галерея, Москва

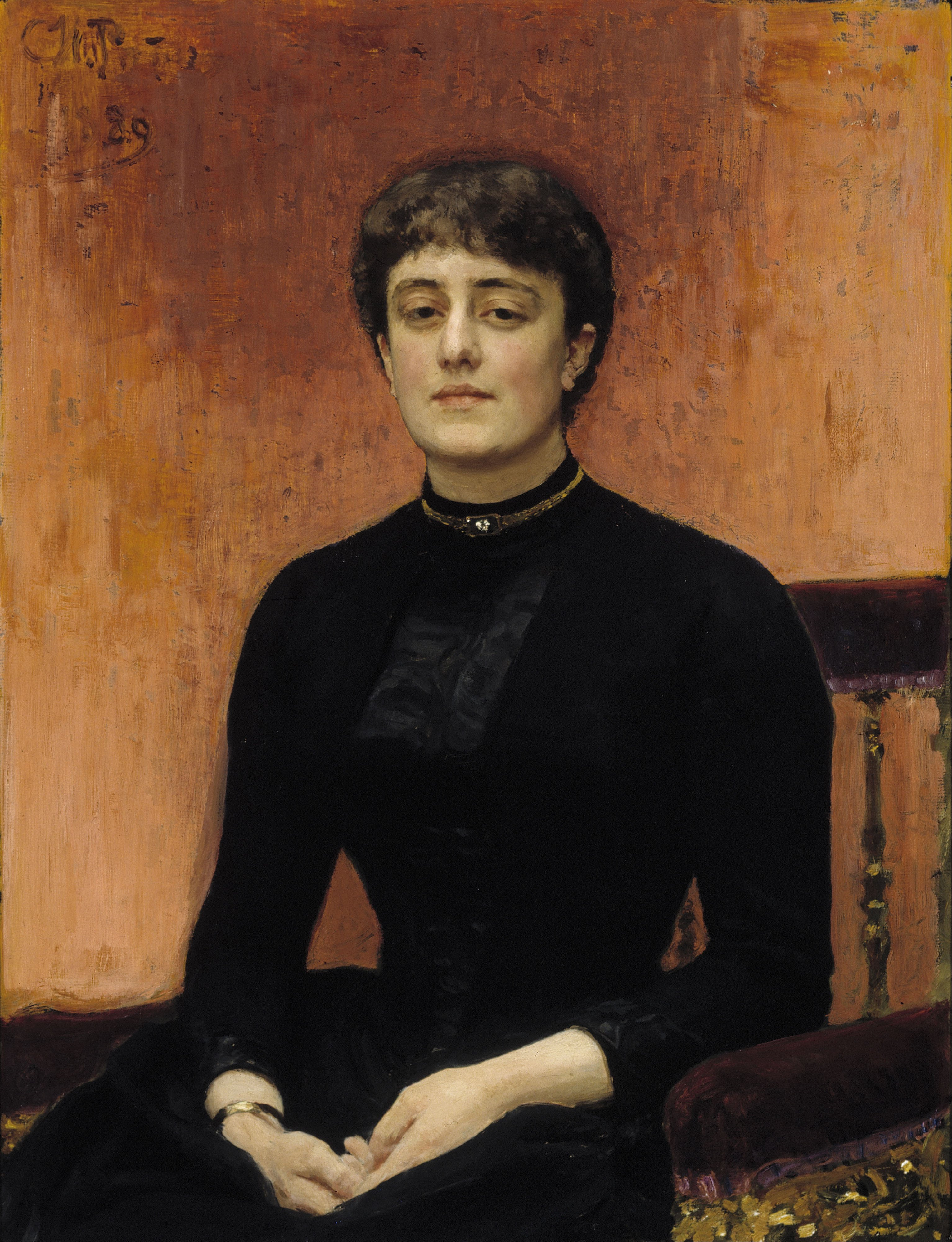
Портрет художницы Елизаветы Николаевны Званцевой. 1889. Холст, масло. Атенеум, Хельсинки

В галерее созданных Репиным живописных образов есть несколько картин, написанных, по мнению исследователей, «с женщин, которые истинно восхищали художника». Бывая в гостях у Льва Толстого в Ясной Поляне, Илья Ефимович подружился с дочерью писателя Татьяной; её портрет, сделанный «с некоторой долей идеализации», излучает обаяние, свойственное этой женщине. Среди учениц Ильи Ефимовича выделялась Марианна Верёвкина. Над её портретом Репин начал работать, когда художница уже входила в пору зрелости. Однако наставник Верёвкиной точно забыл о возрасте своей воспитанницы: он «сумел перенести на холст своё былое отношение к ней». В 1880—1890-х годах художник испытывал подлинное вдохновение перед женской красотой — один за другим появились портреты С. М. Драгомировой (1889), баронессы В. И. Икскуль фон Гильденбандт (1889), Н. П. Головиной (1896); в этот же ряд входит «Обнажённая натурщица (со спины)» (середина 1890-х).
Варвара Икскуль фон Гильденбанд была женой русского посла в Риме и владелицей одного из самых популярных петербургских салонов, в который время от времени наведывался и Репин. Наблюдая за гостями (среди них были Короленко, Дмитрий Мережковский, Владимир Соловьёв), художник создавал альбомные зарисовки. При работе над портретом самой хозяйки, позировавшей в ослепительном наряде — алой блузе и чёрной юбке, — акцент был сделан на её «утончённом аристократизме», соединённом с экстравагантностью.
К числу лучших графических работ Репина исследователи относят портрет итальянской актрисы Элеоноры Дузе. Художник был знако́м с её театральными работами, общался с Дузе в доме Варвары Икскуль. Изначальный замысел — написать портрет актрисы красками — реализовать не удалось; картина, в которой благородная изысканность дамы сочетается с камерностью обстановки, была выполнена углём на холсте. При выборе композиции художник использовал необычный ракурс — «со взглядом на модель с низкой точки зрения».
Особняком стоит портрет Елизаветы Званцевой (1889), который, по мнению искусствоведа Ольги Лясковской, «гораздо содержательнее и строже», нежели прежние «великосветские» полотна художника. Они познакомились весной 1888 года, когда девушка по рекомендации Василия Матэ пришла в мастерскую к Репину. О том, насколько сильным было увлечение художника своей ученицей, свидетельствуют письма Ильи Ефимовича, адресованные Елизавете Николаевне:

Как я вас люблю! Боже мой, боже, я никогда не воображал, что чувство моё к вам вырастет до такой страсти. Я начинаю бояться за себя… Право, ещё никогда в моей жизни, никогда никого я не любил так непозволительно, с таким самозабвением. Даже искусство отошло куда-то, и вы, вы — всякую секунду у меня на уме и в сердце…
Отношения были настолько мучительными, что Званцева даже сменила педагога, перейдя в мастерскую к Павлу Чистякову. Однако встречи продолжались до тех пор, пока в 1891 году Елизавета Николаевна, так и не завершившая учёбу в Академии, не покинула Петербург. Портрет Званцевой Репин увёз с собой в Пенаты; он висел в столовой художника до его последних дней.

## Репин-иллюстратор

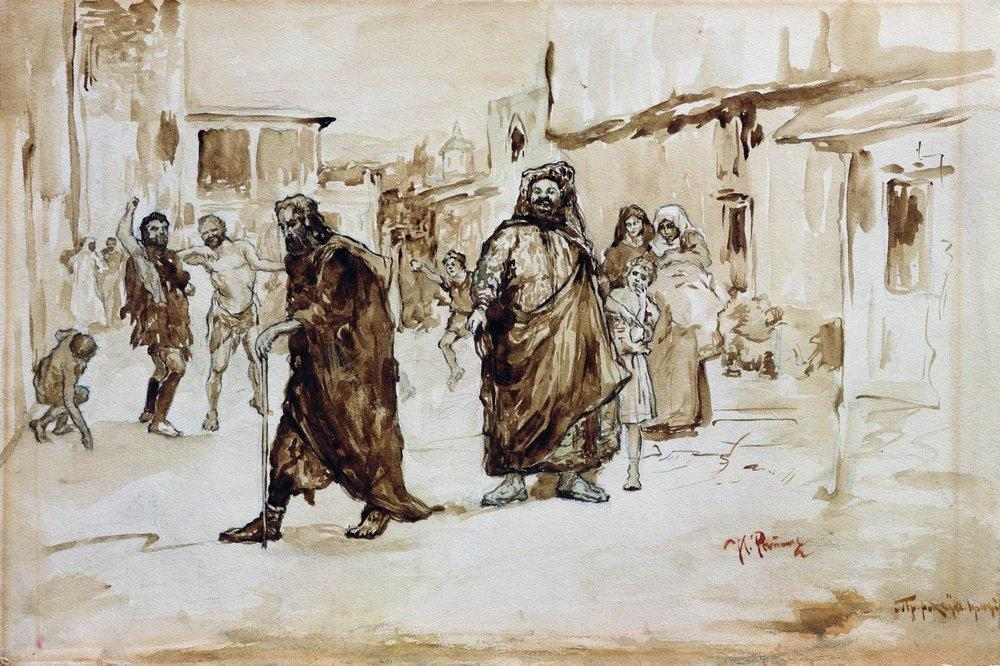
«Люди высмеивают и побивают камнями проходящего по улице пророка». Ок. 1890. Иллюстрация к стихотворению М. Ю. Лермонтова. Бумага, кисть, сепия

Несмотря на то что Репин нередко обращался к иллюстрированию произведений Л. Н. Толстого, А. С. Пушкина, Н. В. Гоголя, М. Ю. Лермонтова, Н. А. Некрасова, Н. С. Лескова, зрителю мало известно об этой области деятельности художника, и она до сих пор остаётся недостаточно изученной. Искусствоведы отмечают, что при обращении к творчеству разных писателей художник варьировал свой стиль: «Когда иллюстрирует Гоголя, он реалист, Толстого — он менторски тенденциозен, Пушкина и Лермонтова — он романтик».
По сведениям И. Э. Грабаря, первые акварельные эскизы к «Песне о купце Калашникове» Илья Ефимович создал во время учёбы в Академии художеств, в 1868 году, — «Кирибеевич, преследующий Алёну Дмитриевну» и ещё два рисунка на этот сюжет. Эти и последующие иллюстрации к Лермонтову — акварели к стихам «По небу полуночи ангел летел» (1880), «Три пальмы» (1884), к драме «Маскарад», к повести «Бэла» (1884) были неудачны. Авторы «Лермонтовской энциклопедии» и «Энциклопедического лермонтовского словаря» критикуют их за чрезмерный романтизм в изображении и непроникновение Репина в глубинный трагический смысл произведений Лермонтова. Но в отличие от акварелей, карандашный рисунок «Казбич ранит Бэлу» (1887) считается лучшей работой Репина, связанной с творчеством поэта. Акварель «Печорин у окна» 1890-х годов посвящена повести «Княжна Мери».
Серия иллюстраций к «Пророку»: акварели с сепией «Пророк у входа в храм и издевающаяся над ним толпа», «Люди высмеивают и побивают камнями проходящего по улице пророка» изображают лирического героя в современном обществе; акварель «Отверженный пророк в пустыне» и рисунок тушью «В пустыне» завершают эту серию. Рисунки предназначались для первого тома Собрания сочинений М. Ю. Лермонтова 1891 года. Тем не менее все эти иллюстрации, по мнению автора «Лермонтовской энциклопедии», являются «наиболее значительной попыткой передать глубокий смысл „Пророка“».
Образ Пророка у Репина получился непривычным: уже немолодой, длинноволосый, бородатый интеллигент в рубище вместо одежды — таким его представил художник, находившийся под влиянием толстовских взглядов. Его облик, пылающий взор на измождённом лице, противопоставлены облику другого персонажа — человека грубого и приземлённого. Но эта картина скорее представляет собой вариации художника на тему современной жизни, нежели традиционную литературную иллюстрацию. Вопреки тому что творения Репина явились глубоким проникновением в образ лермонтовского персонажа, его иллюстрации не впечатлили художественных критиков, Илья Ефимович и сам был недоволен своими работами к «Пророку». В итоге эти изображения в Собрание сочинений М. Ю. Лермонтова не вошли Следующее обращение к творчеству Лермонтова произошло в 1914—1915 гг. — это были его рисунки к «Демону» и «Мцыри».
Бо́льшая удача сопровождала художника при обращении к произведениям Гоголя — психологический аспект гоголевских творений передан Репиным выразительно и метко. Гоголь принадлежал к числу любимых писателей Репина, Репин неоднократно обращался к образу самого писателя и к иллюстрациям его произведений. Впервые интерес к «Запискам сумасшедшего» проявился у Репина в 1870-м году. Затем последовала многолетняя работа над полотном «Письмо запорожцев турецкому султану» с персонажами «Тараса Бульбы», но это всё-таки не книжная графика, а живописное произведение, рассчитанное на просмотр в выставочном зале, однако Репин выполнил рисунок на сюжет «Тараса Бульбы» — «Андрий и панночка» (1890). Кроме этого, были созданы четыре иллюстрации к «Сорочинской ярмарке» (1870) и одна к «Страшной мести» (1890). В 1896 году художник сделал новый набросок Поприщина — главного действующего лица «Записок сумасшедшего». В этом гоголевском персонаже художник нашёл «остро психологические гротесковые коллизии», — по выражению И. А. Бродского.
В 1913 году на суд публики были представлены уже пять рисунков Репина о безумном герое Гоголя. Искусствовед Константин Кузьминский, видевший их в экспозиции галереи Лемерсье, так отзывался о своих впечатлениях:

Иллюстрации к «Запискам сумасшедшего». 1870

 Две этих иллюстрации производят особенно сильное впечатление. Это — Поприщин в шинели и форменной фуражке, изображённый, должно быть, в момент, когда он отправляется «увидеть Фидель и допросить её». Безумие еле сквозит в его глазах. Гораздо сильнее на его лице необыкновенная сосредоточенность. Ведь он поглощён, вероятно, в этот момент мыслью разгадать тайный смысл того разговора двух собачонок, который он подслушал на Невском проспекте… Ещё более сильное впечатление производит рисунок, изображающий Поприщина лежащим на кровати. Взор его устремлён в пространство, и ясно чувствуешь, глядя на этот рисунок, что Поприщин в это время — как наяву, видит и слышит или жену директора, или разговаривающих собачонок, или даже самого себя в короне и мантии короля испанского…
Пушкинскому творению посвящена сепия «Убитый Ленский» — один из нескольких вариантов, воплотившийся в конце концов в картине «Дуэль Онегина с Ленским».
Рисунки «Встреча ангела с сапожником Семёном у часовни» и «Ангел у сапожника Семёна в избе» созданы в 1881—1882 годах для иллюстрации рассказа Льва Толстого «Чем люди живы» в сборнике 1882 года «Рассказы для детей И. С. Тургенева и гр. Л. Н. Толстого». В 1889 году серия рисунков была дополнена эскизом «Сапожник Семён снимает мерку с ноги барина». Сборник с иллюстрациями выдержал несколько изданий. Кроме этого, художник иллюстрировал несколько других мелких произведений Льва Толстого, в том числе его заинтересовал образ чёрта в рассказе «Краюшка хлеба».
К. С. Кузьминский считал, что картина «Бурлаки на Волге» также является откликом на стихотворение Н. А. Некрасова «Размышления у парадного подъезда» (1858 год), однако сам Репин утверждал, что познакомился с некрасовскими строчками «Выдь на Волгу…» спустя два года после создания своей картины. Иллюстрацией, по мнению критика, являлась и картина «Садко», но иллюстрацией к русским былинам.
Из прочих работ заслуживают упоминания рисунки к произведениям Н. С. Лескова «Прекрасная Аза», «Совестный Данила», «Гора», В. Гаршина «Художники», Шекспира «Король Лир», А. П. Чехова «Мужики», Леонида Андреева «Рассказ о семи повешенных», к произведениям Максима Горького. Рисунки И. Е. Репина-иллюстратора, по мнению некоторых искусствоведов, отличают «живость, острота, очарование репинского артистизма и острая психологическая „хватка“». В то же время искусствовед И. И. Лазаревский в статье «Репин-иллюстратор» отрицательно отозвался об искусстве Репина-иллюстратора. Он подкрепил свой отзыв мнением В. А. Серова. В подтверждение этих слов он также привёл слова самого Репина о его разочаровании в своих способностях иллюстрировать книгу:

Бодливой корове Бог рог не даёт <…> как многое в жизни моей до смерти хотелось иллюстрировать. Особенно тогда, когда я ещё не чувствовал всей своей слабости иллюстратора. Вот — Пушкин, его «Повести Белкина» и среди них больше всего «Станционный смотритель». Как загорелось во мне. Тоже сколько перепортил бумаги, и никакого толка. Я даже клочка не оставил — всё уничтожил. Нет, навсегда довольно об иллюстрациях. Если во мне и есть талант, то это талант художника видящего, а не фантазирующего.

## Куоккала (1900—1930)

### Вторая женитьба

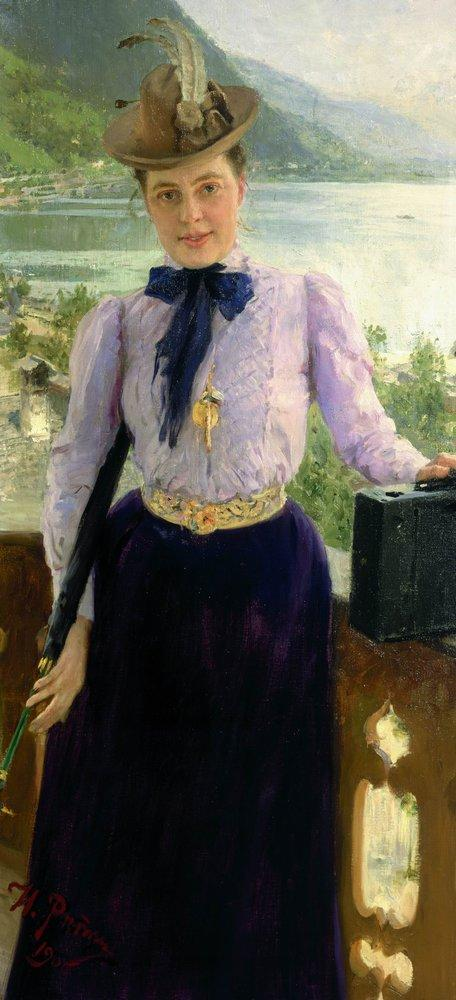
Портрет писательницы Наталии Борисовны Нордман-Северовой. 1900. Холст, масло. Атенеум, Хельсинки

Второй женой Репина стала писательница Наталья Борисовна Нордман, писавшая под псевдонимом Северова. Их знакомство произошло в мастерской художника, куда Нордман пришла вместе с княгиней Марией Тенишевой. Пока Илья Ефимович работал над портретом Тенишевой, другая гостья вслух читала стихи. Весной 1900 года Репин приехал на парижскую художественную выставку вместе с Натальей Борисовной, а в конце того же года перебрался с ней в имение Пенаты, расположенное в Куоккале.
Корней Чуковский, который, по собственному признанию, «близко наблюдал» за жизнью Нордман в течение нескольких лет, считал, что второй жене художника усилиями некоторых исследователей была создана репутация «чудачки дурного тона». Однако в основе этих «чудачеств» лежала искренняя забота о муже. Наталья Борисовна с момента сближения с Репиным начала собирать и систематизировать всю выходящую в прессе информацию об Илье Ефимовиче. Зная, что визиты многочисленных гостей порой не дают ему сосредоточиться на работе, она инициировала организацию так называемых «сред», дав тем самым возможность художнику не отвлекаться на посетителей в другие дни недели.
В то же время, как отмечал Чуковский, в своих новаторских идеях Наталья Борисовна порой заходила слишком далеко. Так, бурно протестуя против мехов, она наотрез отказывалась носить шубы и в любой мороз надевала «какое-то худое пальтишко». Прослышав, что отвары из свежего сена полезны для здоровья, Нордман ввела эти напитки в повседневный рацион. На открытые «среды» в Пенаты съезжались студенты, музыканты, друзья-художники, которые не уставали удивляться тому, что подача блюд за столом регулировалась с помощью механических устройств, а в обеденное меню входили только вегетарианские блюда и немного виноградного вина, называвшегося «солнечной энергией». В доме повсюду были развешаны написанные хозяйкой объявления: «Не ждите прислуги, её нет», «Всё делайте сами», «Дверь заперта», «Прислуга — позор человечества».

Наталье Борисовне и в голову не приходило, что она наносит ущерб имени Репина. Она была уверена, что пользуется этим именем отнюдь не для собственных выгод, а исключительно ради пропаганды благотворных идей, которые должны принести человечеству счастье. — Корней Чуковский
Второй брак Репина закончился драматически: заболев туберкулёзом, Нордман покинула Пенаты. Она уехала в одну из зарубежных больниц, не взяв с собой ни денег, ни вещей. От финансовой помощи, которую ей пытались оказать муж и его друзья, Наталья Борисовна отказалась. Она скончалась в июне 1914 года в Локарно. После смерти Нордман Репин передал хозяйственные дела в Пенатах дочери Вере.

### Репин-мемуарист

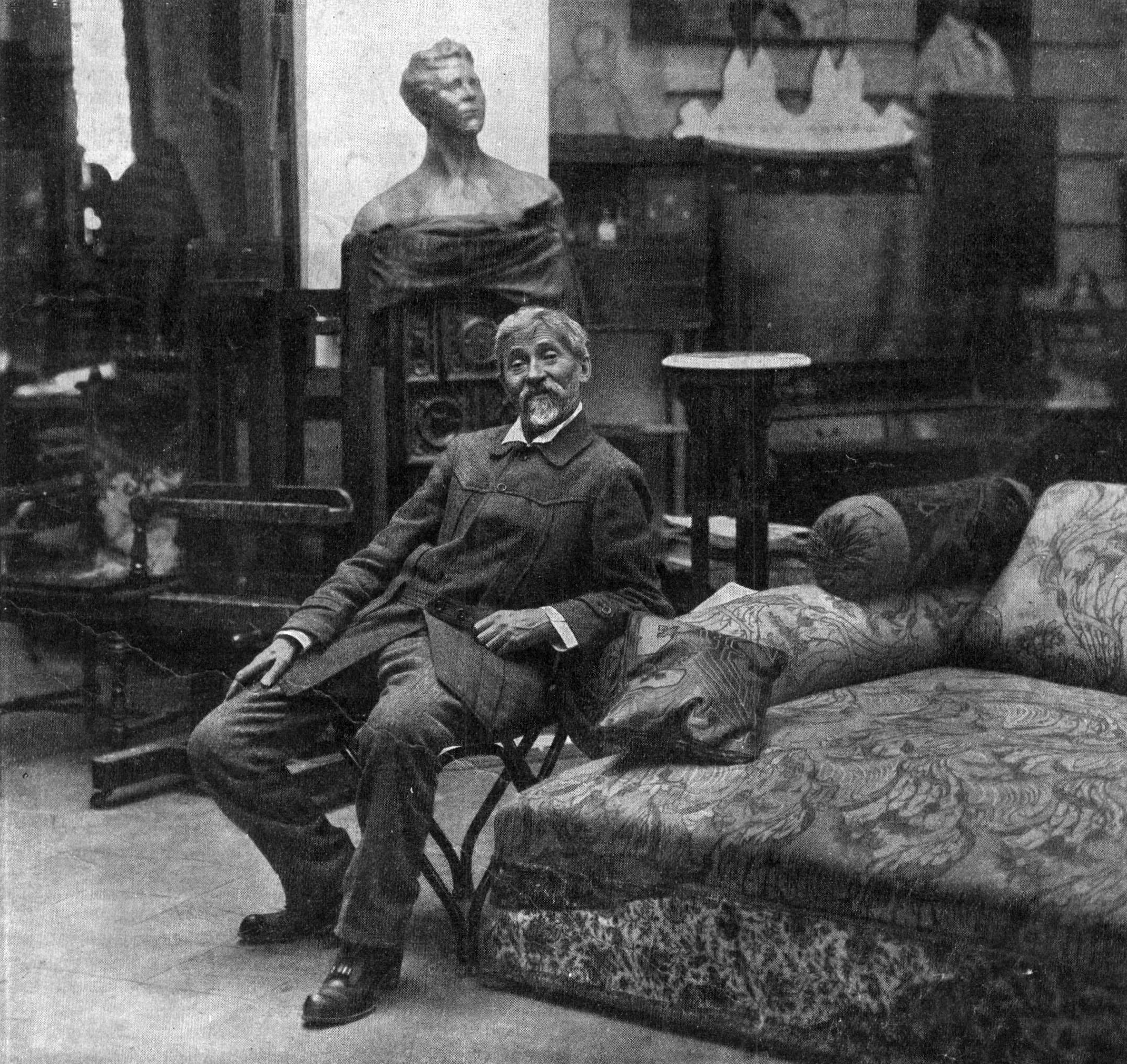
Илья Репин в своей мастерской в Пенатах (Куоккала). Фотография 1914 года

В Куоккале Репин начал писать мемуары, составившие основу его сборника очерков «Далёкое близкое», который был подготовлен к печати в 1915 году, но вышел в свет только через 7 лет после смерти автора — в 1937 году. По словам редактора и составителя этой книги Корнея Чуковского, главными особенностями мемуарных записок Ильи Ефимовича являются беллетристичность и «драматизация событий»:

Описывая любой эпизод, он всегда придаёт ему горячую эмоциональность, сценичность. Даже приход станового, требующего у Васильева паспорт, даже толкотня публики перед картинами Архипа Куинджи, даже появление Льва Толстого в петербургском трамвае, — всё это драматизировано им словно для сцены.
Крамской на страницах репинской книги — «не застывшая восковая фигура», а герой увлекательной, почти детективной повести; друг-художник Фёдор Васильев, с которым Илья Ефимович ездил на Волгу, — «крикливый, бесцеремонный и бесконечно обаятельный юноша»; очерк о сборе материалов для «Бурлаков» сродни «поэме о молодости». Отдельно Чуковский выделил диалоги, которыми насыщены воспоминания Репина. Каждый из его персонажей — от чугуевских мещан до профессоров Академии — имеет свои речевые особенности; обладая отличной памятью, художник спустя много лет легко воспроизводил речь волжских рыбаков и запорожских казаков. Прежде чем приступить к тому или иному очерку, Илья Ефимович несколько раз рассказывал его гостям, появлявшимся в Пенатах. Убедившись, что слушателям очередная история действительно интересна, Репин записывал её, сохраняя разговорную интонацию; отсюда — сказовая стилистика его книги.

### Автопортреты Репина

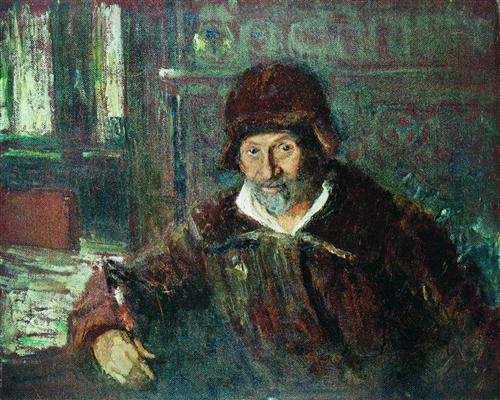
Автопортрет. Линолеум, масло. 1920. Музей-усадьба И. Е. Репина «Пенаты»

Первый автопортрет Репин написал в юношеские годы в Чугуеве. Как вспоминал Илья Ефимович, судьба этой работы оказалась незавидной: в отсутствие юного художника в дом к Репиным пришёл местный купец Овчинников, снял картину со стены и унёс к себе, чтобы похвастаться перед гостями. Репина настолько задела эта бесцеремонность, что, явившись к Овчинниковым с «ответным визитом», он разорвал свой портрет на мелкие части, о чём впоследствии очень жалел.
В девятнадцатилетнем возрасте Репин создал ещё один автопортрет, который писал «с себя в зеркало». Картина была сделана в первые месяцы петербургской жизни, и в лице молодого человека, прибывшего в столицу со ста рублями в кармане, читалась гамма чувств — «порыв, беспокойство и в то же время насторожённость. Жизнь впереди, какой она будет?» В последующие годы художник не раз создавал собственные изображения. На автопортрете, выполненном в 1877 году, Илья Ефимович выглядит измождённым; по мнению исследователей, болезненность, которую кисть художника не сумела скрыть, — это следствие малярии, перенесённой Репиным сразу по прибытии в Москву. Через год художник вновь выбрал самого себя в качестве модели; в результате был создан «лучший из автопортретов этого периода», хранящийся ныне в Русском музее.
С возрастом у Репина возникли проблемы с правой рукой: она перестала подчиняться художнику. Друзья, беспокоясь о здоровье Ильи Ефимовича, начали прятать от него кисти и карандаши; Репин, не желая отрываться от любимого дела, стал писать левой рукой. Когда ослабевшие, почти негнущиеся пальцы перестали держать палитру, художник скрепил доску для красок специальными ремнями, перебросил их через шею и продолжал работать. Своё состояние Репин передал на автопортрете, датированном 1920 годом:

Старик в ветхой спортивной шапочке сидит в кресле, положив на соседний стол локоть вяло упавшей руки. Лицо измученного одинокого человека, живущего в холодной комнате… Без снисхождения к своему несчастью написан этот автопортрет, освещающий последнее десятилетие жизни художника.

### Последние годы жизни
После 1918 года, когда Куоккала стала финской территорией, Репин оказался отрезанным от России. В 1920-х годах он сблизился с финскими коллегами, сделал немалые пожертвования для местных театров и других учреждений культуры — в частности, подарил большую коллекцию картин Гельсингфорскому музею.
В этот период Репин активно обращался к евангельским темам, художественная трактовка которых в его картинах существенно отличается от их привычного отражения в мировом изобразительном искусстве. Это картины маслом — «Отрок Христос в храме» (1918—1920 годы), «Христос и Мария Магдалина» (1920—1921 годы), «Голгофа» (1921—1922 годы).
Общение с прежними друзьями было только заочным. Письма говорили о том, что немолодого усталого художника часто одолевала хандра. В 1925 году Репин надеялся, что сумеет выбраться на выставку собственных картин, организованную в Русском музее, с воодушевлением сообщал, что вместе с детьми Верой и Юрием собирается побывать ещё и в Москве, посетить Румянцевский музей и Третьяковскую галерею. Однако намеченные планы разрушились по вине дочери, «обещавшей Илье Ефимовичу сопровождать его в Ленинград и Москву и отказавшейся выполнить своё обещание».

В Пенатах, с Чуковским. 1927 год

В том же 1925 году в гости к Репину приехал Корней Чуковский. Этот визит стал поводом для слухов о том, что Корней Иванович должен был предложить художнику перебраться в СССР, однако вместо этого «тайком уговаривал Репина не возвращаться». Спустя десятилетия были обнаружены письма Чуковского, из которых следовало, что писатель, понимавший, что его друг «не должен на старости лет покидать» Пенаты, в то же время очень скучал по нему и звал в Россию в гости.
Через год в Куоккалу прибыла делегация советских художников, возглавляемая учеником Репина — Исааком Бродским. Они жили в Пенатах в течение двух недель. Судя по отчётам финских надзорных служб, коллеги должны были уговорить Репина переехать на родину. Вопрос о его возвращении рассматривался, согласно протоколу заседания Политбюро от 22 мая 1924 года, на самом высоком уровне: по итогам одного из заседаний Политбюро ЦК РКП(б) Генеральным секретарём ЦК РКП(б) И. В. Сталиным была вынесена резолюция: «Разрешить Репину вернуться в СССР, поручив тт. Луначарскому и Ионову принять соответствующие меры». В ноябре 1926 года Илья Ефимович получил письмо от члена ЦК ВКП(б) К. Е. Ворошилова, в котором говорилось: «Решаясь переехать на родину, Вы не только не делаете личной ошибки, но совершаете поистине большое, исторически-полезное дело». К переговорам был подключён и сын Репина Юрий, однако они завершились безрезультатно: художник остался в Куоккале.

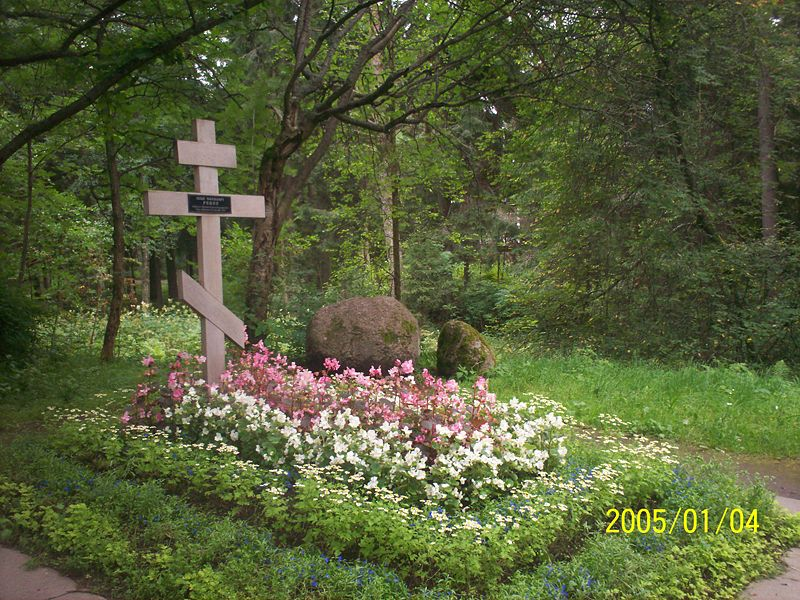
Могила И. Е. Репина в Пенатах

Дальнейшая переписка с друзьями свидетельствовала об угасании Репина. В 1927 году в письме Минченкову художник сообщал: «Мне в июне стукнет 83 года, время берёт своё, и я делаюсь форменным лентяем». Для помощи по уходу за слабеющим отцом из Здравнёва была вызвана его младшая дочь Татьяна, которая впоследствии рассказывала, что все его дети по очереди дежурили возле Ильи Ефимовича до самого конца. Репин скончался 29 сентября 1930 года и был похоронен в парке усадьбы Пенаты. В одном из последних писем друзьям художник успел попрощаться со всеми:

Прощайте, прощайте, милые друзья! Мне много было отпущено счастья на земле: мне так незаслуженно везло в жизни. Я, кажется, вовсе не стою моей славы, но я о ней не хлопотал, и теперь, распростёртый в прахе, благодарю, благодарю, совершенно растроганный добрым миром, так щедро всегда меня прославлявшим.

## Творческий метод и принципы работы
Принципы своей работы Репин сформулировал на страницах книги «Далёкое близкое»; в их основе «материя как таковая»: «Мне нет дела до красок, мазков и виртуозности кисти, я всегда преследовал суть: тело как тело». Он отвергал «акробатику кисти, живописность ради живописности» и готов был вслед за Крамским повторять, что «драгоценнейшее качество художника — сердце». Свой реализм Илья Ефимович называл «простонародным», подчёркивая, что попытки сфальшивить ему никогда не удавались: его кисть, по словам Корнея Чуковского, «была правдивее его самого». Художник Яков Минченков считал, что Репина никогда не интересовали эстетские изыскания:

Увлечение одной лишь формой или красками, уход в прошлое, изысканность — всё это было не для Репина. Ему нужна была жизненная тема, живые люди, широкая пластика, экспрессия, сильные переживания.

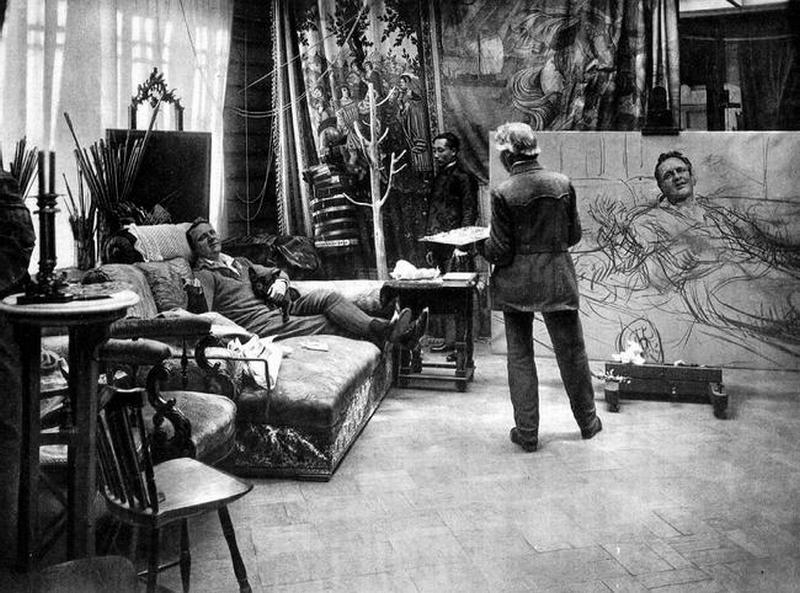
И. Е. Репин пишет портрет Ф. И. Шаляпина. Фотография К. Буллы. 1914

Во время работы над портретами художник, по собственному признанию, «на короткое время влюблялся» в натуру, изучал книги изображаемых писателей, слушал музыку композиторов, наизусть воспроизводил большие цитаты из стихотворений поэтов — это был недолгий, но обязательный «медовый месяц» Репина с людьми, чьи образы он создавал. Так, работая над «Бурлаками», Илья Ефимович пребывал в восторге от Канина, «до страсти влюблялся во всякую черту его характера и во всякий оттенок его кожи и посконной рубахи»; подобную страстность исследователи называли «профессиональной целесообразностью». Несмотря на то, что Репин писал и акварелью, и тушью, на первом месте у него были масляные краски. Кистями он работал практически вслепую, стараясь не отрывать взгляда от сидящего перед ним человека:

Руки сами выхватывали нужную кисть, сами смешивали краски в должных пропорциях, а он и не замечал всей этой технологии творчества, так как она стала для него подсознательной.

## Внешность, характер, отношение к быту
Исследователи не раз обращали внимание на то, что на фоне своих полотен Репин не выглядел великаном. Яков Минченков, познакомившийся с художником во время работы передвижной выставки 1898 года, вспоминал, что увидел перед собой невысокого сухощавого человека с вьющимися волосами и острой бородкой. Признанный мастер, появления которого ждали и зрители, и коллеги, держался с «застенчивой скромностью», за которой скрывалась «маленькая рисовка баловня судьбы». О том же самом рассказывал в своих очерках о художнике и Корней Чуковский, чья первая встреча с Ильёй Ефимовичем произошла в Куоккале: художник, картины которого поражали масштабами, оказался отнюдь не исполином: «небольшого роста, с улыбающимся, крепким, обветренным лицом, в самых обыкновенных деревенских вязаных перчатках». Собеседников поражало, что у щупленького, невысокого Репина был густой, громовой «бас протодиакона».
Племянница первой жены Репина Людмила Шевцова-Споре, жившая в петербургской квартире художника в течение трёх лет, рассказывала, что в открытый дом Ильи Ефимовича постоянно наведывались гости: помимо коллег-художников, завсегдатаями просторной квартиры были литераторы Максим Горький и Зинаида Гиппиус, артисты Григорий Ге и Владимир Максимов, учёные Дмитрий Менделеев и Владимир Бехтерев. Кроме того, в описываемый период в доме Ильи Ефимовича жили трое питомцев его живописной мастерской, в том числе один из любимых учеников — Константин Вещилов. В летние месяцы, когда художник уезжал на этюды в Здравнёво, ученики следовали за ним.

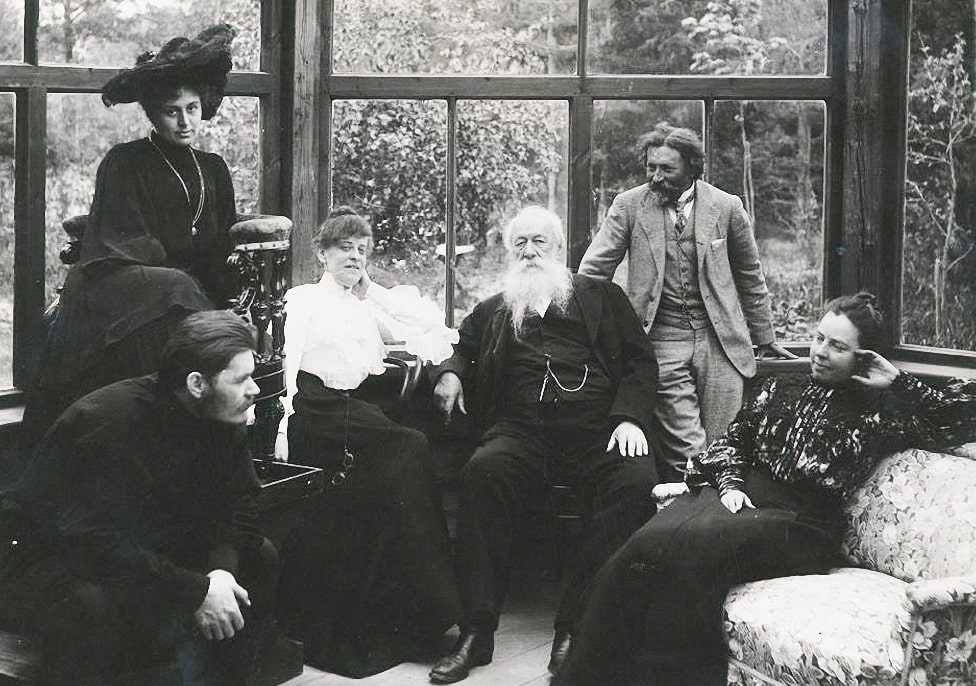
Репин с гостями на зимней веранде в Пенатах. Фотография 1905 года. Слева направо: Горький и жена Андреева, Л. Яковлева (секр. Стасова), В. Стасов, И. Е. Репин и 2-я жена Нордман-Северова

Переехав в 1900 году в имение Пенаты, Репин вынужден был вести более замкнутый образ жизни. Постоянную связь с прежним окружением он поддерживал с помощью писем. Ежедневно почтальон приносил художнику много конвертов; на каждое из писем Илья Ефимович отвечал сам — порой на это уходило несколько часов. Таким же обязательным занятием было у него и чтение ежедневных газет. Любую книгу, привезённую в Куоккалу, Илья Ефимович воспринимал как событие; его письма, адресованные друзьям, изобиловали «литературными» подробностями: «Перечитываю Короленко. Какая гениальная вещь его „Тени“», «Некрасова читать вслух народу — большое удовольствие».
Репин был вегетарианцем и вместе с женой пропагандировал вегетарианскую систему питания. В Петербурге говорили «в Пенатах питаются сеном», «Репин и Нордман едят траву». Гостям также подавались блюда исключительно из знаменитого «сена». Маяковский, живя летом 1915 года в Куоккале, и посещая художника, писал, что ест «репинские травки». Также художник не переносил натопленных помещений и спал с открытыми окнами даже в холодную погоду.
Молва наделяла Репина таким качеством, как склонность к излишней экономии, доходившей до скаредности. В опровержение этих слухов Чуковский напоминал, что на себя художник действительно тратил очень мало. При этом он не упускал возможности принять участие в разного рода благотворительных акциях и помочь другим:

Артистам Малого театра он подарил портрет М. С. Щепкина, в пользу голодающих пожертвовал свою картину «Николай Мирликийский» (1891), дал родному городу Чугуеву изрядную сумму на устройство абиссинского колодца и т. д.

## Музеи-усадьбы Репина
На территории России, Украины и Беларуси существуют четыре музея-усадьбы Репина, самой известной из которых является усадьба Пенаты, в которой Репин прожил около трёх десятилетий. Усадьба получила своё название в честь древнеримских богов, отвечавших за охрану дома и семьи. Приусадебная территория изначально была заболоченной, поэтому хозяева провели благоустроительные работы, построили пруды и каналы. Из земли, извлечённой во время этих работ, была возведена искусственная Чугуевская гора. Почти все объекты сада, окружавшего дом, имели имена, взятые из сказок или мифов: «храм Изиды», «башня Шахерезады», «скала Прометея». Небольшое строение, в котором Репин с женой поселились в начале XX века, с годами преобразилось: владельцы усадьбы поставили второй этаж, оборудовали две мастерских — для зимних и летних работ.

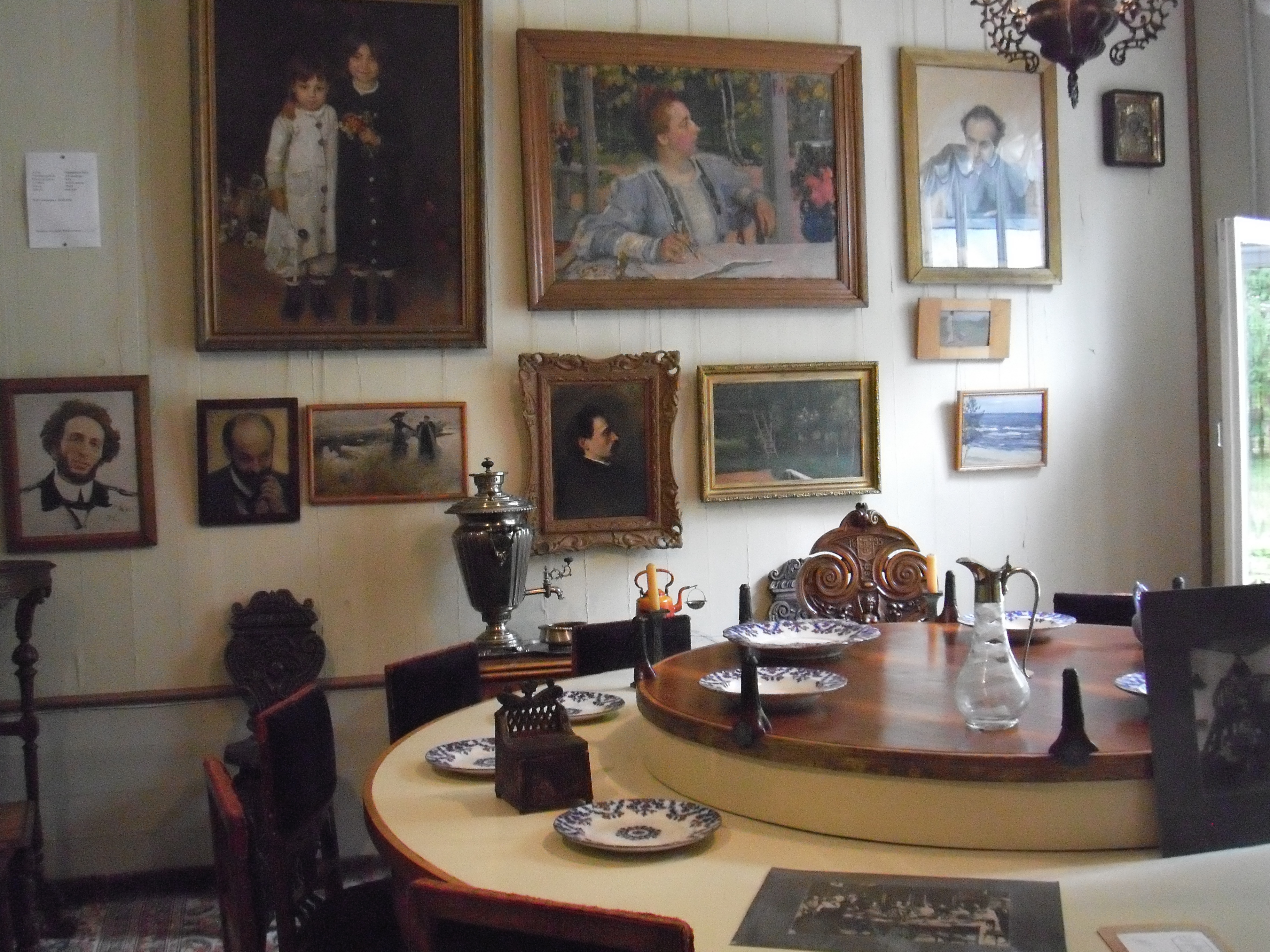
Дом-музей «Пенаты». Интерьер столовой

После смерти Натальи Нордман было обнародовано её завещание, по которому пожизненным владельцем усадьбы стал Илья Ефимович. В дальнейшем Пенаты должны были перейти в собственность Академии художеств. Согласно воле жены художника, в помещениях усадьбы надлежало создать дом-музей, «сохраняющий вкусы и привычки Репина». В 1914 году, ознакомившись с текстом завещания, Репин перечислил на счёт Академии 40 000 рублей, предназначенные для организации будущего музея.
В 1930 году хранительницей усадьбы и архива стала дочь Репина Вера Ильинична. С началом зимней войны Вера и её брат Юрий переехали в Хельсинки. Из Куоккалы, включённой по окончании боевых действий в состав СССР, поступило известие о том, что дом Репина остался без надзора. Для оценки состояния усадьбы и систематизации экспонатов в Пенаты прибыли представители Академии художеств СССР — искусствовед Иосиф Анатольевич Бродский и живописец Шая Ноевич Меламуд. В советские времена вину за беспорядок, в котором находился репинский архив, возлагали на Веру Ильиничну; сообщалось, что, покидая Пенаты, она забрала с собой «самое ценное из художественного наследства отца». Спустя десятилетия мнение изменилось: по словам заведующей музеем-усадьбой Татьяны Бородиной, дочь художника содержала мастерскую в том виде, какой она была при жизни Репина; вещи и документы Ильи Ефимовича остались в доме.
Первый музей Репина, появившийся в 1940 году, просуществовал недолго: в 1944 году здание было разрушено. Архив, заблаговременно вывезенный из Куоккалы в Академию художеств, не пострадал. Сохранившиеся картины, письма, вещи стали основой при восстановлении усадьбы. Элементы оформления сада были воссозданы по рисункам Репина и воспоминаниям тех, кто бывал в Пенатах. Дом-музей был открыт летом 1962 года.
Музеи Репина также находятся в Чугуеве (Художественно-мемориальный музей), на Самарской Луке (Дом-музей в Ширяево) и под Витебском (Музей-усадьба «Здравнёво»).

## Значение творчества. Влияния. Оценки
Исследователи, упоминая о масштабе личности Репина, имеют в виду не только многообразие подвластных ему жанров и художественных техник, но и «разносторонность творческих интересов»: он проявил себя как живописец, педагог, теоретик искусства, писатель-мемуарист, публицист. Илья Ефимович создавал исторические полотна, жанровые картины, портреты, пейзажи; оставил немало иллюстраций к произведениям русской классической литературы; в его творческом наследии сохранились графические и скульптурные работы.

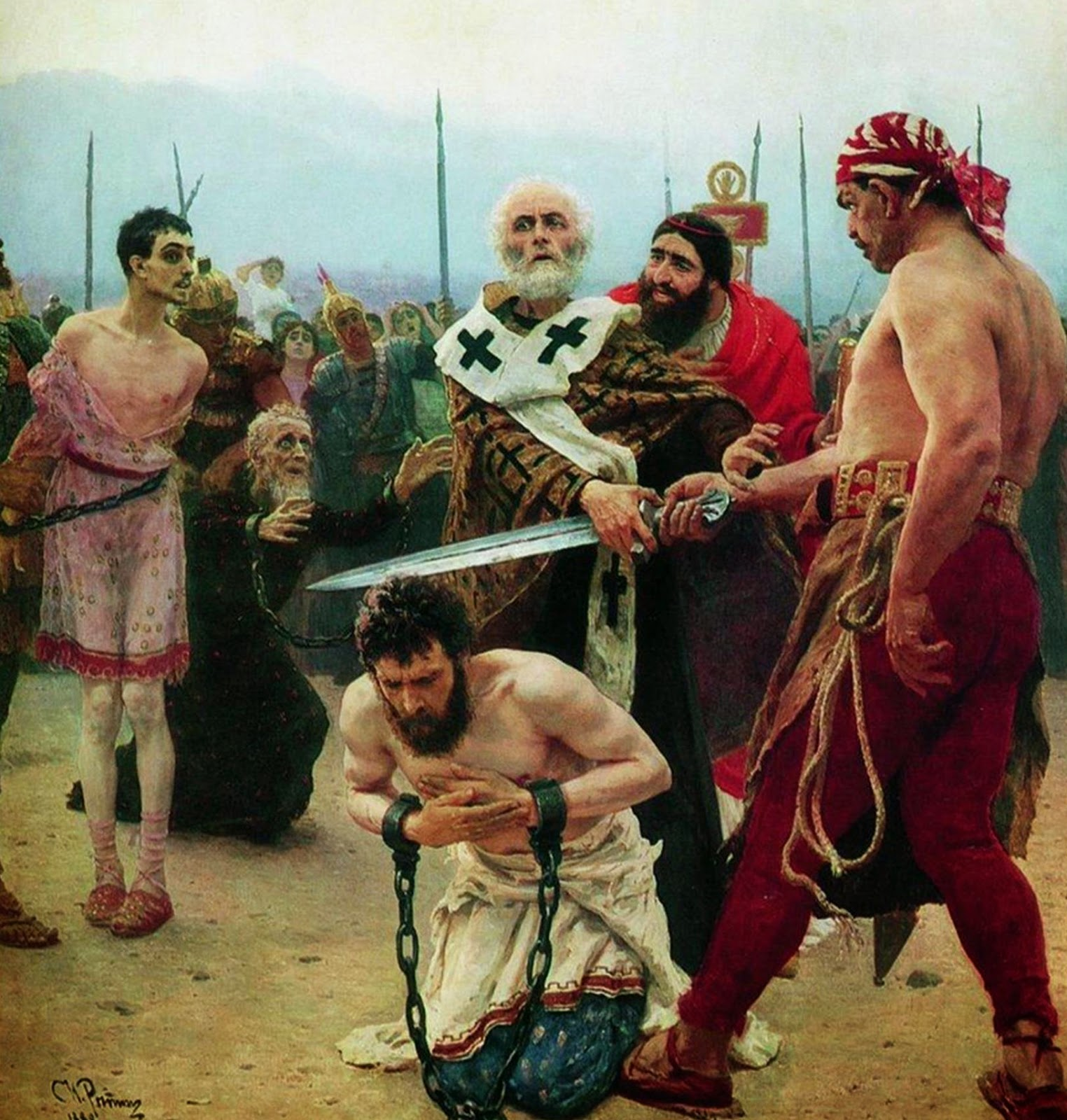
Согласно легенде, картина И. Е. Репина «Николай Мирликийский избавляет от смерти трёх невинно осуждённых», купленная Александром III на 17-й передвижной выставке, повлияла на решение императора создать Русский музей

Творчество Репина является, по словам искусствоведа Михаила Алленова, «вершиной передвижнического реализма»; это касается и его тематического размаха, и стилистической пластичности. Так, родившаяся в 1870-х годах идея «хоровой картины» воплотилась у Репина в полотно «Крестный ход в Курской губернии», в которой автору удалось показать характер толпы «несравненно убедительнее, чем всем художникам до него». Картина «Бурлаки на Волге» может трактоваться и как «хоровая картина», и как «групповой портрет». Наиболее значительным из жанровых произведений Ильи Ефимовича является «Не ждали»; в этой работе художника интересует «композиция именно как вопрос». Обращаясь к историческим сюжетам, Репин создал картину «Иван Грозный и сын его Иван», в которой конкретная трагедия выводит зрителя на вековую проблему: «деспот, наказанный мукой раскаяния».
Уже с самого начала своего пути Репин был признан одним из ярчайших представителей русского реализма. Долголетняя и непрерывная активность, внимание ко всем сторонам современной жизни, «быстрая» кисть, фиксирующая события, обеспечили неослабевающее внимание критики и публики к творчеству художника.
По мнению Алексея Фёдорова-Давыдова, в мировом масштабе Репин сопоставим с французским живописцем Гюставом Курбе и немецким художником Адольфом фон Менцелем. Говоря о влиянии на Репина русской художественной школы, искусствовед называет прежде всего представителя академизма Александра Ива́нова, чью идею «сделать искусство учителем жизни» Илья Ефимович сумел не просто освоить, но и развить; кроме того, он достаточно глубоко воспринял «федотовское бытописание». Михаил Алленов включает в этот ряд также Рембрандта и Франса Халса. Искусствовед Ольга Лясковская обнаруживает в работах зрелого Репина явные отсылки к работам Веласкеса, который был интересен художнику с точки зрения «изучения человеческого лица и его мимики». Немецкий историк искусства Норберт Вольф, видя в Репине типичный образец «салонно-академического художника», акцентирует внимание на его парижской командировке; в этот период Илья Ефимович глубоко впитал живописный язык Мане. Именно стилистическая близость Репина к одному из родоначальников импрессионизма позволила устроителям выставки «Импрессионизм. Америка—Франция—Россия. Вена, Кунстфорум, 2002» включить в число экспонатов картину Ильи Ефимовича «Дама, опирающаяся на стул» (1873).
Свидетельством того, что «Репин неисчерпаем», является позиция Александра Бенуа, который на рубеже XIX—XX веков оценивал Илью Ефимовича как художника, который «для истории ещё не готов», а в 1930 году писал в парижском издании «Последние известия», что Репин — это «достойный представитель русского начала на мировом Парнасе». Напоминая о значении Репина для русской культуры, Корней Чуковский перечисляет вклад художника в различные отрасли науки и искусства:

 Русскую музыку Репин прославил своими портретами Глинки, Мусоргского, Бородина, Глазунова… Русскую литературу — портретами Гоголя, Тургенева, Льва Толстого, Писемского, Гаршина, Фета, Стасова… Русская живопись представлена целой галереей портретов: Суриков, Шишкин, Крамской, Васнецов, Куинджи… Русскую науку прославил он портретами Сеченова, Менделеева, Павлова, Тарханова, Бехтерева.
Бенуа в своих поздних воспоминаниях сожалел, что «теперешняя молодёжь не имеет своего Репина». Между тем попытки сделать его рупором поколения предпринимались в 1920-х годах весьма активно. В 1924—1925 годах в Москве и Ленинграде прошли персональные выставки художника, положившие начало «предписанному и агрессивному иконопочитанию» художника. В СССР вопрос о возвращении Репина из Куоккалы имел политический характер прежде всего потому, что власти требовался «идейный вдохновитель реалистического искусства»; предполагалось, что именно Илья Ефимович возглавит Ассоциацию художников революционной России. Выходом в 1937 году монографии Грабаря, посвящённой творчеству художника, ознаменовался новый виток культа Репина. Как отмечает искусствовед Г. Ельшевская, результатом глобальной популяризации художника в СССР стала ситуация, когда имя Репина, которого при жизни сравнивали со Львом Толстым, «пожалуй, соотносится уже с именем Пушкина, но в двусмысленном контексте — всеобщая известность („наше всё“) как бы заведомо не предполагает ни конкретного знакомства, ни личного отношения».
Роль «главного провозвестника соцреализма» (по Вольфу) Репин поневоле выполнял в течение нескольких десятилетий. Так, прямые «заимствования» из его произведений были замечены как на полотнах советских живописцев, так и в агитационных материалах (к примеру, на плакате «Сбылись мечты народные»). Власть создавала образ Репина как «идеологического художника»; именно этим объясняется разбросанность картин Ильи Ефимовича по десяткам небольших музеев, каждый из которых обязан был иметь в коллекции произведения «идеологически выдержанных художников».
В 1960-х годах произошла переоценка ценностей, тотально насаждаемых в предшествующие десятилетия. Пересмотру подверглось отношение к передвижничеству и, в первую очередь, к творчеству Репина, как самого заметного представителя этого движения. Советское искусствоведение обратилось к более перспективному на тот момент изучению других периодов русского искусства, прежде всего изобразительного искусства рубежа XIX—XX веков, которое считалось предтечей «сурового стиля» и «других „радикальных“ движений». На смену классическим работам Грабаря, Зильберштейна, Лясковской, в которых разрабатывалось ещё «„стасовское“ мнение о Репине как о „первом русском художнике“, с наибольшей полнотой воплотившем принципы идейного реализма», не пришло ничего нового. Отношение к Репину, не признающее полутонов, — либо полное принятие, либо безоговорочное отторжение — не способствовало глубокому исследованию его творчества:
«В общественном мнении он „похоронен“ где-то в середине 1890-х годов, сразу же после „Запорожцев“ (в лучшем случае — с упоминанием о „Заседании Государственного Совета“ <…> напрашивается печальный вывод: более тридцати лет творчества отобрано у Репина и у русской культуры. Не слишком ли это щедро по отношению к национальной святыне?»

## Вандализм в отношении работ Репина
В 1913 году картина И. Е. Репина «Иван Грозный и сын его Иван 16 ноября 1581 года» впервые подверглась акту вандализма. Старообрядец Абрам Балашов, проникнув в Третьяковскую галерею с криками «Довольно крови!», изуродовал картину, нанеся полотну три ножевых пореза. В мае 2018 года эта же картина пострадала второй раз по вине уроженца Воронежа Игоря Подпорина, который, будучи в неадекватном состоянии, порвал холст в трёх местах.

## Память
- Памятник Илье Репину в Москве. Скульптор — М. Г. Манизер.
- Памятник Илье Репину в Здравнёво.
- Именем Ильи Репина названы улицы и площади во многих городах.
- В Витебском краеведческом музее хранится ряд картин, рисунков и акварелей художника, работы мастера также входят в собрание Национального художественного музея Беларуси[264].
- Традиционно в дни «Славянского базара» в музее-усадьбе «Здравнёво» проводятся культурные мероприятия[264].
- 15 июля 2009 года в честь 165-летия со дня рождения И. Репина Национальным банком Республики Беларусь выпущена памятная монета «I. Рэпiн» («И. Репин»)[265]
- По меньшей мере 17 посёлков, деревень и сёл в России и село в Крыму носят название Репино.
- Семь судов разных типов, построенных в период с 1950 до 2021 года, носили имя «Илья Репин», и два — «Художник Репин»[266].
- В честь И. Е. Репина назван мыс в Карском море (архипелаг Новая Земля; название было присвоено в 1901—1902 гг. экспедицией художника А. А. Борисова)[267].

И. Е. Репин в филателии
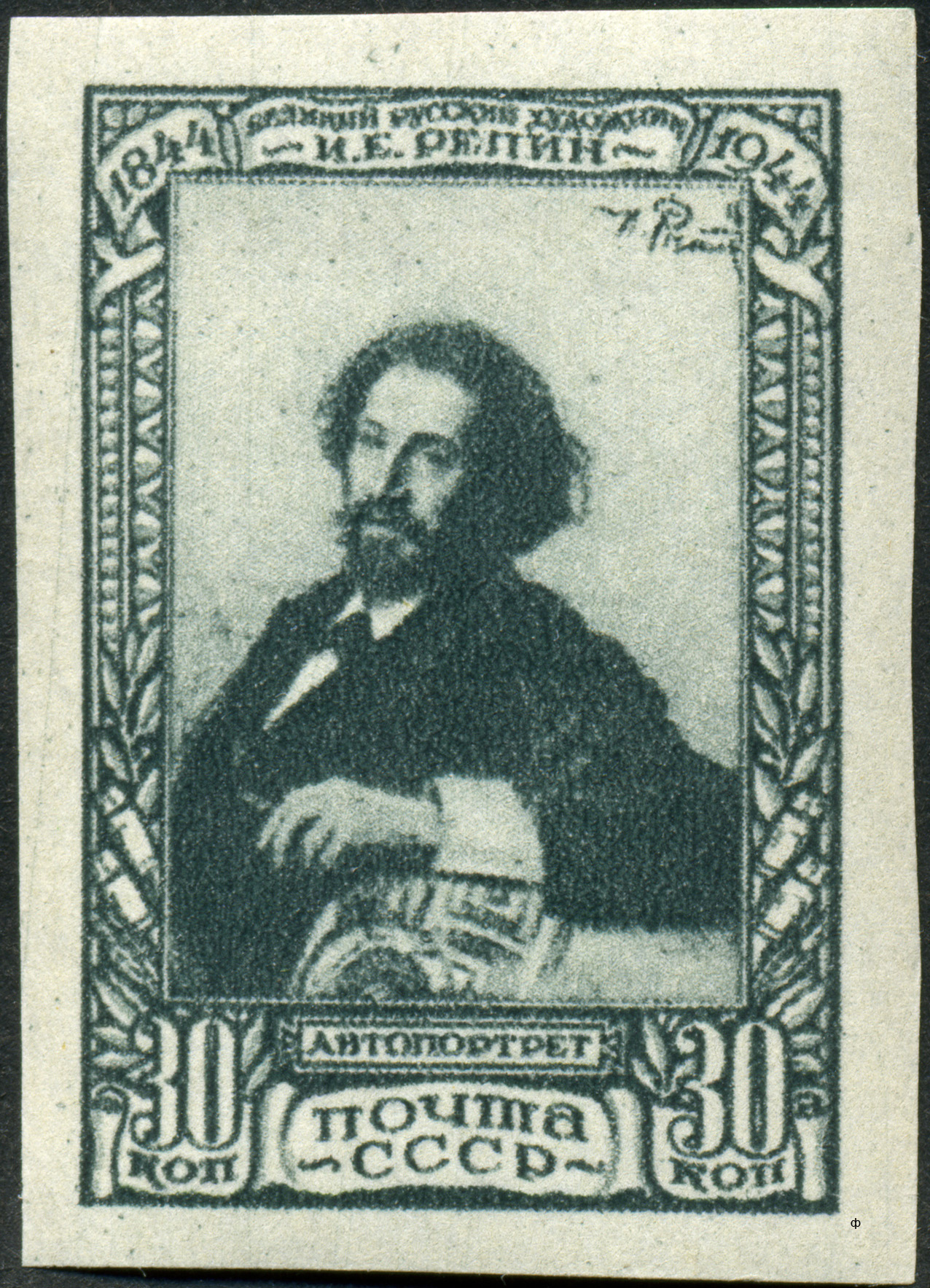
Почтовая марка СССР, 1944 год. 100 лет со дня рождения (автопортрет)
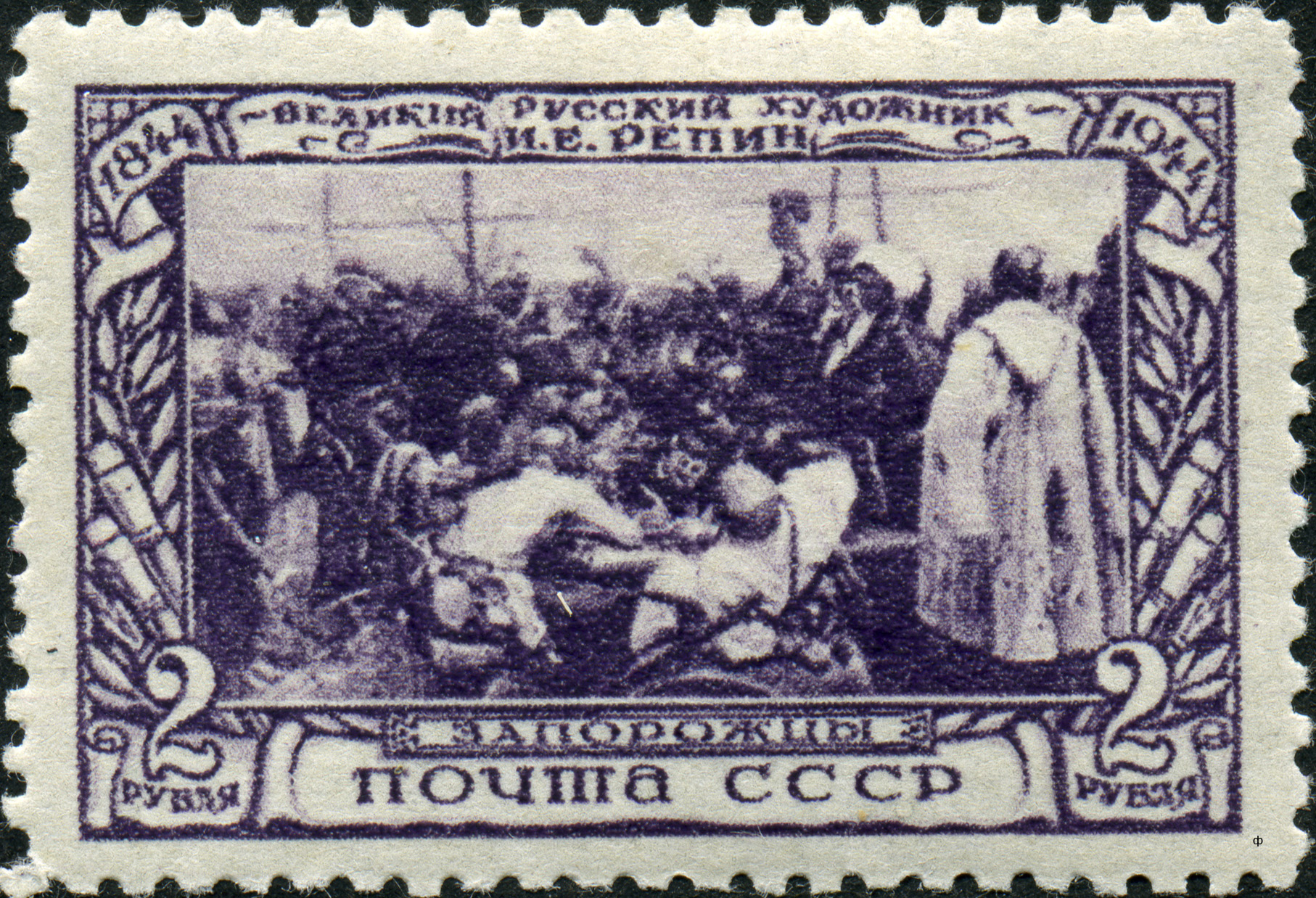
Почтовая марка СССР, 1944 год. 100 лет со дня рождения («Запорожцы пишут письмо турецкому султану»)
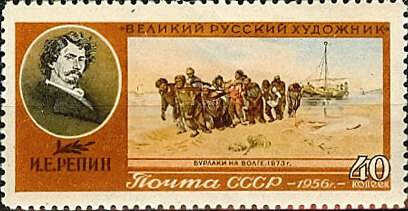
Почтовая марка СССР, 1956 год. 25 лет со дня смерти И. Е. Репина («Автопортрет И.Е. Репина, картина «Бурлаки на Волге»)
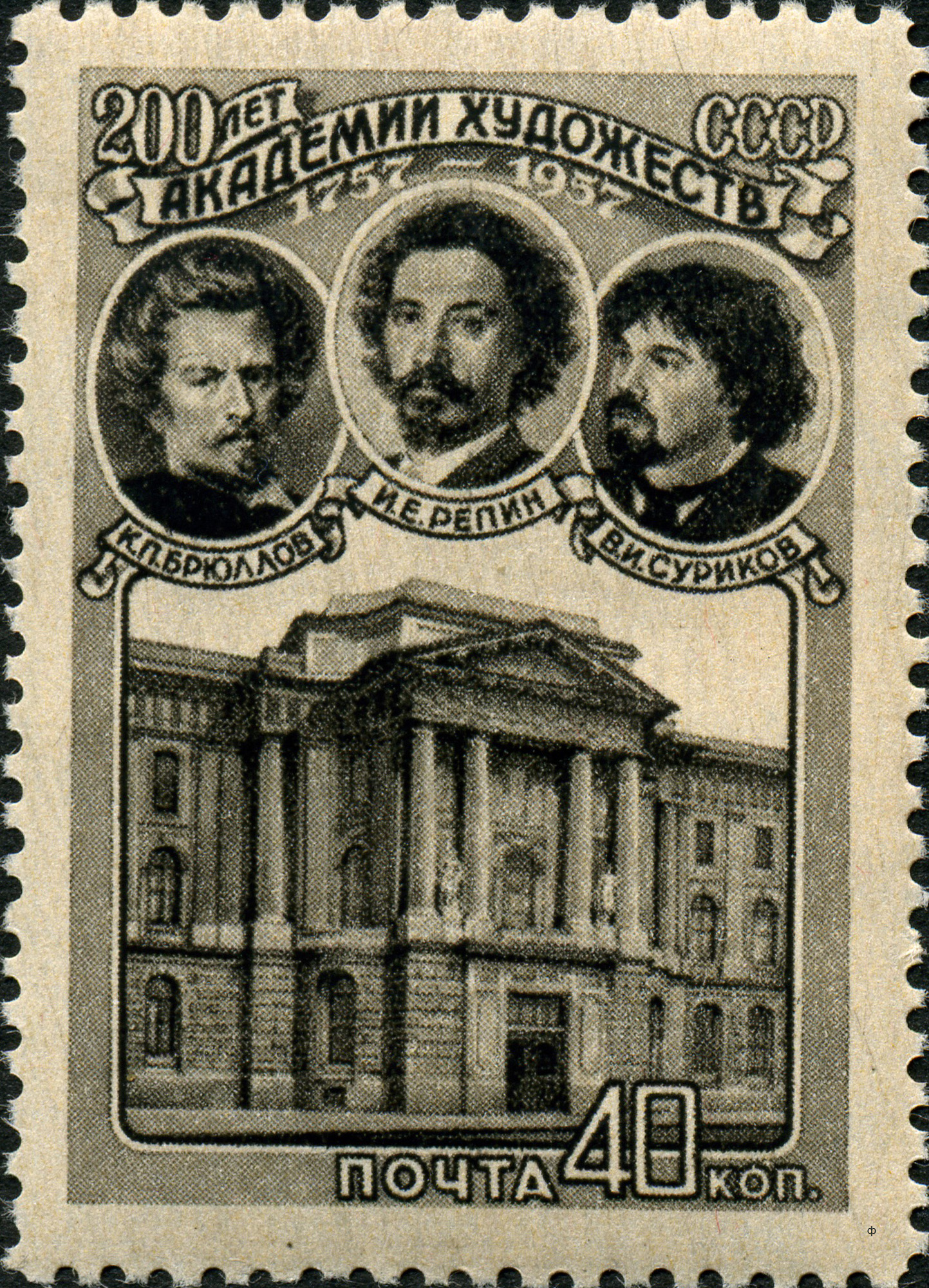
Почтовая марка СССР, 1957 год. 200 лет Академии художеств: К. П. Брюллов, И. Е. Репин, В. И. Суриков
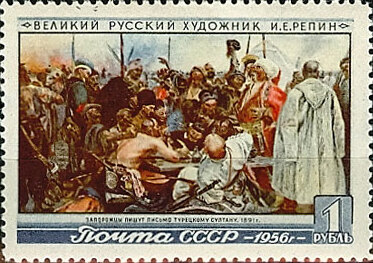
Почтовая марка СССР, 1956 год. 25 лет со дня смерти И. Е. Репина («Запорожцы пишут письмо турецкому султану»)
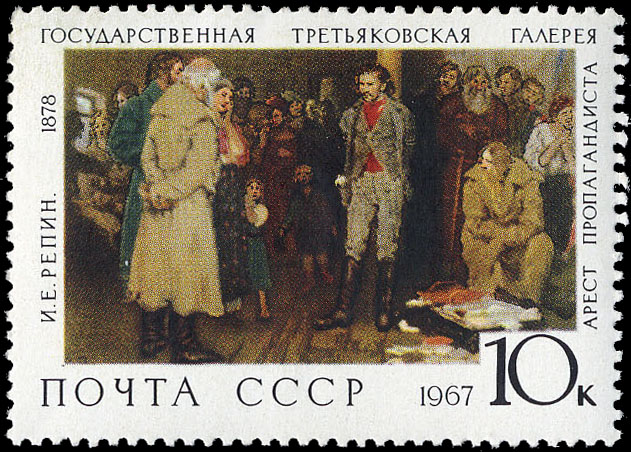
Почтовая марка СССР, 1967 год. Картина «Арест пропагандиста»
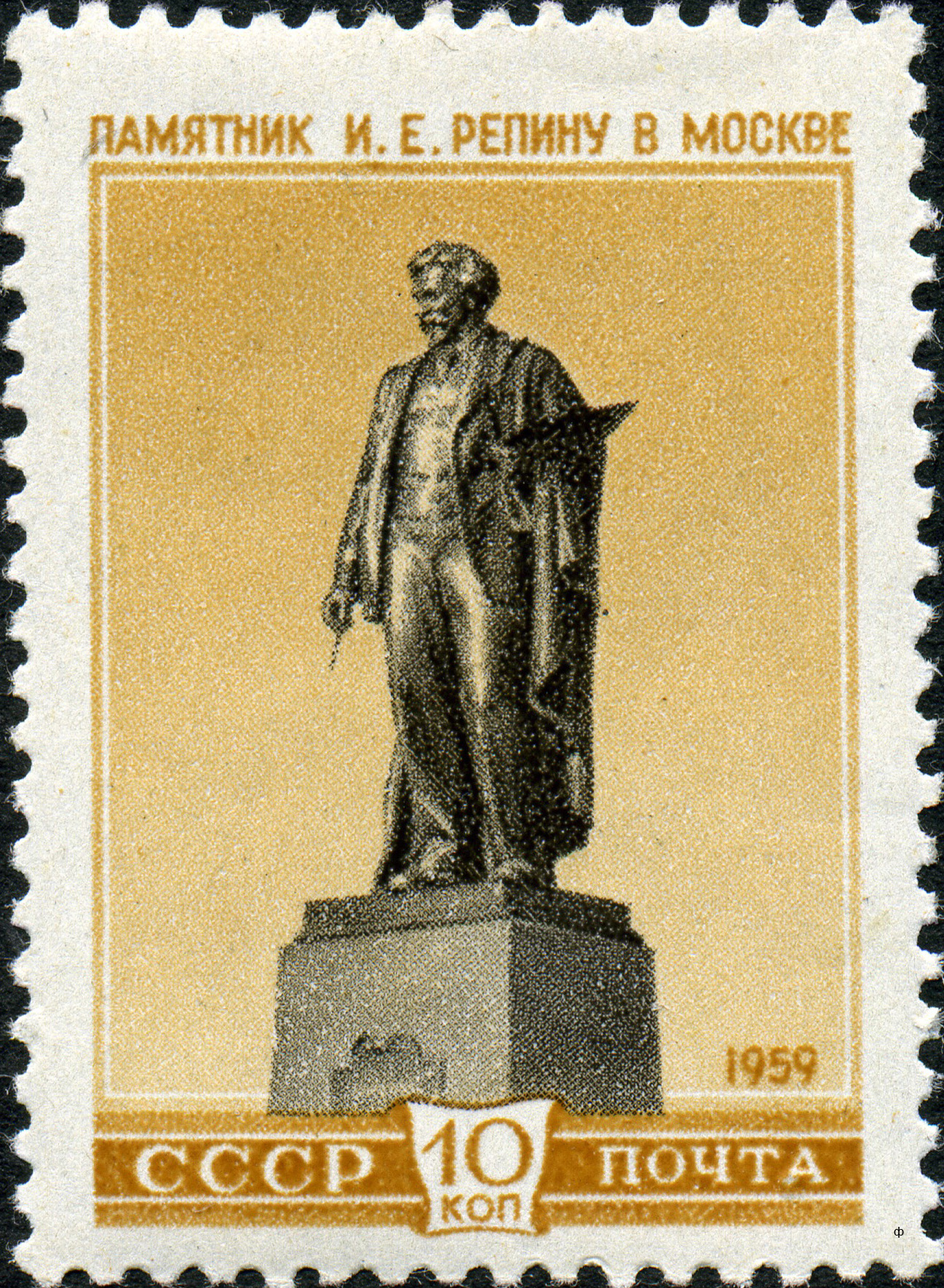
Почтовая марка СССР, 1959 год. Памятник И. Е. Репину в Москве
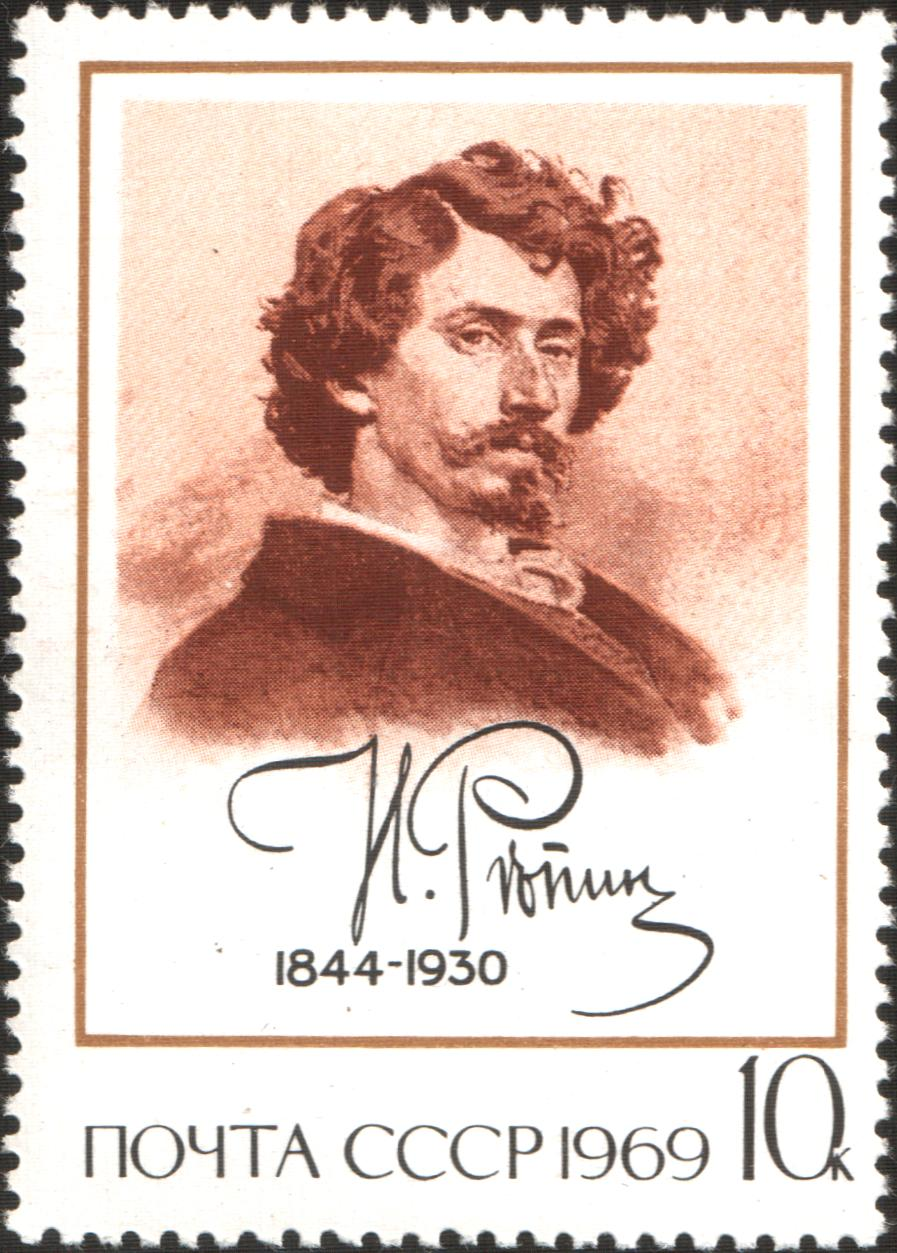
Почтовая марка СССР, 1969 год.
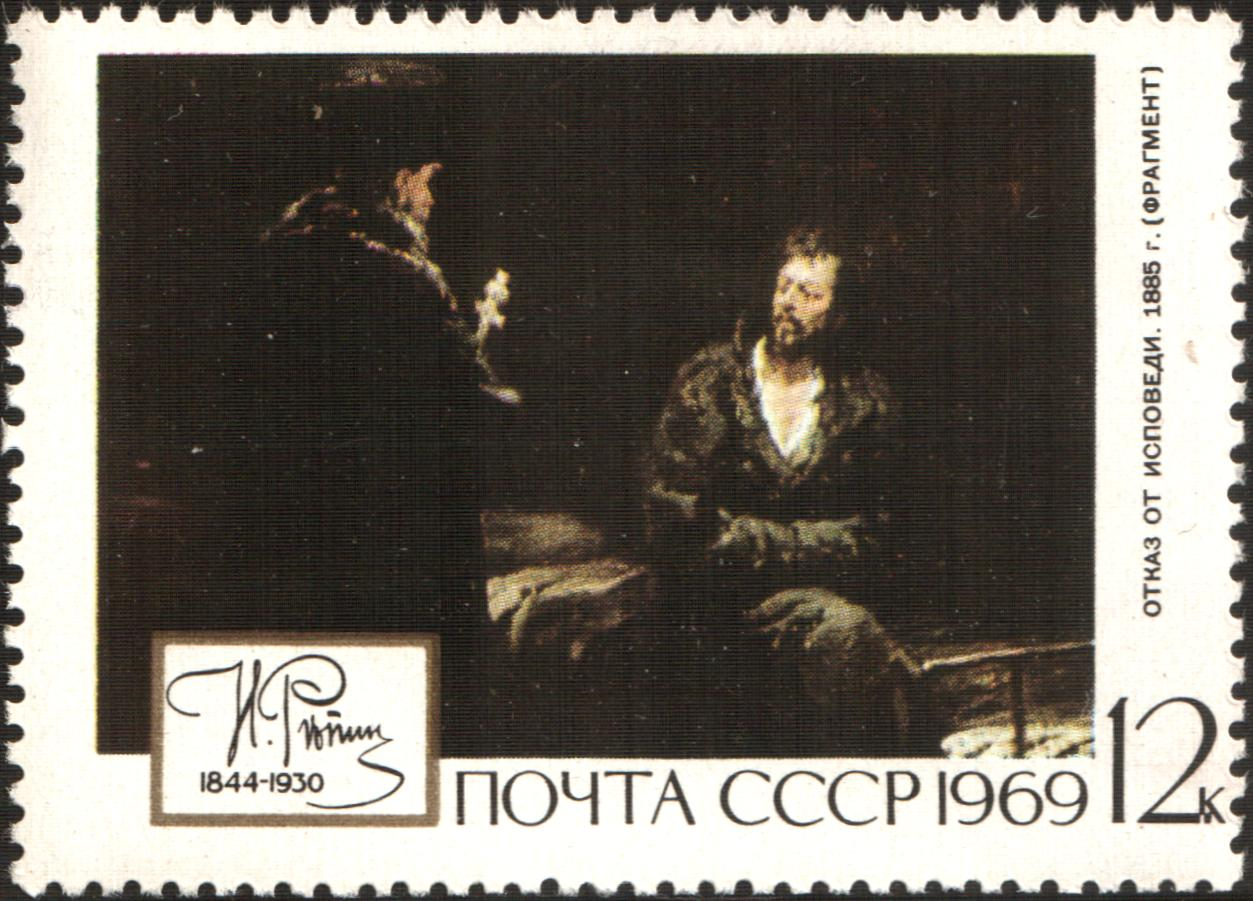
Почтовая марка СССР, 1969 год. Фрагмент картины «Отказ от исповеди»
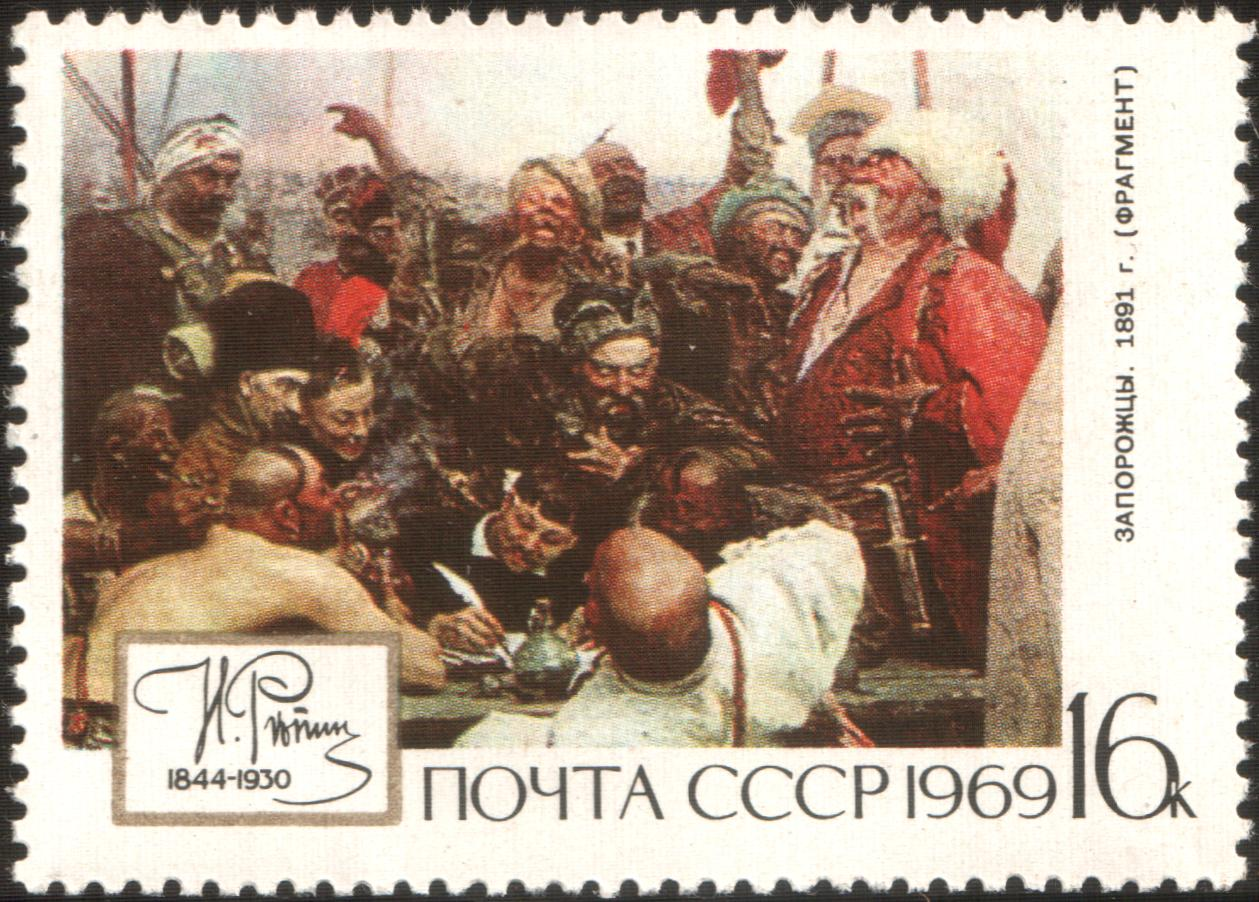
Почтовая марка СССР, 1969 год. Фрагмент картины «Запорожцы»
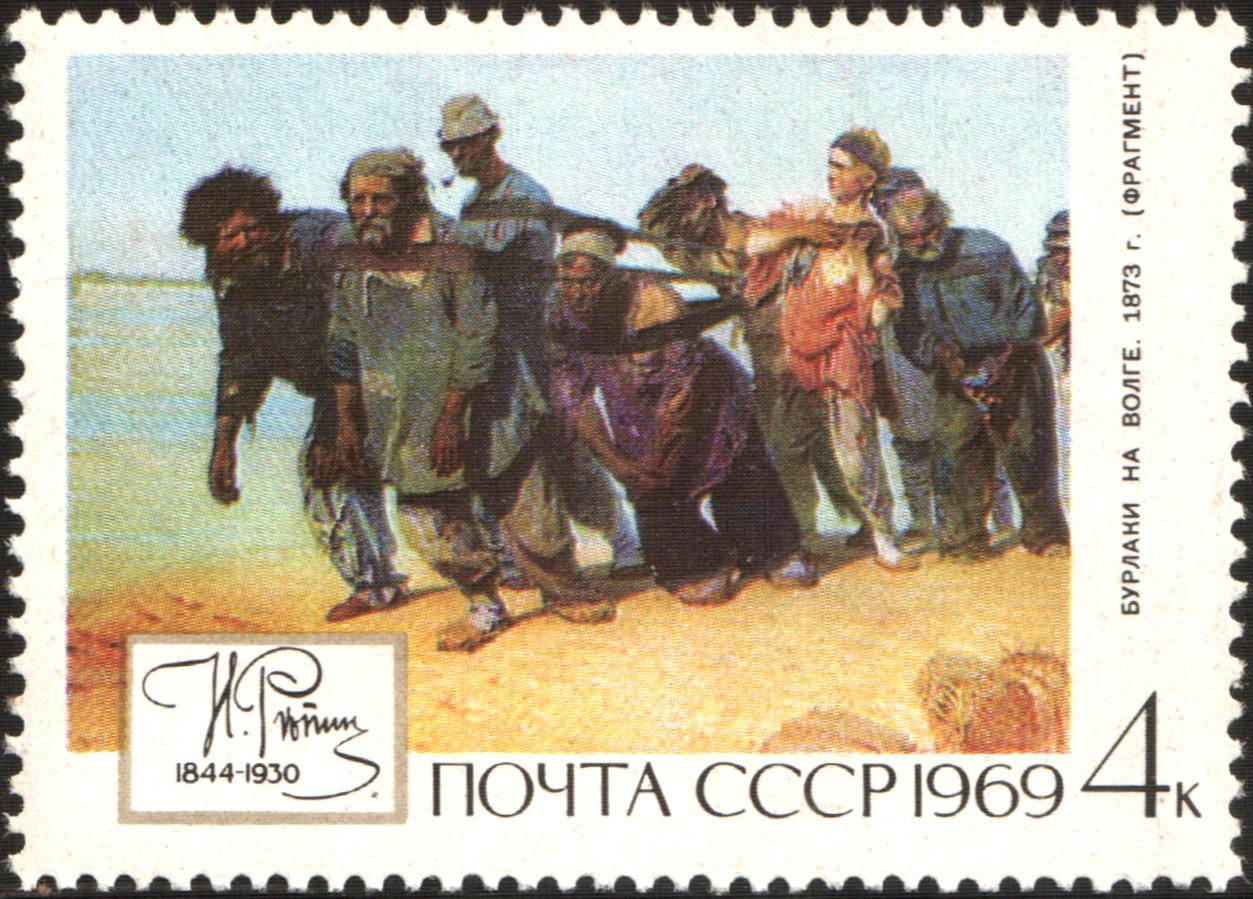
Почтовая марка СССР, 1969 год. Фрагмент картины «Бурлаки на Волге»
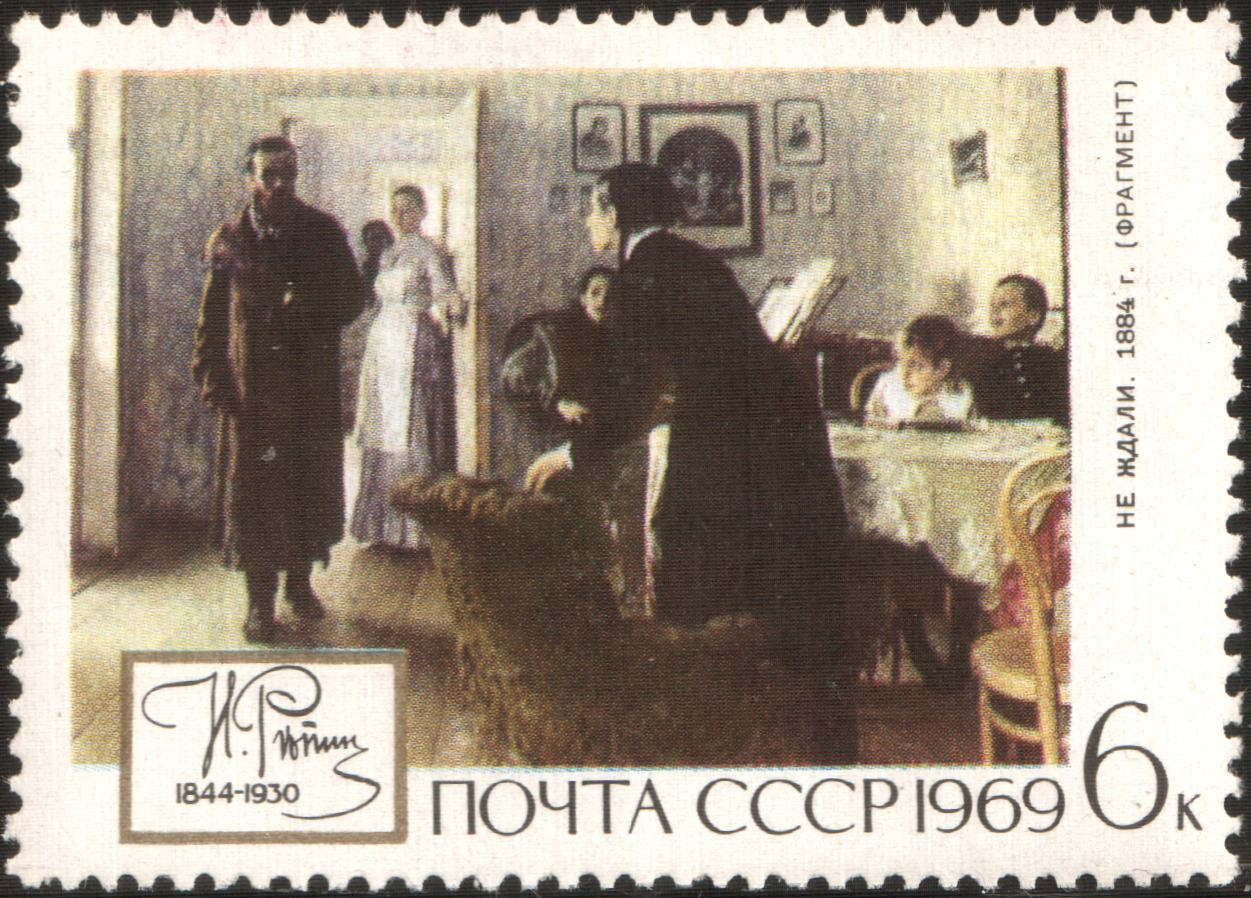
Почтовая марка СССР, 1969 год. Картина «Не ждали»
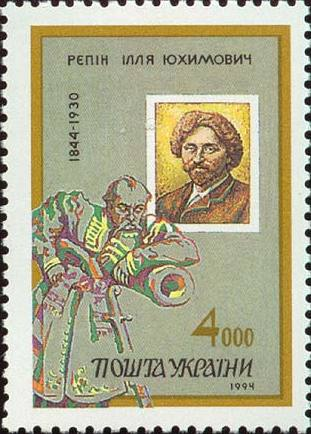
Почтовая марка Украины, 1994 год. 150 лет со дня рождения выдающегося художника Ильи Ефимовича Репина
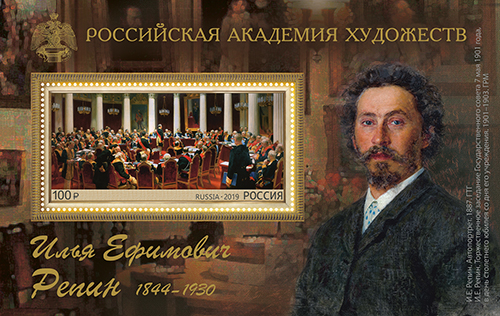
Почтовая марка России, 2019 год. 175 лет со дня рождения

### Архив
В Российском государственном архиве литературы и искусства хранится личный фонд И. А. Репина, который состоит из 126 единиц хранения за 1852—1947 годы и содержит личные документы и рукописи художника, его переписку, фотографии, письма родственников, документы, имеющие отношение к творческой и хозяйственной деятельности Ильи Ефимовича, материалы о нём и собранные им. Помимо этого, интерес представляют и документы последней жены Репина Н. Б. Нордман-Северовой.